# サンデーサイレンス
サンデーサイレンス（欧字名:Sunday Silence、1986年 - 2002年）は、アメリカ合衆国生まれの競走馬・種牡馬である。
※文中の「GI級競走」は日本のパート1国昇格前および昇格後のGI競走とJ・GI競走、ならびに昇格後のJpnI競走を指す（詳細については競馬の競走格付けを参照）。

## 概要
1988年10月に競走馬としてデビュー。翌1989年にアメリカ三冠のうち二冠（ケンタッキーダービー、プリークネスステークス）、さらにブリーダーズカップ・クラシックを勝つなどG1を6勝する活躍を見せ、エクリプス賞年度代表馬に選ばれた。
1990年に右前脚の靭帯を痛めて競走馬を引退。引退後は日本の社台スタリオンステーションで種牡馬入りし、初年度産駒がデビューした翌年の1995年から13年連続で日本のリーディングサイアーを獲得。さらに中央競馬における種牡馬にまつわる記録を次々と更新した。サンデーサイレンスを起点とするサイアーラインは日本競馬界における一大勢力となり、サンデーサイレンス系とも呼ばれる。そのイニシャルから、SSと呼ばれることもある。
2002年8月19日に左前脚の蹄葉炎を原因とする衰弱性心不全のため、16歳で死亡。幼少期は見栄えのしない容貌と地味な血統ゆえに買い手がつかず、生命にかかわる事態に見舞われながら、競走馬、さらに種牡馬としても成功したその生涯は、しばしば童話『みにくいアヒルの子（Ugly Duckling）』に喩えられる。

## 生涯

### 生い立ち

#### 誕生
サンデーサイレンスは1985年に繁殖牝馬ウィッシングウェルと種牡馬ヘイローが交配された結果、翌1986年3月25日にアメリカ合衆国ケンタッキー州にあるストーンファームで誕生した。両者が交配された要因は、ニックスとされるマームードのインブリード（4×5）が成立することにあった。
サンデーサイレンスの毛色は、生国のアメリカでは「黒鹿毛ないし青鹿毛（Dark Bay or Brown）」となっているが、のちに輸入した日本では「青鹿毛」と登録されている。

#### 見栄えが悪く、売れ残る
幼少期のサンデーサイレンスは体格が貧相で、後脚の飛節が両後脚がくっつきそうなくらいに内側に湾曲しており、それはゲイリー・ジョーンズが「まるでコートハンガーみたいな形をしていた」というほど酷いものだった。ストーンファームの経営者アーサー・ハンコック3世は幼少期のサンデーサイレンスについて「脚がひょろ長くて、上体は華奢」であったと述べている。さらに、幼少期のサンデーサイレンスの馬体はくすんだ鼠色をしており、その容貌は、テッド・キーファーがストーンファームを訪れた際に必ず「あの真っ黒いケダモノをどこかへやってくれ。まったく、あんなひどい当歳（0歳）馬は見たことがないぞ」「あのウィッシングウェルの当歳は目にするのも不愉快だ」と言って毛嫌いするほど見栄えがしなかった。
ハンコックによると、それでも前より良くなっているといくら言ってもキーファーは聞く耳を持たなかったといい、ある時にはキーファーがサンデーサイレンスに対して辛らつな言葉を浴びせていると、ストーンファーム牧場長のピート・ローガンが「ケンタッキーダービー馬のような一流の競走馬にも様々なタイプがいるものだ」と口を挟み、「まあキーファーさん、世の中わかりませんよ。この馬だっていつか（ケンタッキーダービー優勝馬に送られる）バラのレイが似合うようになるかもしれないじゃありませんか」と諭すと、キーファーは即座に「あのろくでなしにバラのレイが似合うのは、墓に入った後だけさ」と言い返したという。また気性が激しく、扱いの難しい馬であった。
サンデーサイレンスは1986年11月27日のサンクスギビング・デーの日にウイルス性の腸疾患にかかり、数日にわたってひどい下痢を起こして生死の境をさまよった。この時のサンデーサイレンスは液状の便が搾ったように出てくる日が何日も続き、何人かの牧場スタッフと敷地内に住居を構える獣医のカール・モリソンが付き添い、失われた水分を補給するため何リットルもの点滴をひっきりなしに行ったもののなかなか回復しなかった。その後回復の見込みが立たずに怒りを抑えられなくなって仕事を投げ出したモリソンからは見放されたものの、1日中23リットルもの点滴を続け、危機を脱した。
1987年にケンタッキー州で行われる世界的に有名なセリ市のキーンランド・ジュライセールに出品されたが、馬体の見栄えが悪かったサンデーサイレンスはセレクトセールへの出品が許可されず、一般部門に出品された。サンデーサイレンスには1万ドルの値がついたが、安すぎると感じたハンコックは1万7000ドルで買い戻した。ハンコックは、サンデーサイレンスを買い戻したことをトム・ティザムに報告し、買い取ってもらおうとしたが、ティザムは「所有する意思がない」と答えたため、そのままハンコックが所有することとなった。翌1988年3月、サンデーサイレンスはカリフォルニア州で行われたトレーニングセールに出品されたが、希望販売価格の5万ドルに届かず、3万2千ドルでふたたびハンコックに買い戻された。さらにハンコックは複数の競馬関係者に購入の打診をしたものの、ことごとく断られた。
ハンコックはサンデーサイレンスをキーンランド・ジュライセールで買い戻した後、友人のポール・サリバンと半分ずつの持ち分で共有した。その後サリバンは、カリフォルニア州のトレーニングセールで買い戻された時期に所有する競走馬の調教費と相殺する形で調教師のチャーリー・ウィッティンガムに持ち分を売却し、ウィッティンガムはそのうちの半分を友人の医師アーネスト・ゲイラードに売却した。
しかし、カリフォルニア州からケンタッキーに戻る帰り道の半ばで、サンデーサイレンスやその他のハンコックの所有馬を乗せた馬運車の運転手が突然心臓発作を起こし、車が大きく傾きながら路肩を外れて横転する事故に見舞われた。サンデーサイレンスは奇跡的に一命と競走能力を取り留めたものの、全身に無数の切り傷と打撲を負い、オクラホマ州の獣医病院に搬送されて2週間入院した。この事故で心臓発作を起こした運転手、馬運車に乗っていたサンデーサイレンス以外のハンコックの所有馬は全て死亡した。退院したサンデーサイレンスはしばらくまっすぐ歩けないような状態でストーンファームに戻り、数週間放牧に出されて競走馬としてデビューできるか様子見された。ハンコックによると、ストーンファームに戻ってきたサンデーサイレンスを見た獣医は「動揺病かと思ったくらいだった」というほど重症を覚悟したというが、特に症状は見られなかったため競走馬としてデビューできることになった。

### 競走馬時代

#### 1988年・1989年

##### 競走内容
同馬の所有権を4分の1持つチャーリー・ウィッティンガムがサンデーサイレンスを管理することとなった。調教を進めるなかでサンデーサイレンスの能力を感じ取ったウィッティンガムは、ハンコックに「あの真っ黒い奴は走るぞ」と電話で報告し、ハンコックを驚かせた。サンデーサイレンスは1988年10月に初めてレースに出走したが2着に敗れ、翌11月に初勝利を挙げた。12月の一般競走でふたたび2着に敗れたあと、ウィッティンガムは余力を残した状態で休養をとらせることにした。
翌1989年3月2日、サンデーサイレンスはサンタアニタパーク競馬場で行われた一般競走でレースに復帰して優勝。さらに同月19日、重賞 (G2) のサンフェリペハンデキャップをスタートで出遅れながら優勝した。この段階で主戦騎手のパット・ヴァレンズエラは「今まで僕が乗った中でも最高の3歳馬だよ」と評し、ウィッティンガムは「（ケンタッキーダービーは）1番人気ということにはなりそうもないが、5本の指には入るだろう」と語り、サンデーサイレンスはケンタッキーダービーの優勝候補として競馬ファンに認識され始めた。
当初ウィッティンガムはサンデーサイレンスのケンタッキーダービー出走について、「サンタアニタダービーが終わるまでは分からない」とも語っていた。しかし、サンデーサイレンスは4月8日に出走したサンタアニタダービーを2着馬にレース史上最大の着差となる11馬身差をつけて優勝し、これを受けてウィッティンガムはケンタッキーダービー出走を正式に決定。4月半ばにはケンタッキーダービーに備え、同レースが行われるチャーチルダウンズ競馬場へサンデーサイレンスを移送した。
迎えたアメリカ三冠初戦のケンタッキーダービーはレース前日に20mmを超える雨が降り、1967年以来といわれる悪い馬場状態で行われ、さらに発走時の気温は摂氏6.1℃でレース史上最低であった。サンデーサイレンスはスタートで体勢を崩して他馬と激しく接触し、さらに直線では左右によれる素振りを見せたが、1番人気のイージーゴアに1馬身半の着差をつけ優勝。レース後、ウィッティンガムは「最後まで目標を達成できる馬がいるとしたら、この馬こそその一頭だ」といい、「この馬は三冠馬になる」と宣言した。
第2戦のプリークネスステークスに出走するまでの過程は平坦なものではなかった。まずレース1週間前の5月13日、サンデーサイレンスの右前脚に問題が発生し、レースの4日前まで調教が行えなくなるアクシデントに見舞われた。さらにサンデーサイレンスはレースまでの期間をピムリコ競馬場で過ごしたが、数百人にものぼる観光客やマスコミが馬房に押しかけたことで苛立った様子を見せるようになったため、陣営は馬房の扉を閉めてサンデーサイレンスを隔離する措置を講じた。ケンタッキーダービーを優勝したサンデーサイレンスであったが、実力はケンタッキーダービーで1番人気に支持されたイージーゴアのほうが上と見る向きが多く、プリークネスステークスでもイージーゴアが1番人気（単勝オッズ1.6倍）に支持され、サンデーサイレンスは2番人気（単勝オッズ3倍）であった。
レースは中盤を過ぎてからイージーゴアがサンデーサイレンスの外に進出し、サンデーサイレンスが前方へ進出するためのスペースを塞ぐ展開となった。そのままイージーゴアは先頭に立ったが、サンデーサイレンスが猛然と追い上げ、最終コーナーを回ると2頭の競り合いとなり、さらにサンデーサイレンスはイージーゴアが内から抜け出そうとするたびに外から馬体を合わせてイージーゴアに噛みつこうとした。15秒以上にわたる競り合いの末、数センチの差でサンデーサイレンスが先着し優勝した。このマッチレースはアメリカ合衆国の競馬専門誌『ブラッド・ホース』で行われた読者によるアンケートで、年間ベストレースに選出されている。
第3戦となるベルモントステークスでは三冠達成の期待がかかり、サンデーサイレンスはイージーゴアと対戦したレースで初めて1番人気に支持された。レース前の盛り上がりはニューヨーク競馬協会が発行した取材許可証の多さにも表れ、その数は、ソ連（当時）の共産党機関紙「プラウダ」の記者分を含めて1300枚だった。レース前、ウィッティンガムは自身の師匠であり、1964年の同レースで3着に敗れて三冠達成を逃したノーザンダンサーの調教師・ホレイショ・ルロから「今回サンデーサイレンスが三冠馬になる可能性は、25年前のノーザンダンサーよりはるかに高そうだ」と激励された。しかし、レースでは残り400メートルの地点でイージーゴアに交わされるとそのまま差を広げられ、8馬身の着差をつけられ2着に敗れた。レース後、ウィッティンガムは敗因として母のウィッシングウェルがマイラーだったという血統背景を挙げたが、「マイルから10ハロンがベストディスタンスでいけないことは何一つないさ。このタイプの馬が種牡馬としては一番成功する、って誰もがいうじゃないか」と語った。翌日の朝の調教で三冠のプレッシャーはあったかと問われた際には、「50年前にサンフランシスコのハイポケッツ・ケリー・ホテルの一室に12人で寝泊まりしていて、しかも誰も部屋代を払える余裕がなかった頃以来、感じたことはないよ」と答えた。三冠達成はならなかったものの、サンデーサイレンスは三冠レース全てに出走、イージーゴアに2勝1敗とし、Visa提供のボーナス100万ドルを獲得した。
ベルモントステークス出走後、ウィッティンガムは新たな目標をブリーダーズカップ・クラシック優勝に定めた。ウィッティンガムはじめ厩舎スタッフは、サンデーサイレンスが調教に行きたがらない素振りを見せていたため体調の低下を感じ取っていたが、短い休養を取らせたあとで、6週間後にハリウッドパーク競馬場で行われるスワップスステークスに出走させた。サンデーサイレンスは単勝1.2倍の1番人気に支持され、かつてウィッティンガムの下で助手をしていたニール・ドライスデールが管理するプライズドが6倍の2番人気に推された。プライズドには120ポンドのハンデが課され、サンデーサイレンスには三冠レースで全ての出走馬が背負うのと同じ126ポンドが課された。レースでは出走馬に逃げ馬がいないと判断したヴァレンズエラがサンデーサイレンスにハナを切らせ、残り1ハロンのところでは2番手との差を4馬身に広げていたが、直線半ばの発送ゲートが設置された地点の脇辺りに差し掛かったところで突如失速し、プライズドに交わされ2着に敗れた。レース後、ウィッティンガムはレース途中で他の馬を引き離し過ぎたことに不満を表した。合田直弘は、ヴァレンズエラがサンデーサイレンスに鞭を入れ過ぎたことを敗因に挙げている。
スワップスステークスでの敗戦を受け、陣営は万全の体調でブリーダーズカップ・クラシックに出走できるよう態勢を整えることを決めた。9月に入り、ウィッティンガムはブリーダーズカップ・クラシックに向けた前哨戦として、9月24日にルイジアナ州のルイジアナダウンズ競馬場で行われるスーパーダービーへの出走を決めた。この時期にはサンデーサイレンスの体調は回復し、当日は単勝1.4倍で1番人気に支持された。レース序盤は後方に位置して最終コーナーから追い込み、残り1ハロンのところでは後続に10馬身の差をつけ、最後はヴァレンズエラが手綱を緩めて2着に6馬身差をつけて優勝した。
ブリーダーズカップ・クラシックの1週間前、サンデーサイレンスの主戦騎手を務めていたヴァレンズエラに対して薬物（コカイン）検査で陽性反応が出たことを理由に60日間の騎乗停止処分が下され、急遽クリス・マッキャロンに騎手が変更されるアクシデントが発生した。しかし、サンデーサイレンス陣営はイージーゴアが抱えていた脚部不安が深刻化していることを察知して勝利に対する自信を深め、ウィッティンガムは『スポーツ・イラストレイテッド』詩上で「わしの馬が勝つ」と勝利宣言を行った。ベルモントステークスの後G1を4連勝したイージーゴアも同レースに出走することが決まり、このレースはエクリプス賞年度代表馬の座をかけた対決のような形となった。競馬関係者のなかには2頭の対決をボクシングのヘビー級のタイトルマッチに例えたり「10年に一度の大一番」と呼ぶ者もいた。レースではイージーゴアが単勝オッズ1.5倍で1番人気に支持され、サンデーサイレンスは3.0倍での2番人気であったが、残り200メートルの地点で先頭に立つとイージーゴアの追い上げをクビ差凌いで優勝した。レース後、ウィッティンガムは、サンデーサイレンスを自身が管理したなかで「文句なしに最高の馬」と評した。
この年、サンデーサイレンスは北アメリカにおける1年間の獲得賞金記録（457万8454ドル）を樹立した。さらに翌1990年1月、1989年度のエクリプス賞年度代表馬、および最優秀3歳牡馬に選出された。

##### イージーゴアとの対決
三冠競走ではイージーゴアがサンデーサイレンスのライバルとなった。血統背景が優れている点、馬体が美しい点などから、イージーゴアはサンデーサイレンスとは対照的な馬とされた。レイ・ポーリックはイージーゴアを「獅子のように雄大で力強い栗毛の貴公子」と言い表している。イージーゴアはケンタッキーダービーが行われる前から競馬マスコミに「セクレタリアトの再来か?」、「今、その存在は伝説となりつつある」などと高く評価され、ケンタッキーダービー、さらには同レースでサンデーサイレンスに敗れた直後のプリークネスステークスでも1番人気に支持された。前述のように三冠競走をサンデーサイレンスの2勝1敗で終えた後、イージーゴアがG1を4連勝し、サンデーサイレンスがG1のスーパーダービーを優勝して迎えたブリーダーズカップ・クラシックはエクリプス賞年度代表馬をかけた対決となり、「10年に一度の大一番」といわれた。2頭の関係は「アファームドとアリダーの再来」、「競馬史上最高のライバル関係」と評された。ただし、血統評論家の吉沢譲治によると人気の面ではサンデーサイレンスの方が勝っていたとしており、「競馬場で売られるTシャツなどのホースグッズも、エリート血統のイージーゴーアものよりもサンデーサイレンスもののほうが圧倒的に多く、それがまた飛ぶように売れた」と述べている。
なお、イージーゴアはクレイボーンファームで生まれた競走馬である。サンデーサイレンスの馬主アーサー・ハンコック3世はクレイボーンファームの経営者ブル・ハンコックの息子であったが、父の死後後継者に指名されなかったことに不満を覚え、クレイボーンファームと袂を分かった過去があった。さらにイージーゴアの名義上の生産者であり馬主であったオグデン・フィップスは、顧問としてクレイボーンファームの後継者指名に関与していた。
競馬マスコミはケンタッキーダービー直前にもイージーゴアを持ち上げる記事を発表し続け、レースの1週間前にはウィッティンガムに執拗につきまとってイージーゴアについてのコメントを求めたが、ウィッティンガムはサンデーサイレンスについてだけコメントするように努めた。ウィッティンガムはダービー当日のレースの数時間前にも同様にイージーゴアについてのコメントを求められたが、その際に「世の中は、イージーゴアがどれほど素晴らしい馬かをわしに教えたがっている奴らであふれ返っているらしいな。しかし奴らの目がことごとく節穴かもわからんじゃないか」とコメントした。同レース後にハンコックは、記者たちに対して「私からも君たちに聞きたいことがある」といい、「もしや、今回は馬場が良すぎたのかな?それともちょっと水分が残っていた?暑すぎたかい、あるいは風が強すぎたとか?」と質問し、「私は別に怒っているんじゃない。ただ、自分の馬を誇りに思っている。だからほかの人にも当然、その業績に値するリスペクトを持って馬に接してほしいだけなんだ」と記者たちに求めた。ウィッティンガムは同レース後に「イージーゴアも素晴らしい馬だ」とコメントするなどその実力を認めていたものの、以降もイージーゴアを持ち上げ続ける記者たちに対して不快感を露わにした。このような記事はイージーゴアのホームであるニューヨーク州の記者が書き、同馬がジョッキークラブGCを優勝してベルモントステークスから5連勝を達成した際には年度代表馬当確という記事を掲載したほどであった。
サンデーサイレンスとイージーゴアとの比較についてウィッティンガムは、サンデーサイレンスの得意距離は1600メートルから2000メートルで、イージーゴアは一流のステイヤーと述べている。レイ・ポーリックは、「サンデーサイレンスは敏捷な馬でコーナーを回りながら加速することができたため、カーブがきつい競馬場を得意とし、一方イージーゴアは長い直線では圧倒的なパワーを発揮するが、きついカーブを苦手としていた」と分析している。

##### 薬物疑惑
前述のように、サンデーサイレンスはプリークネスステークスの直前期に脚部に問題を抱え、短期間で回復した。サンデーサイレンスの治療にあたった獣医師のアレックス・ハートヒルによると、施された処置は脚部をエプソム塩に浸して血液の循環を促進したあとで患部に湿布を貼るというものであったが、同じ時期に、前述のように厩舎サイドが観光客およびマスコミに苛立つサンデーサイレンスを隔離するために、馬房の扉を閉める措置を講じたことから、馬房のなかで違法な処置がとられているという疑惑を口にするマスコミ関係者が現れた。三冠の最終戦のベルモントステークスを前に、ニューヨーク州の競馬当局は同レースが行われるベルモントパーク競馬場の厩舎エリアへのハートヒルの立ち入りを禁止した。

#### 1990年
「古馬になればもっと強くなる」というウィッティンガムの主張により、サンデーサイレンスは1990年も現役を続行することになった。ブリーダーズカップ・クラシックのあと、サンデーサイレンスは脚部に複数の故障（膝の剥離骨折と軟骨の痛み）を発症したため、骨片の摘出手術を行ったあとで休養に入った。1990年の3月に調教が再開された際にウィッティンガムは「ここからきっかり3ヵ月でレースに出られるように仕上げてみせる」と宣言し、宣言通り6月のカリフォルニアンステークスでレースに復帰させた。このレースはわずか3頭立てで行われ、サンデーサイレンスは逃げ切って優勝した。2着馬との着差は4分の3馬身であったが、これは今後のハンデキャップ競走で重い斤量を課されないために、着差をつけないで勝つようウィッティンガムが指示を出したためであった。なお、このレースでは当初ブリーダーズカップ・クラシックで騎乗したクリス・マッキャロンが引き続き騎乗する予定であったが、当日行われた別のレースでマッキャロンは落馬して復帰まで5か月を要す大怪我を負っていたため、パット・ヴァレンズエラが再び主戦騎手を務めることになった。
続いてサンデーサイレンスは中2週でハリウッドゴールドカップに出走した。レースでは直線に入りクリミナルタイプとのマッチレースとなったが交わせず、アタマ差の2着に敗れた。敗因として、ウィッティンガムとヴァレンズエラはともにクリミナルタイプより5ポンド重い斤量を課されたことを挙げている。合田直弘とハンコックは、ヴァレンズエラが鞭を入れ過ぎたことを挙げている。
その後、サンデーサイレンスはアーリントンパーク競馬場がサンデーサイレンスとイージーゴアを対決させる意図で企画した特別招待レース（アーリントンチャレンジカップ、8月4日開催予定）を目標に調整された。7月半ばにイージーゴアが種子骨の骨折によって競走馬を引退し、対戦が不可能になってからも出走予定は変更されなかったが、レース直前に左前脚をかばう素振りを見せた。診察の結果左前脚にある「XYZ靭帯」と呼ばれる、馬の体重を支えるのに不可欠と言われている靱帯に小さな断裂が見つかり、獣医師のハートヒルは引退を勧告。陣営はそれに従い、引退を決定した。

#### 競走成績
| 出走日         | 競馬場                 | 競走名                | 格  | 着順 | 騎手             | 距離   | 着差      | 1着（2着）馬         |
| -------------- | ---------------------- | --------------------- | --- | ---- | ---------------- | ------ | --------- | -------------------- |
| 1988年10月30日 | サンタアニタパーク     | 未勝利                |     | 2着  | P.ヴァレンズエラ | D6.5f  | クビ      | Caro Lover           |
| 1988年11月13日 | ハリウッドパーク       | 未勝利                |     | 1着  | P.ヴァレンズエラ | D6f    | 10馬身    | (Moment of Time)     |
| 1988年12月03日 | ハリウッドパーク       | 一般競走              |     | 2着  | A.グライダー     | D6.5f  | アタマ    | Houston              |
| 1989年03月02日 | サンタアニタパーク     | 一般競走              |     | 1着  | P.ヴァレンズエラ | D6.5f  | 4 1/2馬身 | (Heroic Type)        |
| 1989年03月19日 | サンタアニタパーク     | サンフェリペH         | GII | 1着  | P.ヴァレンズエラ | D8.5f  | 1 3/4馬身 | (Flying Continental) |
| 1989年04月08日 | サンタアニタパーク     | サンタアニタダービー  | GI  | 1着  | P.ヴァレンズエラ | D9f    | 11馬身    | (Flying Continental) |
| 1989年05月06日 | チャーチルダウンズ     | ケンタッキーダービー  | GI  | 1着  | P.ヴァレンズエラ | D10f   | 2.5馬身   | (Easy Goer)          |
| 1989年05月20日 | ピムリコ               | プリークネスS         | GI  | 1着  | P.ヴァレンズエラ | D9.5f  | ハナ      | (Easy Goer)          |
| 1989年06月10日 | ベルモントパーク       | ベルモントS           | GI  | 2着  | P.ヴァレンズエラ | D12f   | 8馬身     | Easy Goer            |
| 1989年07月23日 | ハリウッドパーク       | スワップスS           | GII | 2着  | P.ヴァレンズエラ | D10f   | 3/4馬身   | Prized               |
| 1989年09月24日 | ルイジアナダウンズ     | スーパーダービー      | GI  | 1着  | P.ヴァレンズエラ | D10f   | 6馬身     | (Awe Inspiring)      |
| 1989年11月04日 | ガルフストリームパーク | BCクラシック          | GI  | 1着  | C.マッキャロン   | D10f   | クビ      | (Easy Goer)          |
| 1990年06月03日 | ハリウッドパーク       | カリフォルニアンS     | GI  | 1着  | P.ヴァレンズエラ | D9f    | 3/4馬身   | (Stylish Winner)     |
| 1990年06月24日 | ハリウッドパーク       | ハリウッドゴールドCHS | GI  | 2着  | P.ヴァレンズエラ | D10.0f | アタマ    | Criminal Type        |

- 「S」はステークス、「C」はカップ、「H」はハンデキャップの略。

### 種牡馬時代

#### 日本への輸入まで
ハンコックは当初総額1000万ドル（1株25万ドル×40株）のシンジケートを組み、サンデーサイレンスにアメリカで種牡馬生活を送らせる予定だった。しかし、アメリカでのヘイロー産駒の種牡馬成績が優れていなかったことや、ファミリーラインに対する評価の低さから、種牡馬としてのサンデーサイレンスに対する評価は低く、株の購入希望者はわずか3人にとどまり、種付けの申込みを行った生産者はわずか2人であった。このことについて片山良三は、アメリカの生産界では2歳馬の時に高値がつかなかった馬は種牡馬になっても評価されないという風潮があり、前述のとおり1歳の7月、2歳の3月と2度もセリに上場されながらも一度も買い手がつかず、5万ドルにも及ばない1万7000ドルでハンコックに買い戻されたというサンデーサイレンスのデビュー前の出来事がアメリカの生産者たちに二の足を踏ませたと述べている。
そんな中、1990年はじめにハンコックから250万ドルで持ち分の半分（全体の4分の1）を買い取っていた日本の競走馬生産者・吉田善哉が、サンデーサイレンスの購入をハンコックに打診した。当時のハンコックはストーンファームの経営を拡大させた中で出来た負債を抱えており、さらにアメリカ全体が深刻な不況に苦しんでいた経済的事情から、「他に道はない」と判断し、サンデーサイレンスを売却することを決断した。
吉田善哉がサンデーサイレンスの購入のために使った金額は1100万ドル（当時の為替レートで約16億5000万円）であった。吉田善哉の子で社台ファーム代表を務める吉田照哉によると、取引成立には善哉とウィッティンガム、さらに照哉とハンコックとの間に交友関係があったことが大きく作用しており、照哉自身がクレイボーンファームに隣接するフォンテンブローファームの場長を務めたことがあり、その縁でハンコックとは親しい間柄であったため「築きあげてきた人脈なくしては不可能だった」と語っている。また、照哉は輸入の際に自身が大きく関わったノーザンテーストが種牡馬として成功したことにより、社台グループに資金がもたらされたことでサンデーサイレンスを輸入することができたといい、これは同じく海外から輸入したトニービン、ホワイトマズルも同様だったと述べている。
しかしながら、この取引は当時「日本人のブリーダーがとても成功しそうにない母系から生まれたヘイロー産駒を買っていった」とアメリカの生産者の笑いものになった。ただし、吉田照哉は「いい買い物をした自信が、なぜかあった」と当時の心境について振り返っている。一方、「欧米の超スーパーホースが、いきなり日本で種牡馬入りするというのはまずあり得ない」と考えられていた当時の日本競馬界では衝撃をもって受けとめられ、吉沢譲治は「野球に例えるなら、メジャーリーグで現役バリバリの奪三振王、ホームラン王が、何かの間違いで日本の高校野球に入ったようなものだった」と評している。血統評論家の栗山求によると、評論家の間でもサンデーサイレンスが種牡馬として成功するかについて意見が分かれ、失敗派の評論家はほとんどが血統背景を弱点として挙げ、「安定した成績は望めず、気性の荒さも半端じゃないため、一発屋タイプではないか。ジャッジアンジェルーチのような失敗種牡馬になる可能性も否定できないと思う」という意見があった。一方、成功派の意見としては「一定以上の成功は堅いよ。とにかく繁殖牝馬のレベルは素晴らしいです。激しい気性が競走意欲に転換できれば面白いと思いますね」と主張する評論家がいたものの、このコメントの前には「ノーザンテーストやトニービンのようにクラシックを勝ちまくるといった活躍は難しいかもしれませんが」という但しが付いていたという。
作家の吉川良によると、吉田善哉がサンデーサイレンスの購入を思い立ったのは、同馬が勝ったプリークネスステークスのビデオを自宅で観ていたときのことだという。吉川はこの時善哉と一緒に同レースを観戦していたが、レース後に善哉は「欲が出るね。これは忙しくなる。わたしか照哉がしばらくアメリカに下宿しなくちゃならなくなるかもしれんな」と呟き、秋に赤坂で一緒に食事をした際には「馬の仕事をする家に生まれていろいろやってきたけど、一番の仕事が待ってるような気がするね」、「恋愛みたいなもんだ。大仕事だ。私の最後の大仕事だと自分に言い聞かせてる。これがうまくいったらね、何も思い残すことはないから引退だ」と語ったという。実際に購入に踏み切った動機について、作家の木村幸治は「社台ファームで繋養されていた種牡馬ディクタスが1989年9月20日に死亡したため、その後釜を探していた」のだと推測している。木村によると当時社台ファームにはノーザンテースト、リアルシャダイ、ディクタスに続く種牡馬を導入し、生産馬について「同じ系統の馬だけが増加し、近親の度合いが濃くなり過ぎる」ことを解消しようとする動きがあったという。
吉田善哉は、サンデーサイレンスが勝ったブリーダーズカップ・クラシックを現地で観戦して帰国後、「サンデーサイレンスを早来に持ってくるぞ」と宣言した。ハンコックによると、購入交渉における吉田善哉の「サンデーサイレンスに対する執着心は度外れたものだった」といい、「（吉田善哉はサンデーサイレンスの）ああいう体形を特に好んだかもしれないね」振り返っている。また、善哉と同じくブリーダーズカップ・クラシックを現地で観戦した吉田照哉は、サンデーサイレンスの勝ち方に感激してその場でハンコックに思わず「売ってくれ!」と頼んでしまったといい、また引退後の繋養先が決まっていなかった時期にサンデーサイレンスのEVAの接種期限が迫り、日本の決まりではEVA検査で陽性と判定されてしまったら防疫上の理由で絶対に輸入ができなくなってしまうというきまりがある中で、翌日サンデーサイレンスが注射を控えていたタイミングでハンコックから電話がかかってきた際「全部の権利を買うから待ってくれ!」とこれも衝動的に叫んだという。そのため、サンデーサイレンスの輸入が決まった時が輸入が可能な期限の「ギリギリのタイミングだった」と振り返っている。
しかし、吉田善哉はサンデーサイレンス産駒のデビューを見ることなく1993年8月13日に72歳で逝去した。吉田照哉はサンデーサイレンス産駒のデビュー後に「せめて父に、サンデーの子が（ダービーを）走るまで、生きていてほしかった。いや、父はきっと今、三歳馬たちの活躍を見て、喜んでくれているに違いありません」と語っている。吉田善哉は生前、吉川良に次のように語っていた。

#### 輸入後
吉田善哉に購入されたサンデーサイレンスは1990年の10月末に日本へ輸送され、翌1991年から社台スタリオンステーションで種牡馬生活を開始した。種牡馬入りに際して総額25億円（4150万円×60株）のシンジケートが組まれ、シンジケートも満口となった。しかし、当初サンデーサイレンスの評価はさほど高くなかったうえに種付料が1100万円と高額であったため、期待されていたほどの交配申し込みはなく、もっとも多く交配したのは吉田善哉が経営する社台ファーム千歳（現在の社台ファーム）に繋養されていた繁殖牝馬であり、さらに翌年誕生した馬に対する同牧場の関係者の評価は高くなかった。しかし、1994年6月にデビューした初年度産駒は、社台ファームの関係者にとっても予想を上回る活躍を見せ、約半年の間に30勝（重賞4勝）を挙げた。
サンデーサイレンスはその後も活躍馬を次々と輩出し、初年度産駒がデビューした翌年の1995年にリーディングサイアーを獲得。2世代の産駒だけでリーディングサイアーを獲得というのは中央競馬史上初の記録である。以後2007年まで、13年連続でリーディングサイアーに君臨した。同じく1995年に、種牡馬としての中央競馬獲得賞金記録を更新。その後もサンデーサイレンスは、中央競馬における種牡馬に関する記録を次々と更新（詳細については#種牡馬成績・記録を参照）し、輩出した12世代のすべてからGI級競走優勝馬が登場し、産駒は日本の中央競馬の24あるGI級競走のうち、20で勝利を収めた。2003年にスティルインラブが牝馬三冠、2005年にディープインパクトが無敗での牡馬三冠を達成したが、三冠馬を二頭、それも牡牝双方で輩出した種牡馬はサンデーサイレンスが初めてである。
種付け料は初年度は1100万円でスタートし、3年後は800万円まで下がったものの、初年度産駒の活躍以降は高騰を続け、2500万円（不受胎8割返金条件付き）にまで上がった。種牡馬として導入された当初は、ノーザンテースト系をはじめアウトブリードできる優秀な配合相手を選べたことが大きな強みになった。種付け頭数も生産者の要望に応える形で年を追うごとに増加し、2001年は自身最多となる224頭の繁殖牝馬と交配された。種牡馬時代の厩務員を務めた佐古田直樹によるとサンデーサイレンスは性欲が強く、前述の通り2001年に224頭の繁殖牝馬と交配したにもかかわらず種付けを嫌がる様子を見せなかった。佐古田はサンデーサイレンスを「まるで種付けマシーンのよう」と形容している。
それまで日本の競走馬生産者の間には年間100頭を超えて種付けをさせることは種牡馬を酷使しているという認識があったが、サンデーサイレンスの種付け頭数が100頭、200頭を超えるのに伴いほかの種牡馬も200頭を超える種付けを行うことが珍しくなくなった。ブリーダーズ・スタリオン・ステーションの秋山達也によると、このような種付け頭数の増加は有力種牡馬に交配の申し込みが殺到する現象を生み、成績が優れない種牡馬が以前よりも早く見切られるようになった。また日高町のある生産者によると、他の生産者がサンデーサイレンスの血を求めたことでその血が馬産地に飛躍的に浸透していったが、これが結果として日本馬のレベルを格段に向上させたといい、ただ海外の血を持つ輸入繁殖牝馬というだけでは勝ち馬を送り出すことは難しくなり、その分輸入される繁殖牝馬はより選抜されたことでその質が向上したという。
社台グループは種付けシーズンになると、社台ファームやほかの牧場を訪れるファンの為に様々な馬の写真やイラストを入れたグッズを販売しているが、その中でも最も人気があるのがサンデーサイレンスのグッズであったとされ、ラインナップは帽子、シャツ、ジャケット、リストバンド、ソックスなど様々であったが、このような被服もののデザインは、黒地一色にサンデーサイレンスの額から鼻筋にかけて走っている流星の形が白く染め抜いてあるのみのもので統一されていた。レイ・ポーリックは「サンデーサイレンスの白い流星のマークは、日本の競馬ファンにとってはナイキの流線型のマークと同じくらい、お馴染みの形になっているのである」と評している。
1998年に始まったセレクトセールでは毎回産駒が高額で落札された。晩年には種付け料と産駒の購買価格、獲得賞金、種牡馬シンジケートの額を合計するとサンデーサイレンスが1年間に動かす金額は100億円を超え、年間150頭の繁殖牝馬に5年間種付けを行った場合、産駒の獲得賞金と種付け料を合計して1500億円の経済効果があるといわれた。
産駒は日本国外のレースでも活躍を見せ、日本調教馬は日本国外でG1を3勝した。 さらにオーストラリア生まれのサンデージョイ (Sunday Joy) がG1のオーストラリアンオークスを優勝するなど、日本国外生産馬および日本国外調教馬からも複数の重賞優勝馬を輩出した。日本国外で活躍する産駒が出現した影響から、日本国外の有力馬主がセレクトセールでサンデーサイレンス産駒を購買し、さらに繁殖牝馬を日本へ移送して交配させるようになった。1998年にはヨーロッパに生産拠点を置くドバイのシェイク・モハメドが何頭かの繁殖牝馬を日本に送り込んでサンデーサイレンスと種付けさせ、翌年誕生した産駒の内の一頭のサイレントオナーがイギリスのG2・チェリーヒントンステークスを優勝した。2001年に行われた第4回セールでは、ロッタレースの2001を巡ってゴドルフィンとクールモアスタッドの代理人が激しい競り合いを演じた（ゴドルフィンが1億9000万円で落札）。
年度別の種付け頭数および誕生産駒数
| 年度       | 1991 | 1992 | 1993 | 1994 | 1995 | 1996 | 1997 | 1998 | 1999 | 2000 | 2001 | 2002 | 2003 |
| ---------- | ---- | ---- | ---- | ---- | ---- | ---- | ---- | ---- | ---- | ---- | ---- | ---- | ---- |
| 種付け頭数 | 77   | 84   | 99   | 118  | 142  | 183  | 171  | 185  | 199  | 197  | 223  | 159  | -    |
| 誕生産駒数 | -    | 67   | 67   | 74   | 97   | 129  | 157  | 157  | 149  | 150  | 180  | 191  | 108  |

### 蹄葉炎を発症し死亡
2002年になるとサンデーサイレンスは相手の繁殖牝馬を近づけてもなかなか上に乗らないようになり、また飼い葉を与えても以前までは大口を開けて頬張っていたところが一口ずつ食べたいものを選んで嚥下するようになり、そのことで厩務員の佐古田は「サンデーが限界に近づいている」と感じるようになった。5月5日、サンデーサイレンスは右前脚に跛行を発症し、159頭の繁殖牝馬と種付けを行った時点でこの年の種付けが中止された。当初は外傷性のものだったためすぐに種付けが再開できるという楽観的な見方もされ、一度は快方に向かったものの、同月10日に跛行が再発。検査の結果、5月に馬房内で右前肢をぶつけた際にそこから雑菌が入り込み、フレグモーネを発症していることが判明した。フレグモーネを引き起こした細菌は、血管が少なく抗生物質の効果が現れにくい深屈腱に入り込んでいた。さらに、通常フレグモーネは外傷から菌が侵入して発症するが、この時サンデーサイレンスの脚に外傷は見当たらず、発症の詳しい経緯が不明であったことから治療に有効な抗生物質が見つからなかった。これらの理由から治療は困難を極めた。
サンデーサイレンスを繋養する社台スタリオンステーションは、イギリスからフレグモーネの専門医を招いて治療を行い、3回にわたって患部を切開して洗浄する措置が施された。3回目の手術は7月18日に行われ、直後の7月23日には右前深屈腱の断裂が確認されたものの、症状は軽くなり、痛みも和らいだ。この頃佐古田はサンデーサイレンスの飼い葉を減らす代わりに好物だったキャンディを与え、サンデーサイレンスも嬉しそうな反応を見せ、「完治するのではないか」と感じるようになった。同時期に社台スタリオンステーション関係者の間では、深屈腱が断裂していたため後遺症が残っても生活に支障がないように同施設内にサンデーサイレンス専用の種付け所を作り、翌年からサンデーサイレンスの種付け頭数を抑え、今後は同施設で末永く繋養させるというプランが浮上していた。
しかし、8月に入るとサンデーサイレンスの容態は急変し、8月5日に左前肢のレントゲン検査を行った結果、それまで右前脚をかばった負担が原因となって蹄葉炎を発症していることが判明し、サンデーサイレンスの蹄の蹄冠部には症状の悪化を示すひびが入っていた。サンデーサイレンスは亡くなる前の最後の一週間まったく眠ろうとせず、一度も横にならなかった。一週間の間は背中を丸めて集合姿勢になり、後肢二本のみでバランスを取りながら立ち続けた。8月18日、それまで打ち続けていたものよりも強い鎮痛剤が打たれ、サンデーサイレンスは倒れるように横になるとそこから二度と起き上がらず、「フーッ」と大きなため息をつくと急激に衰弱していき、翌19日の午前11時、衰弱性心不全のため死亡したことが確認された。サンデーサイレンス死亡のニュースは、日本だけでなくAP通信が速報で報じたことで、世界中にも伝えられた。
サンデーサイレンスは火葬され、社台スタリオンステーションの敷地内に埋葬された。墓の横には吉田善哉の遺品が埋められている。また、社台ファーム歴代の種牡馬たちとは離れた場所に埋葬された。産駒は2003年生まれがラストクロップとなった。最後に生まれた産駒は同年4月25日に社台ファームで生まれたアグネスサージャン（牡馬、母アグネスフローラ）であり、中央競馬での最後の登録馬となったのは2012年に引退したアクシオンである。

## 競走馬としての特徴・評価

### 精神面
サンデーサイレンスは非常に気性が荒く、騎乗した人間の指示に従わず暴れる傾向があった。ウィッティンガムは、厩舎一の腕を持つジャネット・ジョンソンをサンデーサイレンス担当の調教助手に指名したが、ジョンソンは気性の荒さに嫌気が差し、一度騎乗しただけで降板している。騎手のウィリー・シューメーカーも調教のために騎乗したことがあるが、気性の荒さに激怒し、レースでの騎乗を拒否した。ウィッティンガムによると、ヘイローの産駒は総じて気性が荒いという。種牡馬時代のサンデーサイレンスの厩務員を担当した佐古田直樹は「口うるさい馬（噛みつく馬）」という第一印象を抱き、自身が担当する以前に厩務員を務めていた外国人スタッフはよく噛まれてそのたびにサンデーサイレンスを怒鳴り散らしていたという。しかし、種牡馬時代のサンデーサイレンスはメジロマックイーンがそばにいると大人しくなることが多く、サンデーサイレンスとメジロマックイーンの放牧地は隣同士に設えられていたという逸話が存在する。
前述のように、サンデーサイレンスは1986年11月に悪性のウイルスに感染して激しい下痢を起こし、生死の境をさまよったことがある。この闘病についてハンコックは「普通の馬だったらダメだっただろう」、「よほどの精神力がなければ、とてもじゃないがあんな経験は乗り越えられない」と述べている。合田直弘は、サンデーサイレンスは幼少時の経験をその後の競走馬としての糧にしたといい、「彼の精神は確かに、一時期捩れたかもしれない。だが、捩れた心は反骨心というバネとなり、闘争心に姿を変えて、底辺からのし上がっていく彼を支えたのだ」、「この馬が世間に出ていこうとした時の性根の座り方は、半端ではなかっただろう。戦いの場で彼を動かしていたのは、怒りであった。不遇の時代を強いた自らの宿命に対する怒りが、紅蓮の炎となって全身を包み、目の前に立ちはだかる者たちにぶつけられていったのだ」と表現している。

### 身体面
テッド・キーファーは「サンデーサイレンスの馬体の欠点は目をつぶってすむような軽いものじゃなかった」「同じような馬格の馬が1000頭いたとしたら、そのうち999頭はチャンピオンやリーディングサイアーになるどころか、競走馬としてまず使い物にならないだろう」とし、ティザムに購入を勧めなかったことを正当化するとともに「個人的には、サンデーサイレンスは一種の突然変異だったと思っている」と述べている。前述のようにキーファーは幼少時のサンデーサイレンスを酷評したが、それは「他の馬を見るのと同じ基準でこの馬にも評価を下したまでさ」と言って引退後も当時の判断を後悔していないといい、一方で以降のサンデーサイレンスを育て上げた関係者に対して尊敬の念を表している。
後藤正俊は、種牡馬時代のサンデーサイレンスが多い年で200頭以上の繁殖牝馬と種付けができたことについて、「抜群の体力と内臓の強さがあった」と評し、また受胎率が高かったことについては、交配される牝馬が最高の状態で種付けに来ていたからだと述べている。また、後藤はサンデーサイレンスが腱膜炎を発症してから通常のケースであれば1か月で蹄葉炎を発症しても不思議ではないというところがサンデーサイレンスは3か月経ってから発症したことについて、「驚異的な体力が（蹄葉炎の）発病を遅らせていた」と述べている。

### 走法
ブリーダーズカップ・クラシックで騎乗したクリス・マッキャロンはサンデーサイレンスの走りを「ストライドに全感覚を集中させるか、それとも脚元を見下ろすかしない限り、いつ手前を変えたのか全くわからない。そのくらい脚運びが滑らか」と評し、かつて騎乗したジョンヘンリーの感覚を思い出させたと述べている。ウィッティンガム厩舎の調教助手の一人は、どんなに狭いコースでも器用に手前を変えることができ、コーナーを回りながら加速することができる点をサンデーサイレンスの特徴として挙げている。佐古田はサンデーサイレンスの乗り味は凄く良かったとしつつ、その中でも背中の柔らかさに言及し、「ほとんど馬に乗ったことがない自分でさえ、柔らかいと思った。地面を掴んでいる反動がほとんどないんです」と述べている。レイ・ポーリックはこのような特徴からサンデーサイレンスを「豹のようにしなやかで敏捷なレーシングマシン」と言い表している。

### 選定
サンデーサイレンスは1996年にアメリカ競馬殿堂入りを果たした。1999年に競馬専門誌のブラッド・ホース誌が発表した20世紀のアメリカ名馬100選では第31位となった。

### 競走馬名
サンデーサイレンスという競走馬名は、メリーランド州に住むストローという名の夫婦が考案した。意味は「静寂なる日曜日（のミサ）」。夫妻は「自分たちが所有する競走馬がケンタッキーダービーに出走を果たすとしたら、どんな名前がいいだろう」という空想をもとに作成した競走馬名リストをストーンファームに送り、その中からハンコックが「サンデーサイレンス」を採用した。ハンコックは「サンデーサイレンス」という馬名を選んだ理由について、「名前の響きが素晴らしかったこともあるけど、私が敬愛するカントリーシンガーのクリス・クリストファーソンの名曲『サンデーモーニング・カミングダウン』を連想させたから」と説明している。

### ハンコック作詞・作曲の『Sunday Silence』
ハンコックは作詞・作曲が趣味であり、サンデーサイレンスをテーマにした歌を、自らギターで弾き語りすることがあった。
作家の吉川良によると、（幼少期のサンデーサイレンスと父親の牧場を継ぐことができなかったハンコックは）ともにつらい時期を持っており、重なるという。

## 種牡馬として

### 種牡馬成績・記録
前述のように、サンデーサイレンスは初年度産駒がデビューした翌年の1995年から2007年にかけて、13年連続でリーディングサイアーとなった。
サンデーサイレンスは、中央競馬における種牡馬に関する記録の多くを更新した。リーディングサイアー、連続リーディングサイアー、通算獲得賞金、通算重賞勝利数、年間勝利数、年間重賞勝利数、年間獲得賞金額、1週勝利記録はいずれも最多記録を保持している。かつては通算勝利数、年間GI級競走勝利数、通算GI級競走勝利数、連続週勝利記録の最多記録も保持していたが、いずれもディープインパクトに更新されている。
また、中央競馬・地方競馬をあわせた通算勝利数は3721勝で、当時の世界最多記録であった。
年度別種牡馬成績（日本総合）
| 年     | 出走 | 出走 | 勝利 | 勝利 | 順位 | AEI  | 収得賞金         |
| 年     | 頭数 | 回数 | 頭数 | 回数 | 順位 | AEI  | 収得賞金         |
| ------ | ---- | ---- | ---- | ---- | ---- | ---- | ---------------- |
| 1994年 | 36   | 115  | 22   | 33   | 44   | 3.23 | 4億9633万9000円  |
| 1995年 | 97   | 526  | 66   | 105  | 1    | 6.19 | 25億1717万9000円 |
| 1996年 | 142  | 752  | 71   | 124  | 1    | 6.06 | 36億5334万1000円 |
| 1997年 | 178  | 1095 | 94   | 156  | 1    | 4.85 | 37億2621万5000円 |
| 1998年 | 226  | 1566 | 122  | 187  | 1    | 4.50 | 44億7544万0000円 |
| 1999年 | 283  | 1755 | 138  | 241  | 1    | 4.25 | 52億8952万0000円 |
| 2000年 | 359  | 2290 | 190  | 303  | 1    | 3.86 | 60億6502万5000円 |
| 2001年 | 402  | 2454 | 207  | 333  | 1    | 3.98 | 67億4578万9000円 |
| 2002年 | 449  | 2719 | 195  | 329  | 1    | 3.83 | 68億0819万2000円 |
| 2003年 | 489  | 2908 | 247  | 424  | 1    | 4.47 | 84億9925万3000円 |
| 2004年 | 550  | 3074 | 266  | 449  | 1    | 4.29 | 90億7693万1000円 |
| 2005年 | 526  | 3071 | 247  | 385  | 1    | 4.70 | 93億5621万7000円 |
| 2006年 | 421  | 2789 | 204  | 320  | 1    | 4.73 | 78億6266万6000円 |
| 2007年 | 293  | 1911 | 105  | 197  | 1    | 3.43 | 40億2938万8000円 |
| 2008年 | 169  | 1176 | 54   | 91   | 7    | 2.84 | 19億3341万6000円 |
| 2009年 | 90   | 658  | 25   | 48   | 31   | 2.24 | 8億1117万4000円  |
| 2010年 | 45   | 340  | 10   | 22   | 97   | 0.96 | 1億7352万4000円  |
| 2011年 | 18   | 148  | 6    | 10   | 147  | 1.04 | 7321万4000円     |

年度別種牡馬成績（中央競馬）
| 年     | 出走 | 出走 | 勝利 | 勝利 | 順位 | AEI  | 収得賞金         |
| 年     | 頭数 | 回数 | 頭数 | 回数 | 順位 | AEI  | 収得賞金         |
| ------ | ---- | ---- | ---- | ---- | ---- | ---- | ---------------- |
| 1994年 | 32   | 108  | 20   | 33   | 31   | 1.73 | 4億9062万5000円  |
| 1995年 | 89   | 488  | 62   | 100  | 1    | 3.22 | 25億120万7000円  |
| 1996年 | 134  | 683  | 66   | 111  | 1    | 2.97 | 35億1574万8000円 |
| 1997年 | 166  | 941  | 83   | 127  | 1    | 2.49 | 36億1564万1000円 |
| 1998年 | 211  | 1369 | 105  | 157  | 1    | 2.39 | 43億8821万4000円 |
| 1999年 | 260  | 1486 | 121  | 177  | 1    | 2.39 | 52億3460万9000円 |
| 2000年 | 337  | 1961 | 167  | 238  | 1    | 2.17 | 59億6795万3000円 |
| 2001年 | 374  | 2124 | 180  | 261  | 1    | 2.32 | 66億5518万5000円 |
| 2002年 | 413  | 2283 | 161  | 242  | 1    | 2.14 | 64億5390万1000円 |
| 2003年 | 429  | 2285 | 195  | 303  | 1    | 2.77 | 83億3023万8000円 |
| 2004年 | 499  | 2483 | 217  | 328  | 1    | 2.63 | 89億6008万8000円 |
| 2005年 | 468  | 2430 | 199  | 293  | 1    | 2.96 | 92億2004万4000円 |
| 2006年 | 361  | 2109 | 159  | 228  | 1    | 3.24 | 76億8684万2000円 |
| 2007年 | 249  | 1316 | 73   | 97   | 1    | 2.31 | 37億7764万0000円 |
| 2008年 | 135  | 698  | 33   | 43   | 7    | 2.15 | 18億2985万7000円 |
| 2009年 | 67   | 340  | 10   | 13   | 28   | 1.78 | 7億5184万4000円  |
| 2010年 | 24   | 94   | 1    | 1    | 80   | 1.00 | 1億4863万9000円  |
| 2011年 | 5    | 15   | 0    | 0    | 144  | 1.68 | 5154万2000円     |
| 2012年 | 2    | 10   | 0    | 0    | 390  | 0.00 | 0円              |

### ブルードメアサイアーとしての成績
サンデーサイレンスをブルードメアサイアーに持つ競走馬は、1997年に初めて誕生した。当初は、サンデーサイレンスの激しい気性が、悪い形で遺伝するのではないかと懸念されていたが、2世代目から重賞優勝馬が、6世代目からGI級競走優勝馬が現れるなど徐々に成績を伸ばし、2007年に初めてリーディングブルードメアサイアーの座を獲得した（中央競馬のみの集計では2006年に初めて獲得）。
競走馬エージェントの柴田英次は、サンデーサイレンスは種牡馬としての特徴である柔らかくしなやかな筋肉と激しい気性から生まれる「狂気をはらむほど激しい闘争心」を、ブルードメアサイアーとしても遺伝させるとしている。
ブルードメアサイアーとしての年度別成績（日本総合）
| 年     | 出走 | 出走 | 勝利 | 勝利 | 順位 | AEI  | 収得賞金         |
| 年     | 頭数 | 回数 | 頭数 | 回数 | 順位 | AEI  | 収得賞金         |
| ------ | ---- | ---- | ---- | ---- | ---- | ---- | ---------------- |
| 1999年 | 5    | 30   | 1    | 2    | 902  | 0.32 | 693万8000円      |
| 2000年 | 21   | 125  | 8    | 12   | 194  | 1.22 | 1億1251万1000円  |
| 2001年 | 50   | 292  | 19   | 28   | 109  | 1.02 | 2億1601万1000円  |
| 2002年 | 99   | 593  | 40   | 75   | 32   | 1.34 | 5億2511万9000円  |
| 2003年 | 179  | 1260 | 87   | 144  | 10   | 1.68 | 11億6671万8000円 |
| 2004年 | 271  | 1746 | 117  | 198  | 5    | 1.89 | 19億7215万2000円 |
| 2005年 | 352  | 2327 | 161  | 256  | 2    | 2.32 | 30億9553万7000円 |
| 2006年 | 475  | 3382 | 217  | 367  | 2    | 2.23 | 41億8227万7000円 |
| 2007年 | 587  | 4158 | 272  | 464  | 1    | 2.51 | 59億0065万4000円 |
| 2008年 | 732  | 5482 | 349  | 601  | 1    | 2.84 | 68億0560万8000円 |
| 2009年 | 889  | 6779 | 408  | 696  | 1    | 1.88 | 67億4570万1000円 |
| 2010年 | 1072 | 8162 | 502  | 841  | 1    | 1.88 | 80億8326万9000円 |
| 2011年 | 1240 | 9329 | 518  | 901  | 1    | 1.72 | 83億4011万3000円 |

ブルードメアサイアーとしての年度別成績（中央競馬）
| 年     | 出走 | 出走 | 勝利 | 勝利 | 順位 | AEI  | 収得賞金         |
| 年     | 頭数 | 回数 | 頭数 | 回数 | 順位 | AEI  | 収得賞金         |
| ------ | ---- | ---- | ---- | ---- | ---- | ---- | ---------------- |
| 1999年 | 3    | 7    | 0    | 0    | 760  | 0.12 | 300万円          |
| 2000年 | 18   | 74   | 6    | 9    | 144  | 0.71 | 1億370万1000円   |
| 2001年 | 39   | 177  | 12   | 13   | 88   | 0.62 | 1億8600万7000円  |
| 2002年 | 69   | 326  | 22   | 29   | 27   | 0.89 | 4億4832万5000円  |
| 2003年 | 130  | 669  | 46   | 60   | 5    | 1.19 | 10億7888万1000円 |
| 2004年 | 196  | 833  | 62   | 88   | 4    | 1.36 | 18億1466万7000円 |
| 2005年 | 271  | 1243 | 94   | 131  | 2    | 1.57 | 28億3128万7000円 |
| 2006年 | 356  | 1801 | 118  | 174  | 1    | 1.66 | 38億8107万5000円 |
| 2007年 | 448  | 2122 | 154  | 224  | 1    | 1.81 | 53億0733万3000円 |
| 2008年 | 555  | 2652 | 185  | 257  | 1    | 1.72 | 60億1653万1000円 |
| 2009年 | 664  | 3113 | 212  | 284  | 1    | 1.42 | 59億5195万2000円 |
| 2010年 | 812  | 3674 | 271  | 370  | 1    | 1.47 | 74億2768万3000円 |
| 2011年 | 935  | 4286 | 260  | 344  | 1    | 1.37 | 78億7258万1000円 |
| 2012年 | 964  | 4553 | 266  | 355  | 1    | 1.25 | 71億1006万3000円 |
| 2013年 | 965  | 4450 | 259  | 348  | 1    | 1.23 | 70億7018万3000円 |
| 2014年 | 929  | 4369 | 267  | 365  | 1    | 1.27 | 71億5526万0000円 |
| 2015年 | 873  | 4115 | 247  | 330  | 1    | 1.37 | 73億2974万2000円 |
| 2016年 | 811  | 3829 | 213  | 285  | 1    | 1.30 | 65億5632万1000円 |
| 2017年 | 697  | 3120 | 187  | 233  | 1    | 1.27 | 55億4598万9000円 |
| 2018年 | 619  | 2721 | 171  | 217  | 1    | 1.29 | 49億7119万4000円 |
| 2019年 | 512  | 2153 | 117  | 150  | 1    | 1.12 | 35億3272万5000円 |

### 騎手・調教師別成績
騎手成績
| 順位 | 騎手名   | 所属 | 勝利数（騎乗回数） | 勝率  | 連対率 | 複勝率 | 重賞勝ち | GI勝ち |
| ---- | -------- | ---- | ------------------ | ----- | ------ | ------ | -------- | ------ |
| 1    | 武豊     | 栗東 | 307（1115）        | 27.5% | 42.6%  | 54.8%  | 79       | 26     |
| 2    | 横山典弘 | 美浦 | 133（846）         | 15.7% | 31.3%  | 42.2%  | 14       | 2      |
| 3    | 藤田伸二 | 栗東 | 128（746）         | 17.2% | 29.4%  | 39.7%  | 14       | 0      |
| 4    | 柴田善臣 | 美浦 | 126（725）         | 17.4% | 29.7%  | 42.8%  | 9        | 1      |
| 5    | 蛯名正義 | 美浦 | 108（772）         | 14.0% | 27.6%  | 38.3%  | 18       | 5      |
| 6    | 福永祐一 | 栗東 | 106（791）         | 13.4% | 24.0%  | 34.4%  | 15       | 3      |
| 7    | 安藤勝己 | 栗東 | 102（485）         | 21.0% | 35.9%  | 48.2%  | 18       | 6      |
| 8    | 岡部幸雄 | 美浦 | 90（429）          | 21.0% | 36.8%  | 53.8%  | 12       | 3      |
| 9    | 田中勝春 | 美浦 | 79（532）          | 14.8% | 26.9%  | 33.3%  | 9        | 0      |
| 10   | 四位洋文 | 栗東 | 73（530）          | 13.8% | 25.1%  | 35.1%  | 6        | 2      |

調教師成績
| 順位 | 調教師名   | 所属 | 勝利数（出走回数） | 勝率  | 連対率 | 複勝率 | 重賞勝ち | GI勝ち |
| ---- | ---------- | ---- | ------------------ | ----- | ------ | ------ | -------- | ------ |
| 1    | 藤沢和雄   | 美浦 | 196（986）         | 19.9% | 35.7%  | 47.1%  | 32       | 8      |
| 2    | 池江泰郎   | 栗東 | 133（889）         | 15.0% | 25.8%  | 38.1%  | 27       | 9      |
| 3    | 森秀行     | 栗東 | 109（958）         | 11.4% | 23.3%  | 32.7%  | 9        | 2      |
| 4    | 橋口弘次郎 | 栗東 | 89（642）          | 13.9% | 28.3%  | 37.0%  | 20       | 2      |
| 5    | 山内研二   | 栗東 | 87（642）          | 13.6% | 23.7%  | 33.0%  | 14       | 2      |
| 6    | 伊藤雄二   | 栗東 | 84（415）          | 20.2% | 34.2%  | 46.0%  | 7        | 1      |
| 7    | 橋田満     | 栗東 | 69（381）          | 18.1% | 26.5%  | 37.8%  | 26       | 7      |
| 8    | 松元省一   | 栗東 | 64（422）          | 15.2% | 31.5%  | 40.8%  | 6        | 3      |
| 9    | 鈴木康弘   | 美浦 | 64（431）          | 14.8% | 26.0%  | 35.3%  | 7        | 0      |
| 10   | 瀬戸口勉   | 栗東 | 58（439）          | 13.2% | 23.2%  | 32.6%  | 6        | 2      |

### サンデーサイレンス系種牡馬の活躍と血の飽和、偏りの問題
サンデーサイレンス直仔の種牡馬がデビューすると、日本のリーディングサイアー上位は彼らによって占められるようになった。サンデーサイレンス直仔の種牡馬の産駒は、中央競馬においてサンデーサイレンス産駒が優勝できなかったNHKマイルカップ、ジャパンカップダート、中山大障害を含む数々のGI級競走を優勝している。さらに日本国外でもシーザリオ（父スペシャルウィーク）がアメリカンオークスインビテーショナルステークスを、デルタブルース（父ダンスインザダーク）がメルボルンカップを勝ち、フジキセキ、タヤスツヨシ、バブルガムフェローといったシャトル種牡馬の産駒が南半球やドバイのG1を勝利している。
日本国外へ輸出された種牡馬を見ると、フランスに輸出されたディヴァインライトの産駒ナタゴラがチェヴァリーパークステークスを制してカルティエ賞最優秀2歳牝馬を受賞し、イギリスのクラシックレースである1000ギニーを制したほか、アメリカで種牡馬入りしたハットトリック産駒のダビルシム (Dabirsim)がモルニ賞とジャン・リュック・ラガルデール賞を制して、カルティエ賞最優秀2歳牡馬に選出されている。また、アメリカを経てブラジルへ輸出されたアグネスゴールドは当地で多数のGI馬を輩出し、2019/20年から3シーズン連続でサイアーランキング首位を獲得している。
サンデーサイレンス自身ばかりでなく、その直系の牡馬までもが種牡馬として活躍し数多くの種付けをこなすようになると、サンデーサイレンスの血を引く馬が過剰に生産され、それらの馬が種牡馬や繁殖牝馬となることで近親交配のリスクが高まり、やがては日本の競走馬生産が行き詰まりを見せるようになるのではないかという懸念が生じるようになった（血の飽和、偏りの問題）。2004年の秋華賞においては同一GI最多出走となる11頭のサンデーサイレンス産駒が出走し、ステイゴールド産駒のオルフェーヴルが優勝した2011年の日本ダービーでは、出走18頭すべてが「サンデーサイレンスの血を引いた馬」という事態も起こっている。
これに対し吉田照哉は、サラブレッドの生産においては一つの系統が栄えれば次に別の系統が栄えるということが繰り返されて来たのであり、サンデーサイレンスの場合もほかの系統が自然と栄えるようになる、加えてサンデーサイレンス系の馬を日本国外へ輸出するという対策方法もあると反論している。
吉沢譲治は、「地味な血統」ながら競走馬として活躍した本馬を「アメリカ版オグリキャップ」と評した。しかし、種牡馬としてのサンデーサイレンスについては「功の山を築く一方で、罪の山も残した」と述べており、この発言については経済面・興行面の2点の観点から以下のように供述している。
経済面においては、「サラブレッドの世界でこの手の革命的な種牡馬を持つことは、たいへんな利権を手にすることを意味する。革命の主が死んでも、その血の猛威は孫、ひ孫、さらにその先の代まで続く」としたうえで、結果的に封建時代のような格差社会を作り上げてしまうことになり、サンデーサイレンスが種牡馬・繁殖牝馬双方で活躍馬を送り出したことで種付け料は3000万円を超えるまでに高騰し、また産駒も億単位で取引されることが当たり前となったことでサンデーサイレンス産駒に大金を投じた人物たちが富を得る一方、その分金が落ちなくなって売れ残りが目立つようになった中小の牧場が次から次へと消えていき、繁殖牝馬を預ける馬主たちも次から次へと撤退していったことで、生産馬の競走能力と収入の格差は年を追うごとに酷くなっていったと述べている。
興行面においては、大レースを勝つのはサンデーサイレンス×良血牝馬の配合で生まれたエリート血統ばかりとなり、それらを取り巻くほとんどの生産者、馬主、調教師、騎手がランキング上位の者ばかりであるため、このごく一握りの者たちが持ち回りで大レースを勝つことが日常化していると述べている。続けて吉沢は「（日本の競馬は）小が大を制する、脇役が主役を食う、底辺から這い上がった馬が頂点をめざす、どんでん返しの展開、意外性といった波瀾万丈、立身出世のシナリオ展開があって発展してきた」とし、小さな牧場で生まれた地味な血統の馬が地方からはい上がって中央のエリートを打ち負かし、ひたむきに頂点を目指したハイセイコーやオグリキャップのような馬がかつてのヒーロー像だったとし、それがサンデーサイレンスが競馬界全体にもたらした血統の寡占と格差社会によってそのような要素が骨抜きにされてしまったため、これがファンの競馬離れと周辺メディアの停滞を招く一因になったことは否めないと述べている。

### 特徴・評価

#### 産駒の精神面
サンデーサイレンスの産駒は気性が激しい馬が多いことで知られた。競走馬エージェントの柴田英次は、産駒は激しい気性から生まれる「狂気をはらむほど激しい闘争心」ゆえに、痛みに対して従順でなく、「肉体の限界を超えるほどのチカラを発揮できた」と分析し、「種牡馬として成功した要因として、激しい気性があったのは間違いない」と述べている。吉沢譲治はサンデーサイレンスが日本で種牡馬として成功した秘密はイージーゴアに噛みつこうとしたプリークネスステークスに凝縮されているとし、「第一に『気性の激しさ』、第二に『（血統背景からくる）雑草的な逞しさ』にあり、それが種牡馬として優秀な産駒を送り出す強力なエネルギー源となったと考えている」と述べている。
サンデーサイレンス産駒に騎乗し多くの勝利を挙げた武豊は、「サンデー産駒は口向きの悪いほうが走るような気がするんです」、「そうした性格的な部分まで受け継いだ仔のほうが、競走能力もストレートに受け継いでいるような気がします」とし、「騎乗したときに産駒が気性の悪さを見せるとかえって頼もしさを感じた」という。武はサンデーサイレンス産駒で気性が荒い産駒は父に似た黒っぽい毛色（青鹿毛か黒鹿毛）の馬に多いという私見を述べ、そのような産駒を見ると「強そうに見える」、または「『走りそうやな』と思った」といい、一方で自身が全レースに騎乗した栃栗毛のマーベラスサンデーは大人しかったと振り返っている。武によるとレースでは序盤はのらりくらりと走り、後半になってから本気を出すタイプの馬が多かったといい、一方で「気持ちが付いてこなくなったサンデー産駒は、極端に言えばラストの200mだけの競馬をさせてみると、ガラッと変わることがあるんです」とも語り、こうした騎乗が成功した例としてスペシャルウィークで制した1999年の天皇賞（秋）を挙げている。乗りやすさについては、「素直で乗りやすいタイプの馬が多かった」というノーザンテースト・トニービンの産駒と比べてサンデーサイレンス産駒は「我が強くて乗りにくい」というものの、「でも、ボクとしてはその乗りにくさが好きだし、得意な気がします。誰よりもサンデーサイレンスをしているし、スランプに陥った馬を立て直す術も知っているつもりなんです」と語っている。
オリビエ・ペリエは、日本で騎乗した産駒には「神経質でピリピリしてるようなタイプが多かった」と指摘した上で、そのことが実戦ではプラスに作用し、反応の鋭さに繋がっていたと推測している。吉沢譲治によるとサンデーサイレンス産駒の一流馬を育てたある調教師は「勝ち気でカリカリした激しい気性の馬ほど、三歳の早くに楽に仕上がってくれます。そういう気性じゃないと三歳の早くに仕上げるのは無理なんです。牛のようにのったりした馬は、三歳の早くには仕上がらない。調教師にとって、サンデーサイレンスのような血統ほど仕上げるのに楽な血統もなく、新馬戦でどんどん勝つのはそのためです」と言ったという。岡部幸雄は、サンデーサイレンス産駒の良さは気性の荒さにあるが、気性の荒さを表に出し過ぎるタイプの競走馬は距離適性が短く、「うまく内面に押し込めんでレースに爆発させることができる」タイプの競走馬は距離の融通がきくと述べている。
社台ファーム繁殖主任の水越治三郎は、「やんちゃな気性の割に物覚えがよい」と述べている。馬産地においては「気性は激しいが、育成場に行って物覚えが一番早いのもサンデー産駒」という評判があり、賢さを併せ持った産駒が多かった。獣医師の松永和則は、「サンデーサイレンス産駒の気性はただ単に激しいのではなく、強い精神力を伴ったものである」と述べている。

#### 産駒の身体面・肉体面
産駒の特徴について水越治三郎は、「外見は見栄えがしないがそれとは正反対に肉体面がしっかりとしている」と述べている。佐古田によると、「馬体の良い馬より、ちょっとぐらい脚が曲がっていてもサンデーの仔を預かりたい」と話す調教師もいたという。エアメサイアを管理した伊藤雄二は「とても体質、骨質が優れている」、「前脚は膝から下、後脚は飛節から爪の先までしっかりと力が入っている産駒が多い」、「全身均等に筋肉がついている」点を特徴として挙げている。
筋肉や繋ぎの柔らかさも特徴の一つである。サイレンススズカ、アドマイヤベガ、アドマイヤグルーヴなどのサンデーサイレンス産駒を管理した橋田満によると「筋肉が柔らかいと走行時のストライドが大きくなり、優れた瞬発力を発揮する」という。競走馬仲介業者の富岡眞治は「サンデーサイレンスは飛節の角度がやや深い点が難点であったが筋肉と繋ぎが柔らかい点に特徴があり、産駒についても飛節の難点を筋肉と繋ぎの柔らかさがカバーしていた」と分析している。そして、「産駒は柔らかい筋肉を活かした素早い収縮運動により、日本の固い馬場でのスピード勝負に対応した」と分析している。こうした柔らかさについて岡田繁幸は当初「馬体が柔らかすぎて、まるで力強さが感じられない。決して誉められた馬ではない」という印象を抱いていたが、産駒が活躍したことにより「相馬眼を180度覆された」と述べている。
池江泰寿によると、サンデーサイレンス産駒は飛節の曲がった馬が多いが、この特徴が芝のレースでの強さに繋がっていると語っている。泰寿曰くサンデーサイレンス系の産駒は後ろから見ると飛節が寄っている馬がほとんどだが、その飛節がサンデー系特有のしなやかさや柔軟さに繋がり、それが爆発的な末脚に繋がっていると述べている。この話について父の池江泰郎はこの特徴が芝コースでの柔軟性に繋がったとし、サンデーサイレンス産駒には飛節だけでなく、体型的にも芝向きの馬が多かった気がすると述べている。ただし、泰郎はサンデーサイレンスの産駒は芝だけで強かったわけではなかったといい、自身が管理してダートGIを勝利したゴールドアリュールは「最初に芝で走らせた後に、ダートを使ってみたらもの凄い走りをした」といい、「他の馬もダートで使ってみたら、走った馬もいるんじゃないかな」と述べている。また、泰寿はサンデーサイレンス産駒には薄手の馬が多いが、加えて代謝能力が高いのではないかと思っていると口にし、「乳酸が溜まって筋肉が硬くなることで発症するコズミやスクミを発症する馬がサンデーサイレンスの産駒には少なかった記憶がある」と語っている。
武豊はサンデーサイレンス産駒の特徴について、「目がいい」ことを挙げている。それは普通の馬なら気にも留めずに見過ごしてしまうような小さなものでも本当によく見るといい、パドックや返し馬といった集中しなければいけない段階になっても周囲を注意深く見ようとするという。武はこうした特徴について野生の時の名残で「先頭に立った馬はその先に肉食動物が待ち構えていないか見張りをするという本能がある」ということを挙げ、特にサンデーサイレンス産駒はこれを忠実にやろうとすると述べている。こうしたことは怖がりな馬がやることが多いが、サンデーサイレンス産駒の場合は慎重な性格ゆえにこのようなことをやるといい、これは産駒がサンデーサイレンスからDNAを通じて受け継いだものではないかと述べている。ただし、武はこの例外としてサイレンススズカを挙げ、同馬の場合はとにかく行きたがる性格で、上述したようなモノ見をするようなことも一切しなかったという。
サンデーサイレンス産駒は仕上がりが早い（調教の効果が表れやすい）傾向にあり、2歳のうちから能力を十分に発揮した。松永和則によると、産駒は少し運動をさせただけで澄んだ心音が聞こえるようになるなどはっきりとした身体的変化を見せたという。中央競馬では初年度産駒がデビューした1994年から最終世代がデビューした2005年までの間、1996年をのぞく11回2歳リーディングサイアーを獲得した。富岡眞治によると、成功を収めたサンデーサイレンス産駒には細身の馬が多く、通常そのような馬が晩成型であることが多いが、サンデーサイレンス産駒の場合は馬体が未完成な時期にもクラシックを戦い抜く基本性能を備えていたと評している。

#### 遺伝に関する特徴・評価
伊藤雄二はサンデーサイレンスの特徴として、遺伝力の強さを挙げている。武豊も、競走馬としてのサンデーサイレンスには走行中進路が左右にぶれる癖があったことを指摘した上で、産駒にも同様の傾向を示す馬が多かったのは遺伝能力の強さの表れだと述べている。吉田照哉は「ほとんどどんな牝馬でも結果を残す」、「長距離血統でも短距離血統でも、とにかく繁殖牝馬を選ばない万能の種牡馬」と述べ、橋田満は「従来の主流血統を持たないから、どんな血統の繁殖牝馬にも和合性がある。サンデーサイレンスは自分の良さを伝える一方で、配合牝馬の血統の良さも損なわないでうまく引き出しますが、この点でも和合性が優れていますね」と評している。
吉沢譲治は自身の長所を伝える遺伝力の強さに加え、配合相手の長所を引き出す和合性を挙げている。吉沢曰く、本質的には「早熟の短・中距離血統」だったサンデーサイレンスは、「古き良き時代のステイヤー血統」、または母の父にステイヤー種牡馬を従えた配合牝馬からスタミナと成長力を巧みに引き出し、これに自身のスピードと瞬発力を合体させて万能の名馬を送り出していったと述べている。また、吉沢はサンデーサイレンスが種牡馬としての中期・後期においてスケールの大きな産駒を出したことについて、「初期の代表産駒において例外的にスタミナ・成長力に長けていた」というダンスインザダーク、スペシャルウィークの母の父が、この2つの能力を産駒によく伝えて欧州の長距離界を席巻していたニジンスキー系の馬で共通していたこと、また母の父としてサンデーサイレンスとの相性が良かったトニービンがその血統内に「前時代的な欧州の古臭いステイヤー血統の種牡馬」を従えていたため、特に社台グループがこの2つをヒントにサンデーサイレンスの配合相手を欧州系の繁殖牝馬にスライドしていったことが尻上がりの種牡馬成績を呼び込んだとしている。吉沢はこうした血統を母系に持つ産駒として、先述の2頭に加えてマンハッタンカフェ、ネオユニヴァース、ディープインパクトの5頭を挙げている。
武豊はサンデーサイレンスの産駒の共通点について「勝つことです」と答えているが、それは勝てそうにない馬でも勝つといい、調教で動かないため「いくらなんでも無理かな」と思うような馬でもレースに出たら勝ってしまい、なぜ勝てたのか考えると、いくら考えても「サンデーの仔だから」という結論しか思い浮かばないときが多かったという。また武は自身が国内・国外において騎乗した国外の種牡馬の産駒とサンデーサイレンスの産駒を比較して、「サドラーズウェルズやダンジグ、ストームキャットなど、一流の種馬の仔に乗ってきましたけど、サンデーサイレンスは、やっぱりその中でもずば抜けている。ホント、サンデーは世界一の種牡馬だと思います」と称賛している。
池江泰郎は、自身が管理したステイゴールドとディープインパクトがしなやかで柔軟性があり、また二頭はコンパクトな体型でありながら実際よりも大きく見せる馬だったため、これはサンデーサイレンスの血を受け継いでいることの現れだとし、これだけ産駒に特徴を強く出すというのはそれだけ遺伝力が高いということであると語っている。池江泰寿は「ディープインパクト産駒にも言えること」として産駒の平均レベルが高いことをサンデーサイレンスの特徴に挙げ、二頭は毎年クラシック級の馬を複数頭送り出していることについて「こんな種牡馬は世界を見回してもいませんよ」と述べている。
田端到によると、サンデーサイレンスの産駒はブルードメアサイアーに応じて一定の傾向を持ち、たとえばダンジグをブルードメアサイアーとする産駒は短い距離を得意とし、ヌレイエフをブルードメアサイアーとする産駒はダートを得意とする傾向がある。ブルードメアサイアーとの相性という点では、ノーザンテーストとの組み合わせで4頭が、ニジンスキー、ヌレイエフ、トニービンとの組み合わせでそれぞれ3頭がGI級競走を勝っている。

#### 「作られた」コース、馬場への適性
吉田照哉の見解では、サンデーサイレンスが種牡馬として成功した要因にあげられるのは、イギリスの競馬場のように「もともとの自然を活かした」ものではなく、日本のような「作られた」競馬場に対する適性が高かったことである。吉田は、サンデーサイレンスのこのような適性は、産駒が日本国外において、日本と同様「作られた馬場」をもつ香港やドバイの競馬場で優れた成績を残したことからもわかると述べている。

#### レース体系への対応
サンデーサイレンスが優れた種牡馬成績を残すことができたのは、中央競馬のレース体系が変化したことによる時代の勢いに乗ったからだという見方もある。作家の藤野広一郎は「サンデーサイレンスの種牡馬としての素質には端倪すべからざるものがある」としつつ、中央競馬のレース編成に占める長距離戦の比重が軽くなったことで日本のサラブレッド生産が「圧倒的なマイラー志向に傾き、早熟で、手がかからなくて、仕上がりの早い、しかもスピード適性をもった産駒を送り出せる早熟型の種牡馬しか成功できなくなってきた中で時代傾向にのっかった」「早熟タイプの完成度の高い器用な軽量級種牡馬で、別にのけぞって驚嘆するほどの種牡馬でもなく、トップクラスの国際級種牡馬と表現するのをためらわせる」としている。安福良直は、サンデーサイレンスの初年度産駒がデビューした1994年と2005年を比較すると、中央競馬においてサンデーサイレンス産駒がもっとも得意とする芝1800メートル-2000メートルのレースの施行数が2歳馬の新馬戦、未勝利戦において2.5倍に増えていることを挙げ、「時代が、サンデーサイレンス産駒が勝つほうへ勝つほうへと変化」したと分析している。
サンデーサイレンスは6頭の東京優駿（日本ダービー）優勝馬を輩出したが（トウルヌソルと同数、7頭を輩出したディープインパクトに次いで歴代2位の記録）、橋田満はその理由について「優れた闘争心が長所の一つですが、日本のダービーはそれを爆発させるためにうってつけの舞台でもあるわけなんです」と述べている。橋田は「前半はゆっくり行って、直線でしまいの瞬発力を生かすのがサンデーサイレンス産駒が強い競馬をするパターンです」と述べたうえで、「そうした流れになりやすい2000mから2400mがよく、特に直線の長い東京コースが合う。ダービーに強いのはそのためです。今の日本の競馬の流れに、抜群にマッチした血統と言えます」としつつも、一方で「逆に1200mのような忙しい競馬には向かない。サンデーサイレンス産駒に名スプリンターが少ないのはそのためです」と述べている。

#### 客観的評価
アーニングインデックスをコンパラブルインデックスで割った数値（産駒の収得賞金に加え繁殖牝馬の質の高さを考慮するため、種牡馬の本当の実力が分かるとされる）は、2005年末の試算で同時期に活躍した有力種牡馬であるノーザンテーストやブライアンズタイム、トニービンなどを上回っている（2.02。ノーザンテーストは1.83、ブライアンズタイムは1.58、トニービンは1.32）。

### 高額落札馬
サンデーサイレンス産駒はセレクトセールにおいても高額で取引され、2億円を超える落札額の産駒は以下の6頭いたが、獲得賞金が落札額を上回ったのはアドマイヤグルーヴのみであった。一方で、セレクトセール出身のサンデーサイレンス産駒で10億円以上の賞金を獲得したのはゼンノロブロイ、ディープインパクトの2頭であり、ゼンノロブロイは2000年のセレクトセールで「ローミンレイチェルの2000」として大迫忍に9000万円、ディープインパクトは2002年のセレクトセールで「ウインドインハーヘアの2002」として金子真人に7000万円で落札されている。
※賞金は付加賞含む、1万円未満は切り捨て。
| 順位 | 競走馬名           | セリ年度 | 性 | 上場名                       | 戦績     | 落札価格    | 獲得賞金    |
| ---- | ------------------ | -------- | -- | ---------------------------- | -------- | ----------- | ----------- |
| 1    | トーセンダンス     | 2002年   | 牡 | ダンシングキイの2002         | 1戦0勝   | 3億3500万円 | 0円         |
| 2    | フサイチジャンク   | 2003年   | 牡 | セトフローリアンIIの2003     | 16戦4勝  | 3億3000万円 | 8909万円    |
| 3    | カーム             | 2000年   | 牡 | フランクアーギュメントの2000 | 12戦3勝  | 3億2000万円 | 757万円     |
| 4    | アドマイヤグルーヴ | 2000年   | 牝 | エアグルーヴの2000           | 21戦8勝  | 2億3000万円 | 5億5133万円 |
| 5    | ミステリアスアート | 2000年   | 牡 | ファデッタの2000             | 57戦11勝 | 2億2000万円 | 3526万円    |
| 6    | アサクサキンメダル | 2002年   | 牡 | ファンジカの2002             | 14戦1勝  | 2億500万円  | 337万円     |
| 7    | アドマイヤセレクト | 1998年   | 牡 | ファデッタの1998             | 18戦2勝  | 1億9000万円 | 2589万円    |
| 8    | Dubai Sunday       | 2001年   | 牡 | ロッタレースの2001           | 40戦6勝  | 1億9000万円 | ―           |
| 9    | スマートカイザー   | 2000年   | 牡 | デアリングダンジグの2000     | 46戦3勝  | 1億8500万円 | 7333万円    |
| 10   | フサイチオーレ     | 1998年   | 牡 | トリプルワウの1998           | 37戦5勝  | 1億8000万円 | 1億1533万円 |

### セレクトセール出身馬獲得賞金記録[160]
※賞金は付加賞含む、1万円未満は切り捨て。
| 順位 | 競走馬名           | セリ年度 | 性 | 上場名                       | 戦績     | 落札価格    | 獲得賞金     |
| ---- | ------------------ | -------- | -- | ---------------------------- | -------- | ----------- | ------------ |
| 1    | ディープインパクト | 2002年   | 牡 | ウインドインハーヘアの2002   | 14戦12勝 | 7000万円    | 14億5455万円 |
| 2    | ゼンノロブロイ     | 2000年   | 牡 | ローミンレイチェルの2000     | 20戦7勝  | 9000万円    | 11億1560万円 |
| 3    | アドマイヤグルーヴ | 2000年   | 牝 | エアグルーヴの2000           | 21戦8勝  | 2億3000万円 | 5億5133万円  |
| 4    | マンハッタンカフェ | 1998年   | 牡 | サトルチェンジの1998         | 12戦6勝  | 1億3000万円 | 5億2283万円  |
| 5    | ビリーヴ           | 1998年   | 牝 | グレートクリスティーヌの1998 | 28戦10勝 | 6000万円    | 4億6031万円  |
| 6    | フサイチパンドラ   | 2003年   | 牝 | ロッタレースの2003           | 21戦4勝  | 8700万円    | 3億5244万円  |
| 7    | アドマイヤマックス | 1999年   | 牡 | ダイナシュートの2002         | 23戦4勝  | 7000万円    | 3億5244万円  |
| 8    | ダイヤモンドビコー | 1998年   | 牝 | ステラマドリッドの1998       | 23戦7勝  | 1億7500万円 | 3億3361万円  |
| 9    | アドマイヤキッス   | 2003年   | 牝 | キッスパシオンの2003         | 18戦5勝  | 6200万円    | 3億2205万円  |
| 10   | サイレントディール | 2000年   | 牡 | フェアリードールの2000       | 50戦7勝  | 1億1000万円 | 3億1844万円  |

## 産駒

### 日本調教馬

#### GI級競走優勝馬
勝ち鞍はGI級競走のみ表記。なお、前述のように日本の中央競馬においては産出した12世代すべてでGI級競走優勝馬を輩出、24あるGI級競走のうち20で勝利を収めた。
- 1992年産
  - フジキセキ（朝日杯3歳ステークス）
    - 1994年度最優秀3歳牡馬

  - ジェニュイン（皐月賞、マイルチャンピオンシップ）
  - ダンスパートナー（優駿牝馬、エリザベス女王杯）
    - 1995年度最優秀4歳牝馬
    - 1996年度最優秀5歳以上牝馬

  - タヤスツヨシ（東京優駿）
  - マーベラスサンデー（宝塚記念）
    - 1997年度最優秀5歳以上牡馬
- 1993年産
  - バブルガムフェロー（天皇賞（秋）、朝日杯3歳ステークス）
    - 1995年度最優秀3歳牡馬

  - イシノサンデー（皐月賞）
  - ダンスインザダーク（菊花賞）
    - 1996年度最優秀4歳牡馬
- 1994年産
  - サイレンススズカ（宝塚記念）
    - 1998年度特別賞

  - ステイゴールド（香港ヴァーズ）
    - 2001年度特別賞
- 1995年産
  - スペシャルウィーク（東京優駿、天皇賞（春）・（秋）、ジャパンカップ）
    - 1999年度特別賞
- 1996年産
  - スティンガー（阪神3歳牝馬ステークス）
    - 1998年度最優秀3歳牝馬

  - アドマイヤベガ（東京優駿）
  - トゥザヴィクトリー（エリザベス女王杯）
    - 2001年度最優秀4歳以上牝馬
- 1997年産
  - チアズグレイス（桜花賞）
    - 2000年度最優秀4歳牝馬

  - エアシャカール（皐月賞、菊花賞）
    - 2000年度最優秀4歳牡馬

  - アグネスフライト（東京優駿）
- 1998年産
  - メジロベイリー（朝日杯3歳ステークス）
    - 2000年度最優秀3歳牡馬

  - アグネスタキオン（皐月賞）
  - マンハッタンカフェ（菊花賞、有馬記念、天皇賞（春））
    - 2002年度最優秀4歳以上牡馬

  - ビリーヴ（スプリンターズステークス、高松宮記念）
    - 2003年度最優秀4歳以上牝馬
- 1999年産
  - ゴールドアリュール（ジャパンダートダービー、ダービーグランプリ、東京大賞典、フェブラリーステークス）
    - 2002年度最優秀ダートホース・ダートグレード競走最優秀馬・NARグランプリ特別表彰馬

  - デュランダル（スプリンターズステークス、マイルチャンピオンシップ〈2003年・2004年〉）
    - 2003・2004年度最優秀短距離馬

  - アドマイヤマックス（高松宮記念）
- 2000年産
  - ピースオブワールド（阪神ジュベナイルフィリーズ）
    - 2002年度最優秀2歳牝馬

  - スティルインラブ（牝馬三冠（桜花賞、優駿牝馬、秋華賞））
    - 2003年度最優秀3歳牝馬

  - ネオユニヴァース（皐月賞、東京優駿）
    - 2003年度最優秀3歳牡馬

  - アドマイヤグルーヴ（エリザベス女王杯〈2003年・2004年〉）
    - 2004年度最優秀4歳以上牝馬

  - ゼンノロブロイ（天皇賞（秋）、ジャパンカップ、有馬記念）
    - 2004年度代表馬・最優秀4歳以上牡馬

  - ヘヴンリーロマンス（天皇賞（秋））
  - オレハマッテルゼ（高松宮記念）
- 2001年産
  - ダンスインザムード（桜花賞、ヴィクトリアマイル）
    - 2004年度最優秀3歳牝馬
    - 2006年度最優秀4歳以上牝馬

  - ダイワメジャー（皐月賞、天皇賞（秋）、マイルチャンピオンシップ〈2006年・2007年〉、安田記念）
    - 2006・2007年度最優秀短距離馬

  - ダイワエルシエーロ（優駿牝馬）
  - スズカマンボ（天皇賞（春））
  - ハットトリック（マイルチャンピオンシップ、香港マイル）
    - 2005年度最優秀短距離馬

  - ハーツクライ（有馬記念、ドバイシーマクラシック ）
    - 2005年度最優秀4歳以上牡馬
- 2002年産
  - ショウナンパントル（阪神ジュベナイルフィリーズ）
    - 2004年度最優秀2歳牝馬

  - ディープインパクト（クラシック三冠（皐月賞、東京優駿、菊花賞）、天皇賞（春）、宝塚記念、ジャパンカップ、有馬記念）
    - 2005年度代表馬・最優秀3歳牡馬
    - 2006年度代表馬・最優秀4歳以上牡馬
    - 顕彰馬

  - エアメサイア（秋華賞）
  - スズカフェニックス（高松宮記念）
- 2003年産
  - フサイチパンドラ（エリザベス女王杯）
  - マツリダゴッホ（有馬記念）

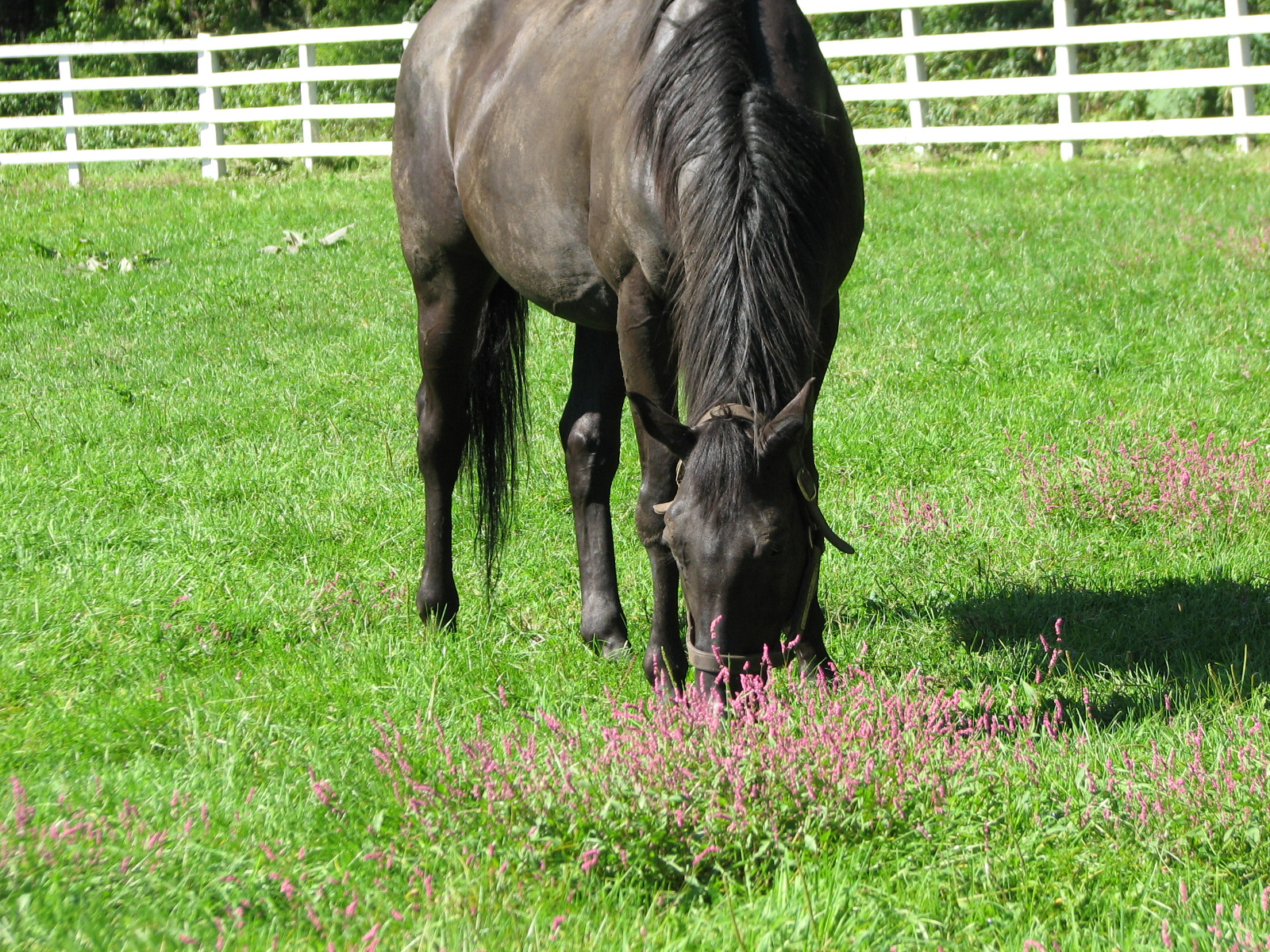
ジェニュイン（1992年産）
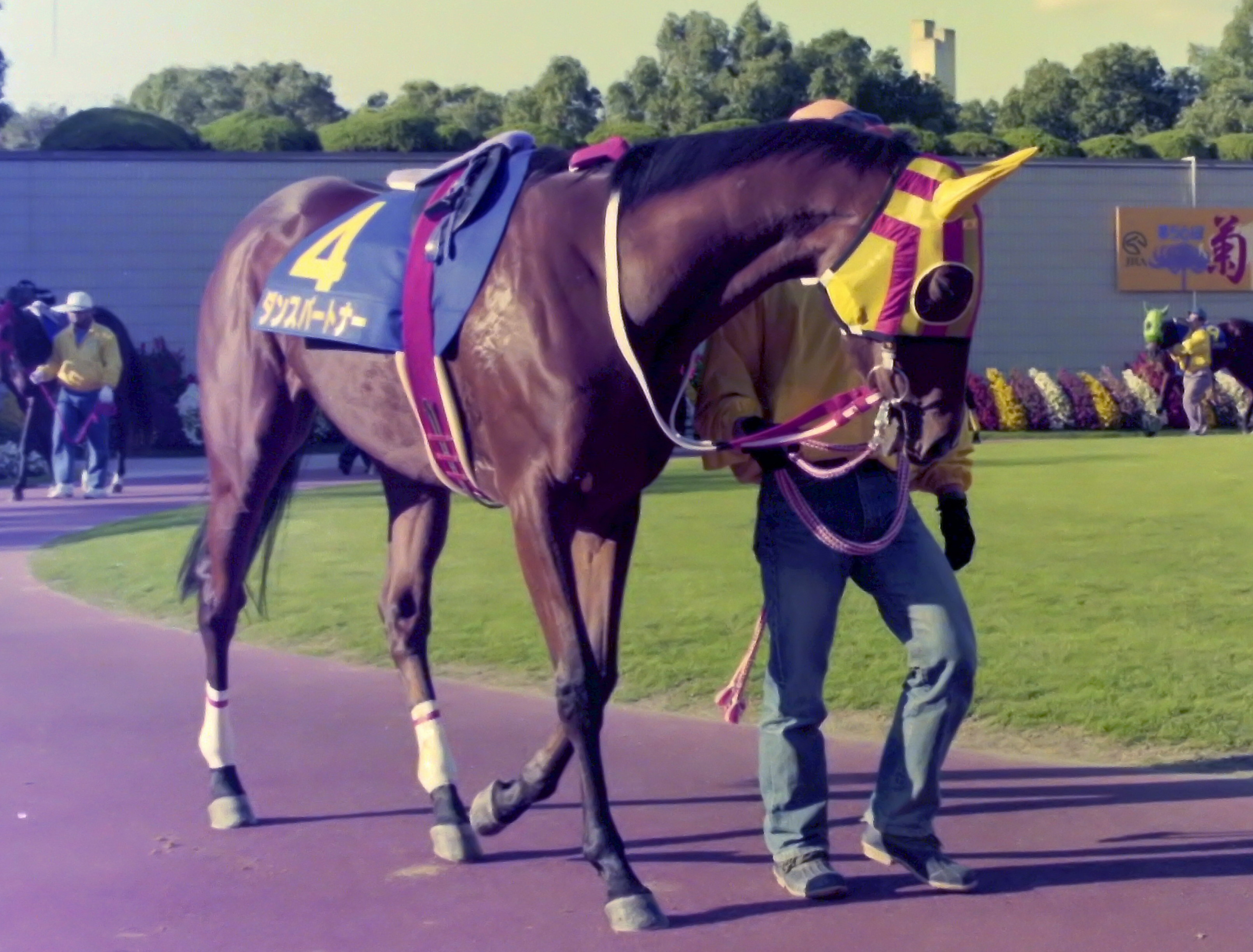
ダンスパートナー（1992年産）
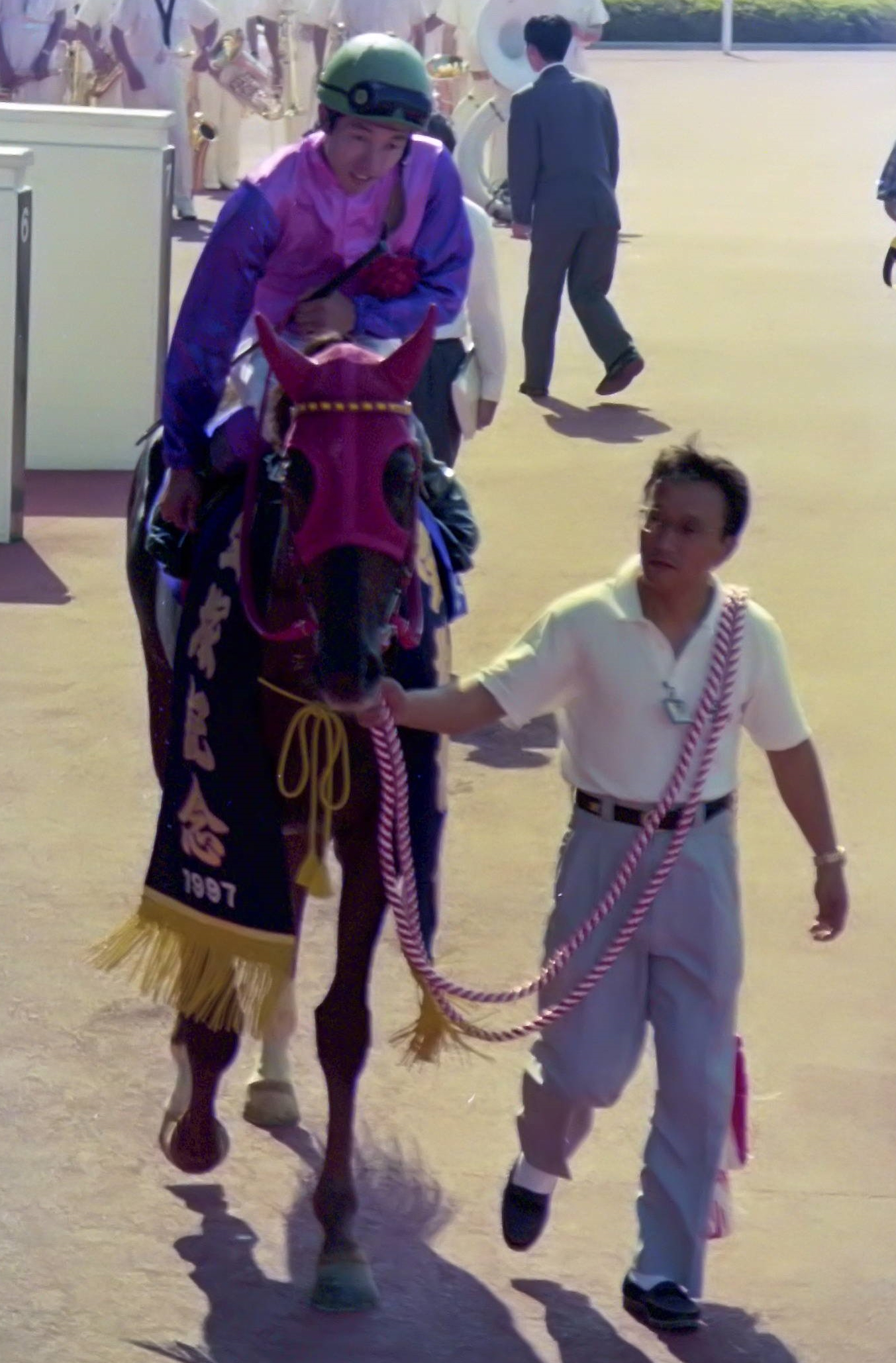
マーベラスサンデー（1992年産）
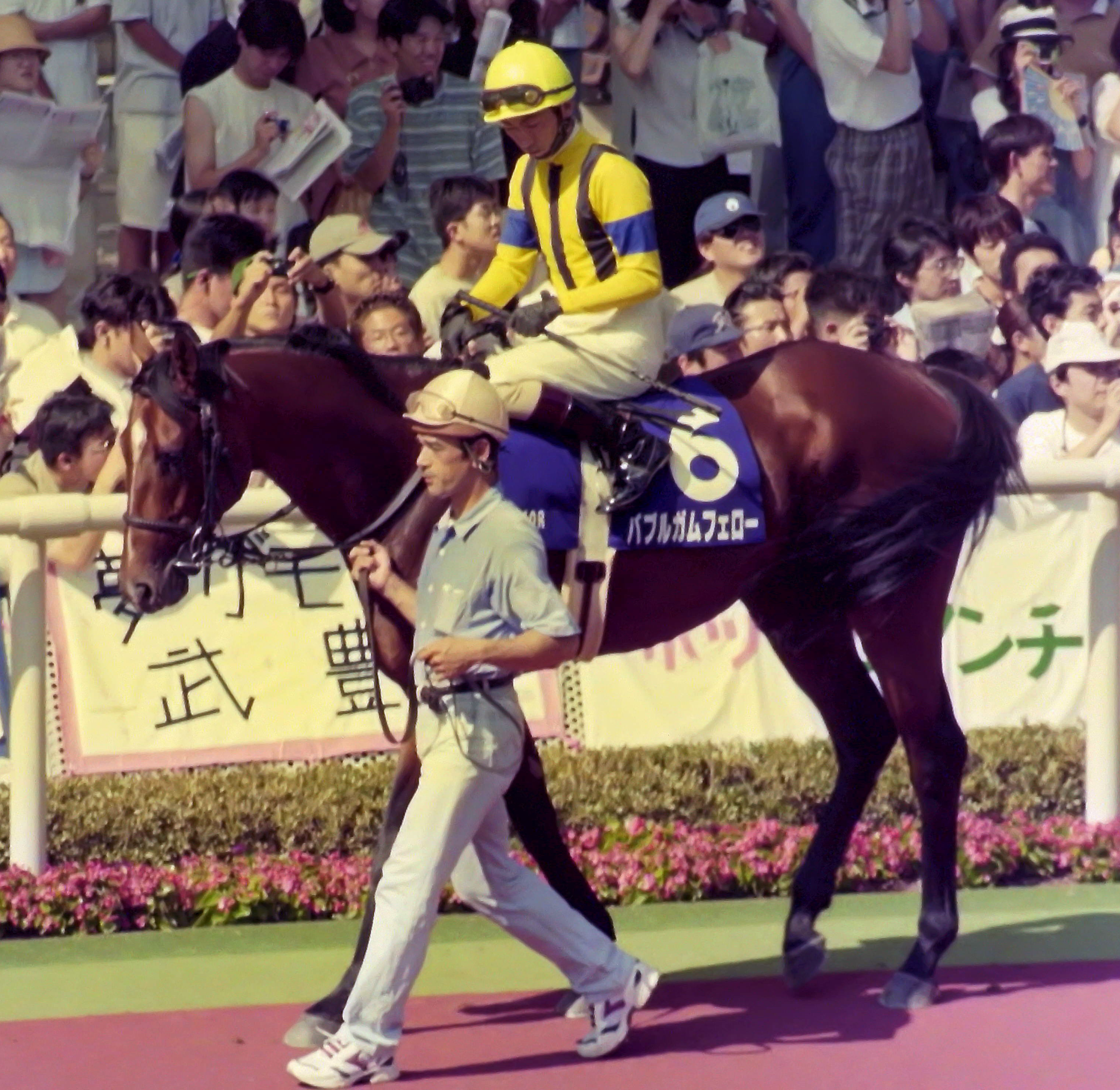
バブルガムフェロー（1993年産）
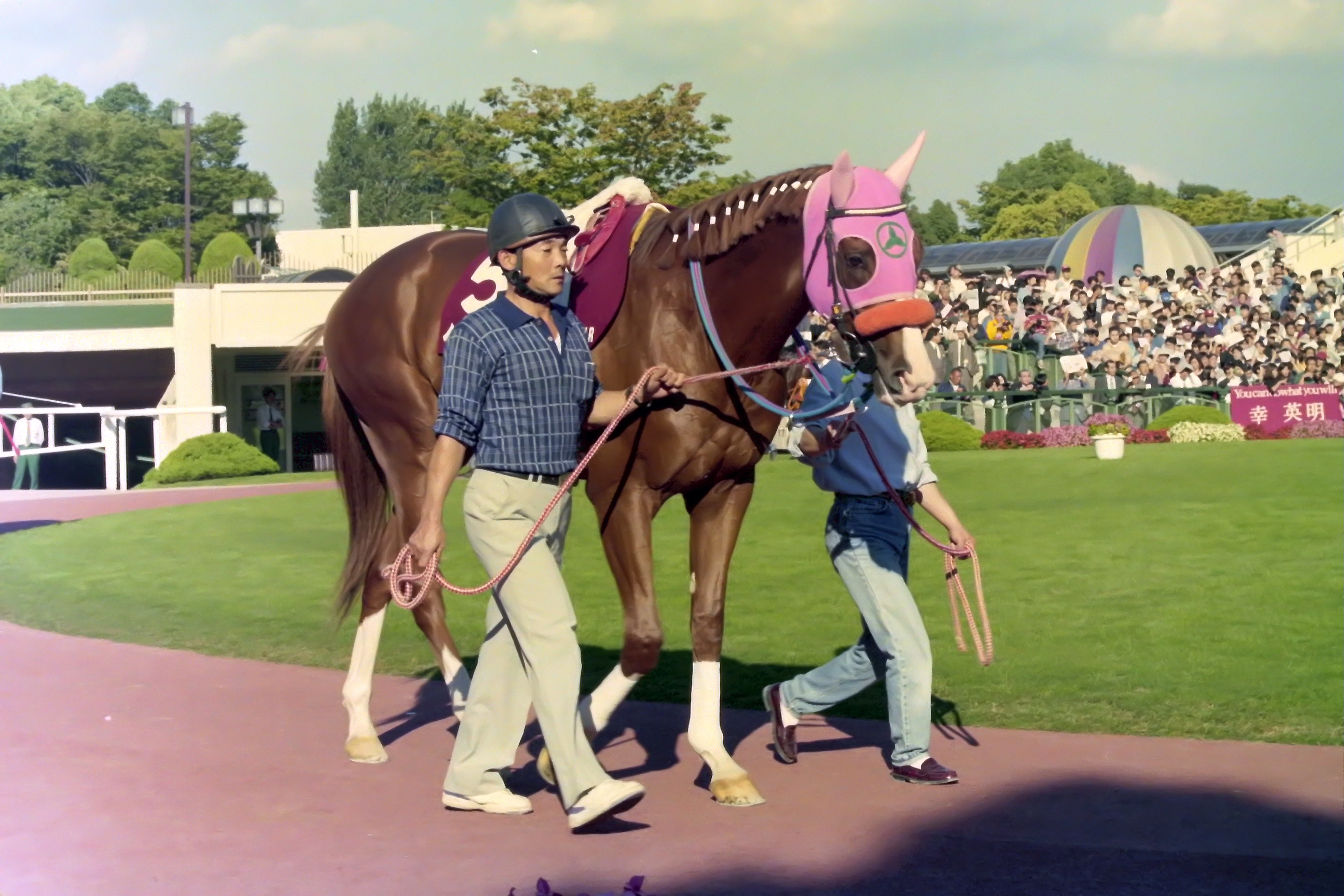
イシノサンデー（1993年産）
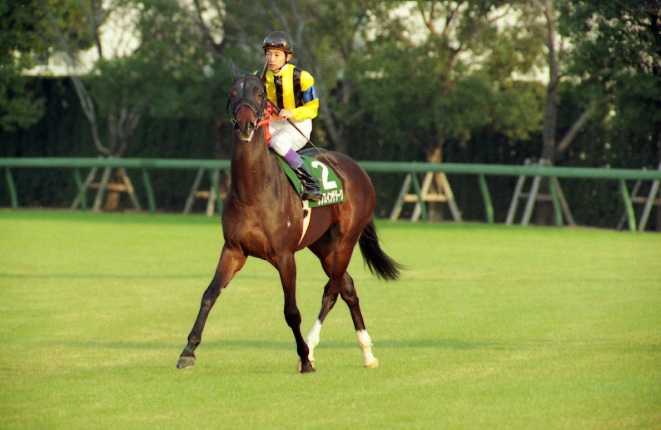
ダンスインザダーク（1993年産）
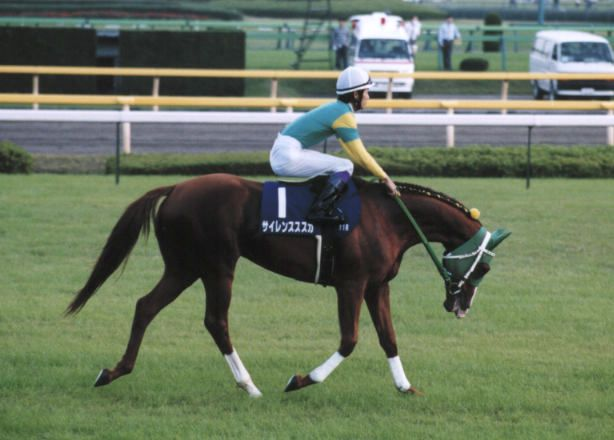
サイレンススズカ（1994年産）
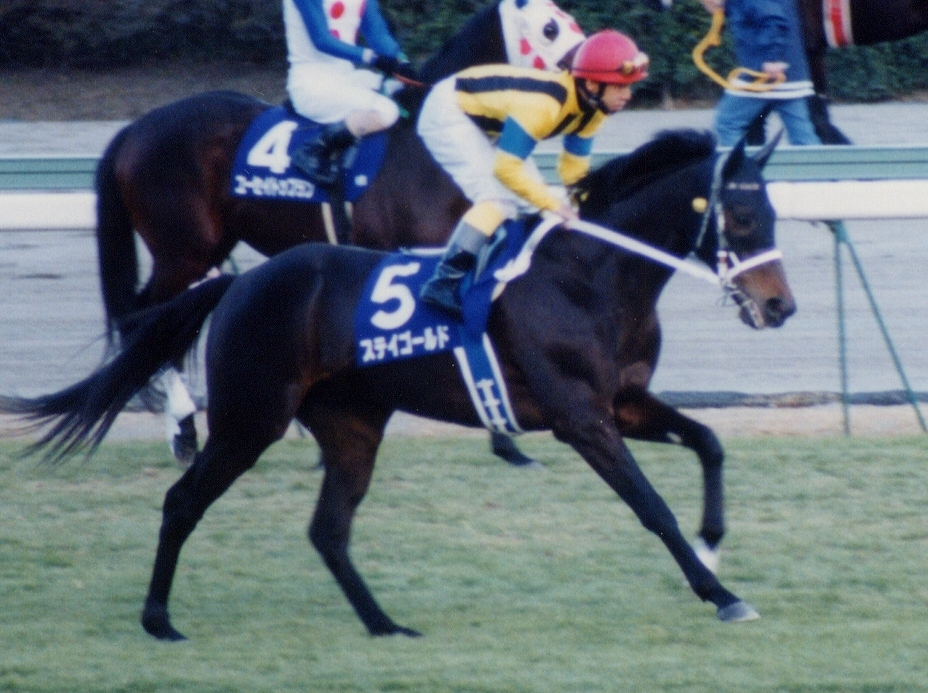
ステイゴールド（1994年産）
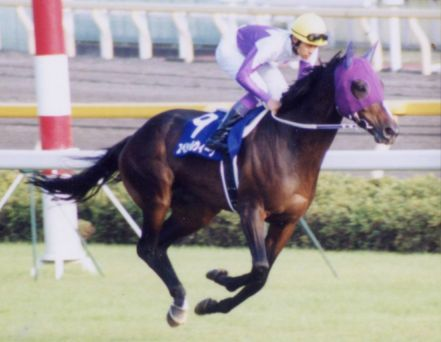
スペシャルウィーク（1995年産）
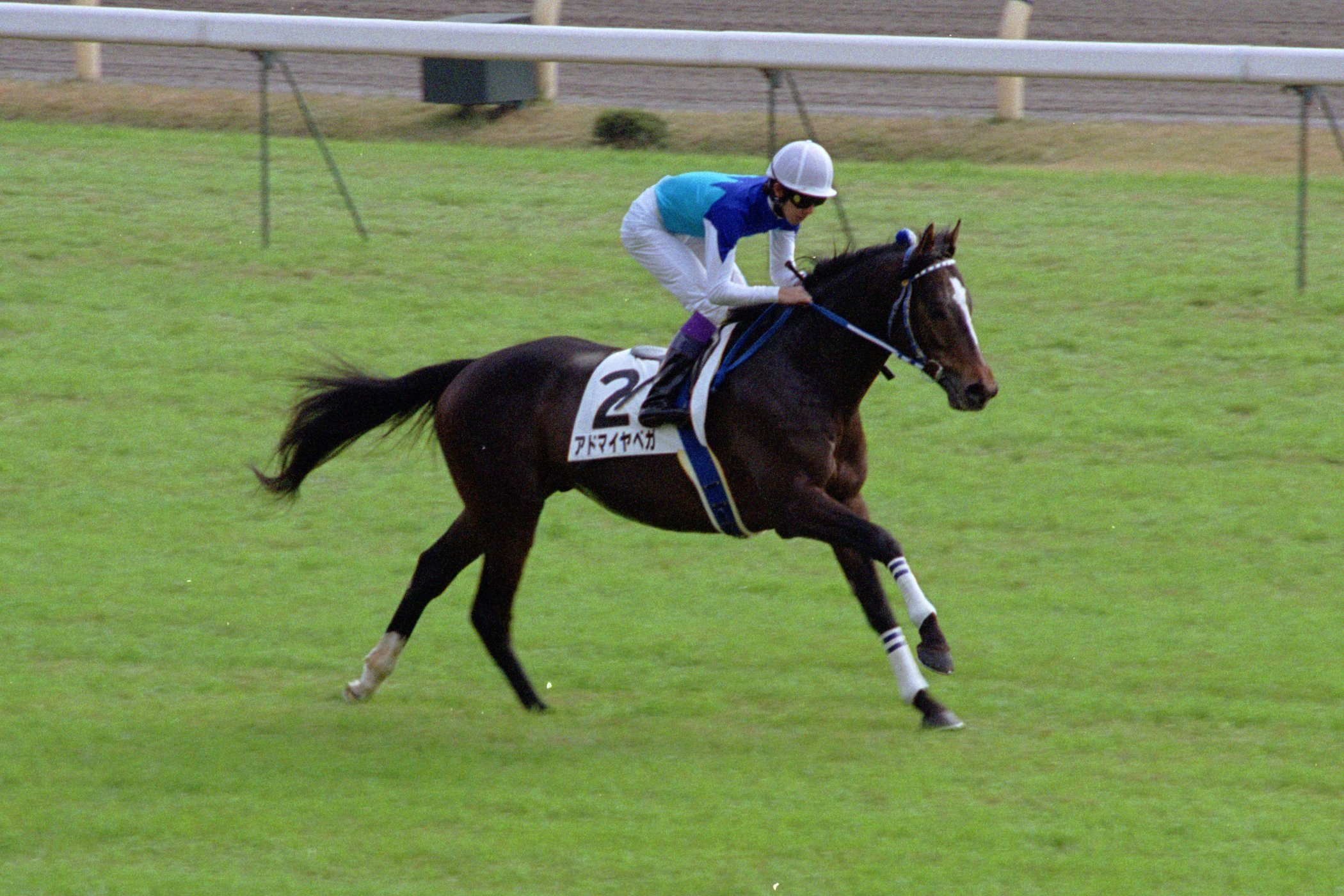
アドマイヤベガ（1996年産）
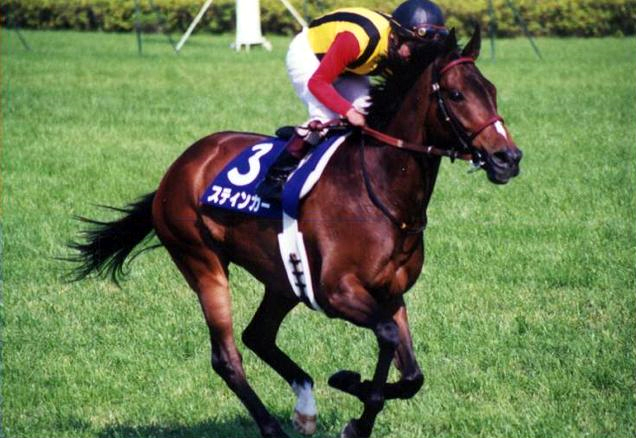
スティンガー（1996年産）
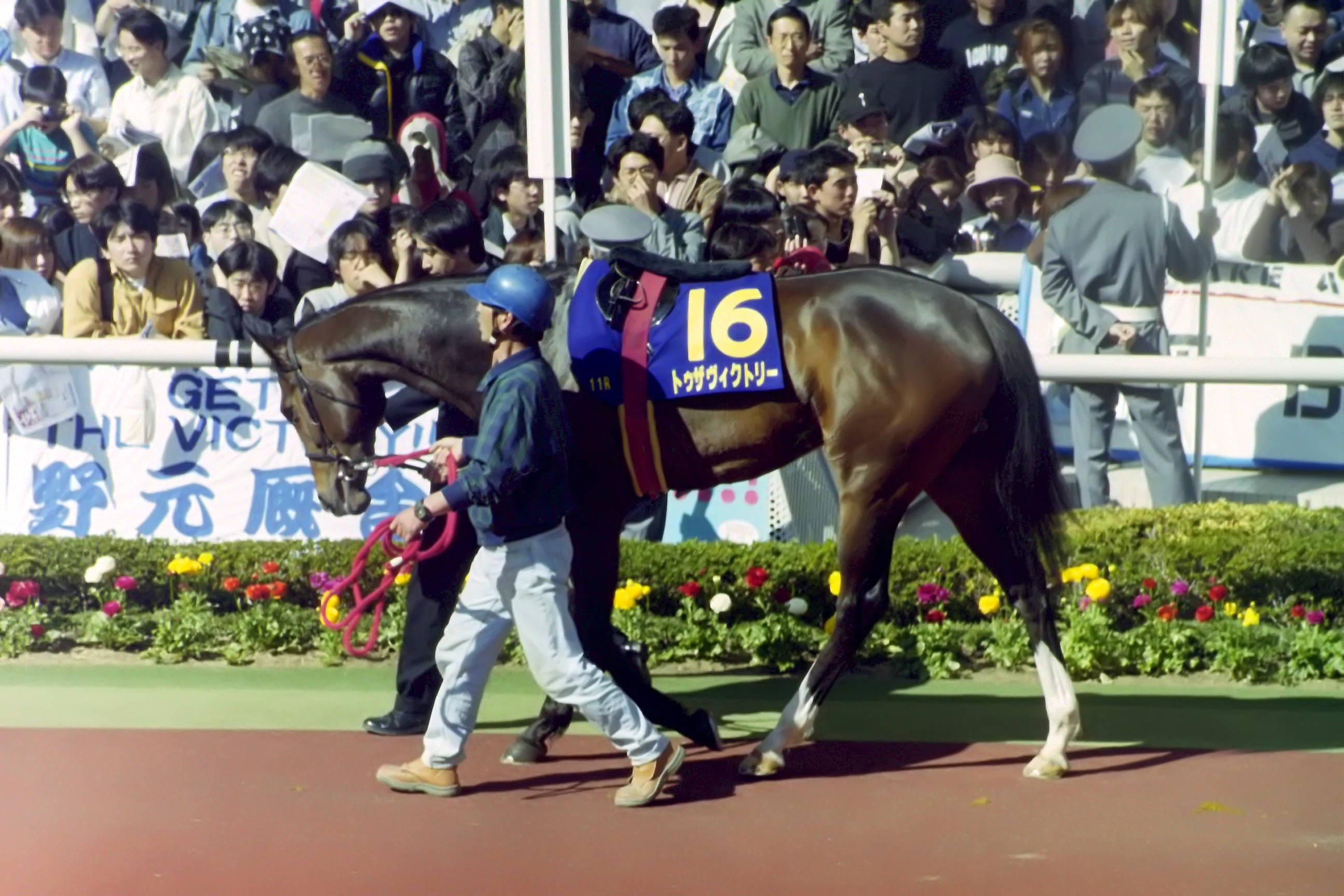
トゥザヴィクトリー（1996年産）
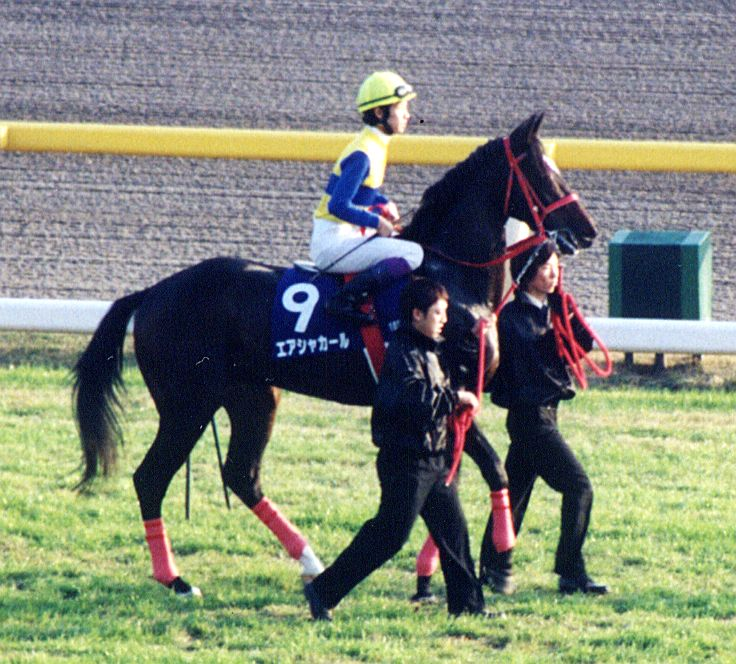
エアシャカール（1997年産）
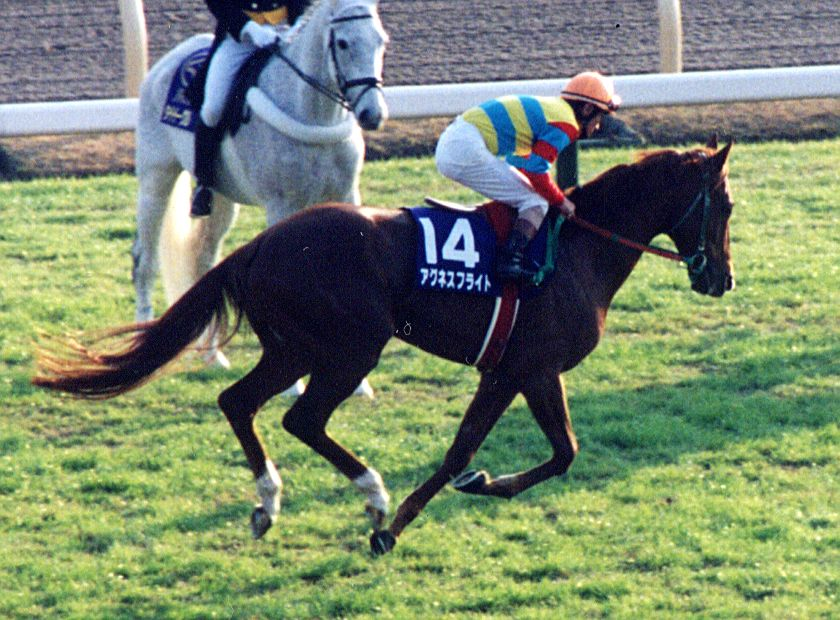
アグネスフライト（1997年産）
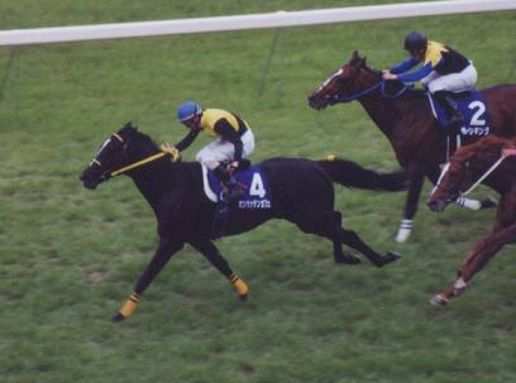
マンハッタンカフェ（1998年産）
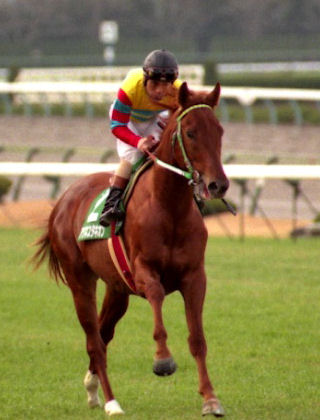
アグネスタキオン（1998年産）
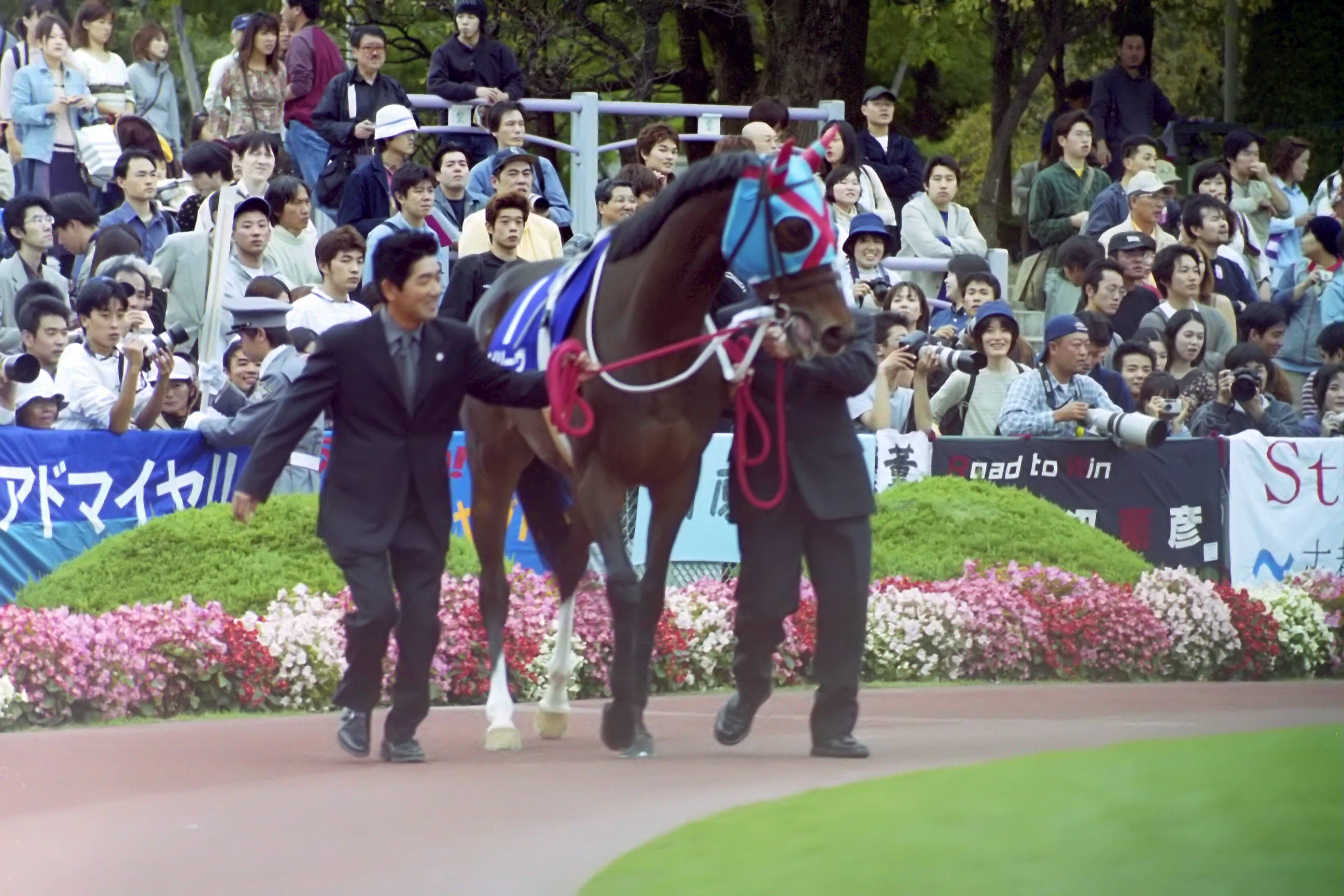
ビリーヴ（1998年産）
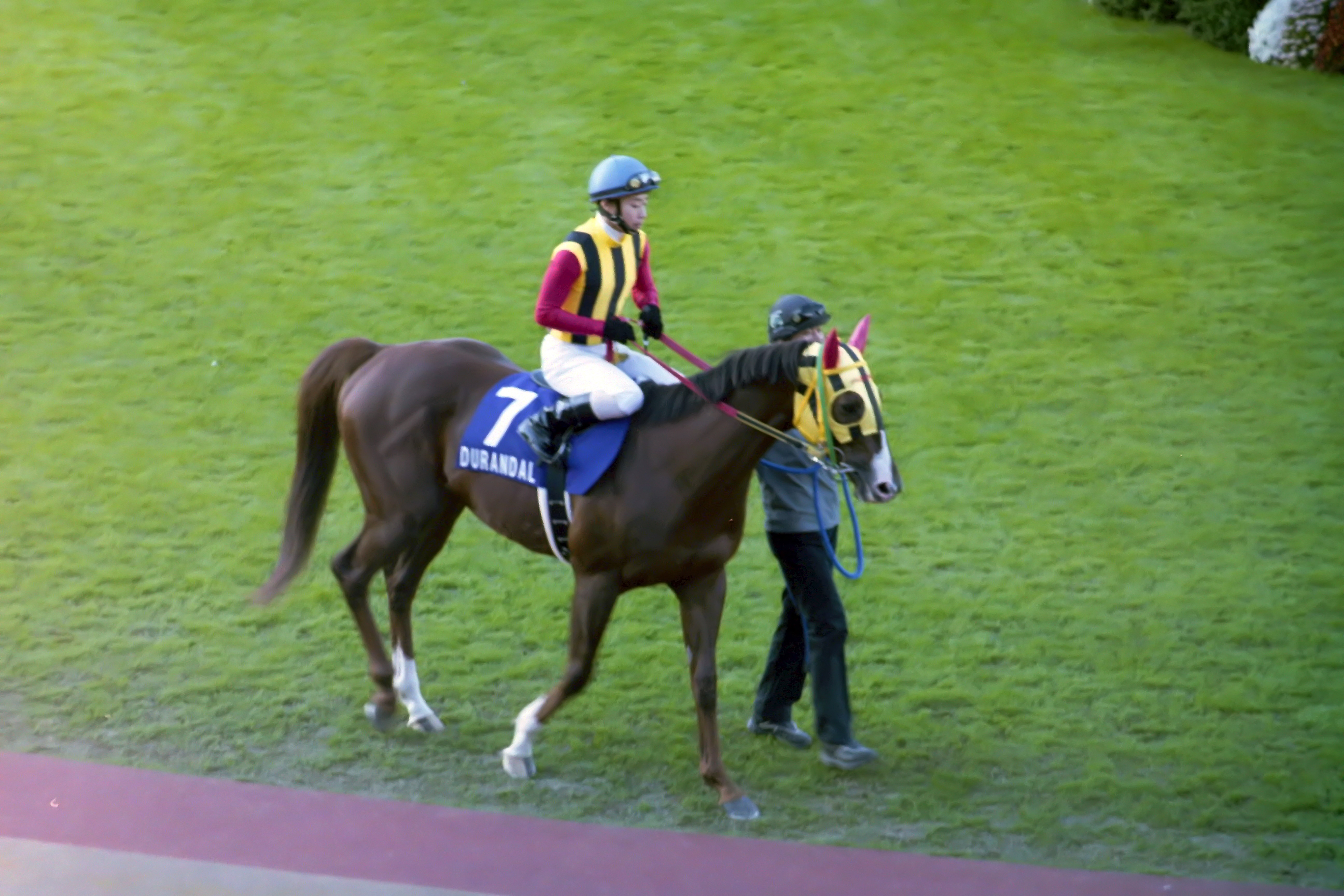
デュランダル（1999年産）
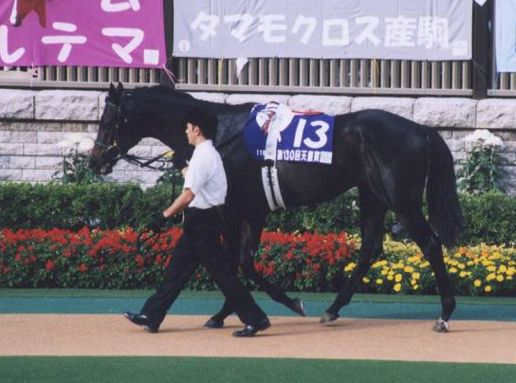
ゼンノロブロイ（2000年産）
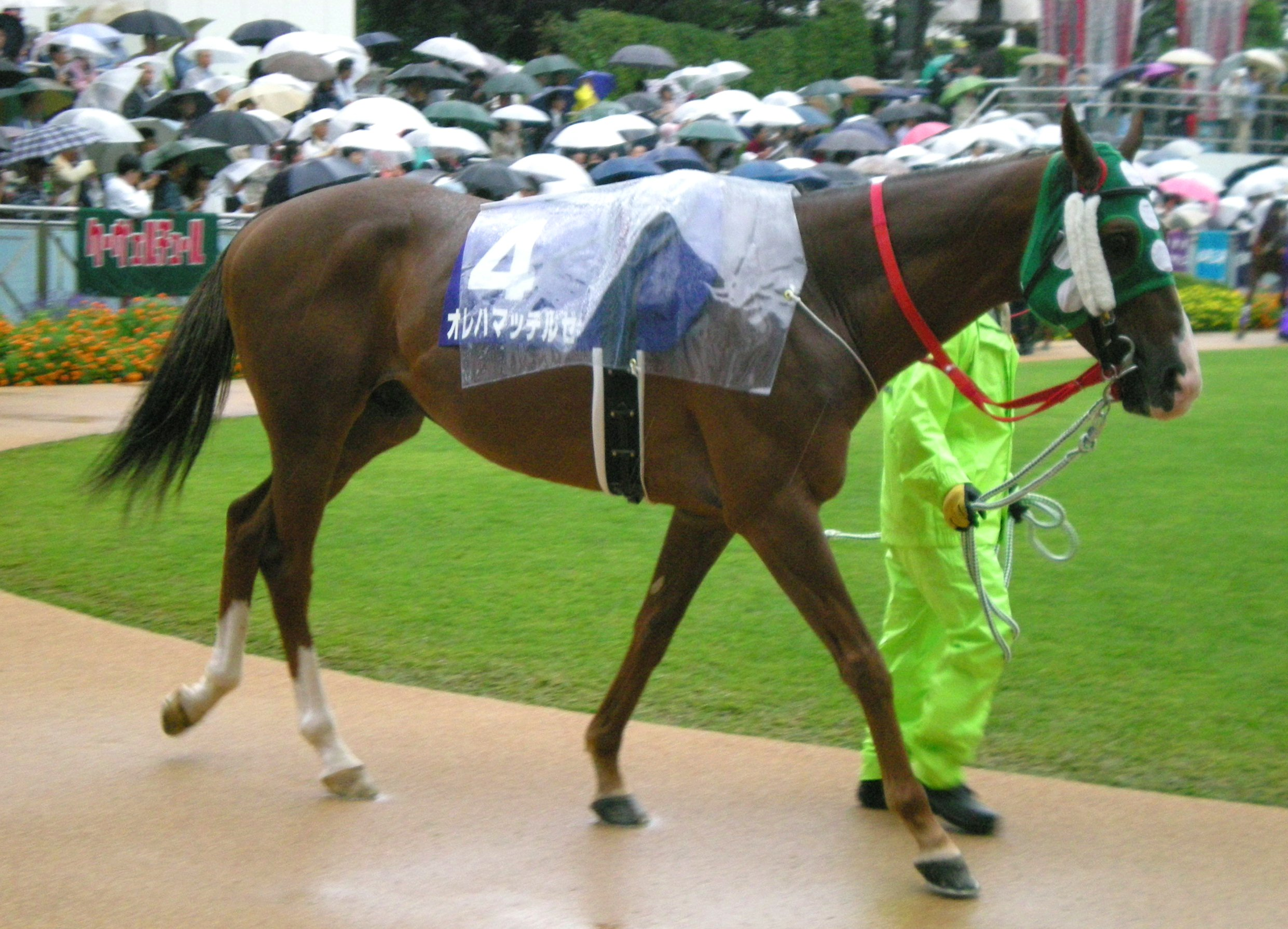
オレハマッテルゼ（2000年産）
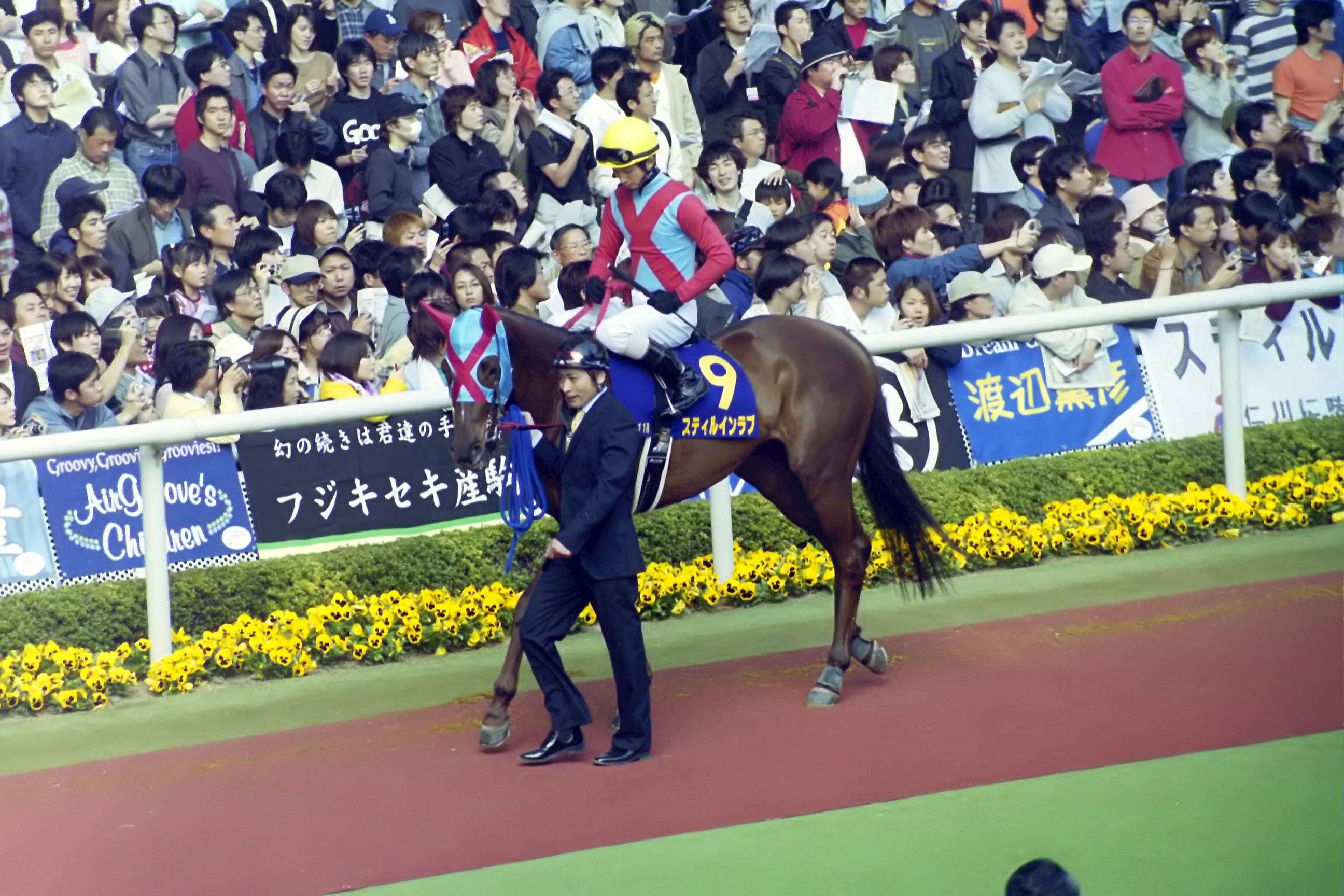
スティルインラブ（2000年産）
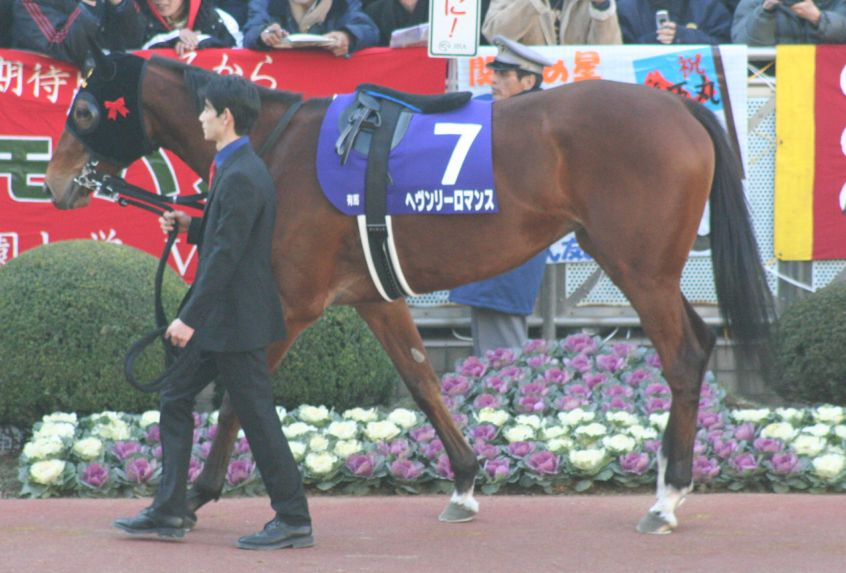
ヘヴンリーロマンス（2000年産）
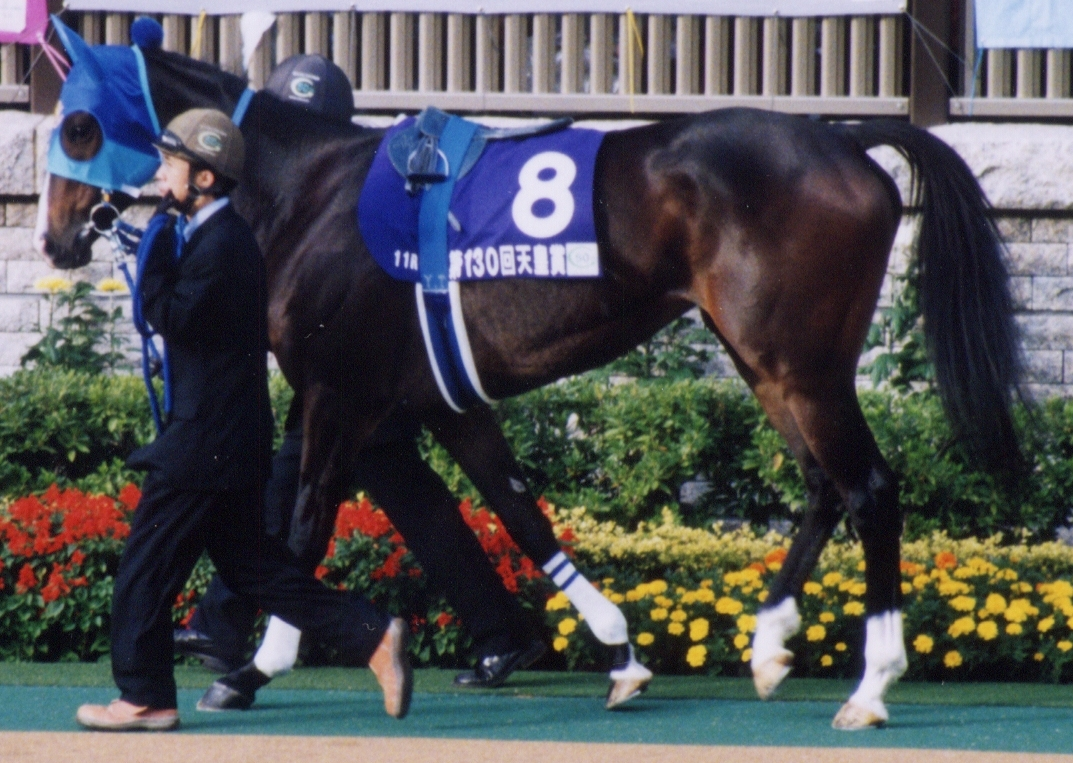
アドマイヤグルーヴ（2000年産）
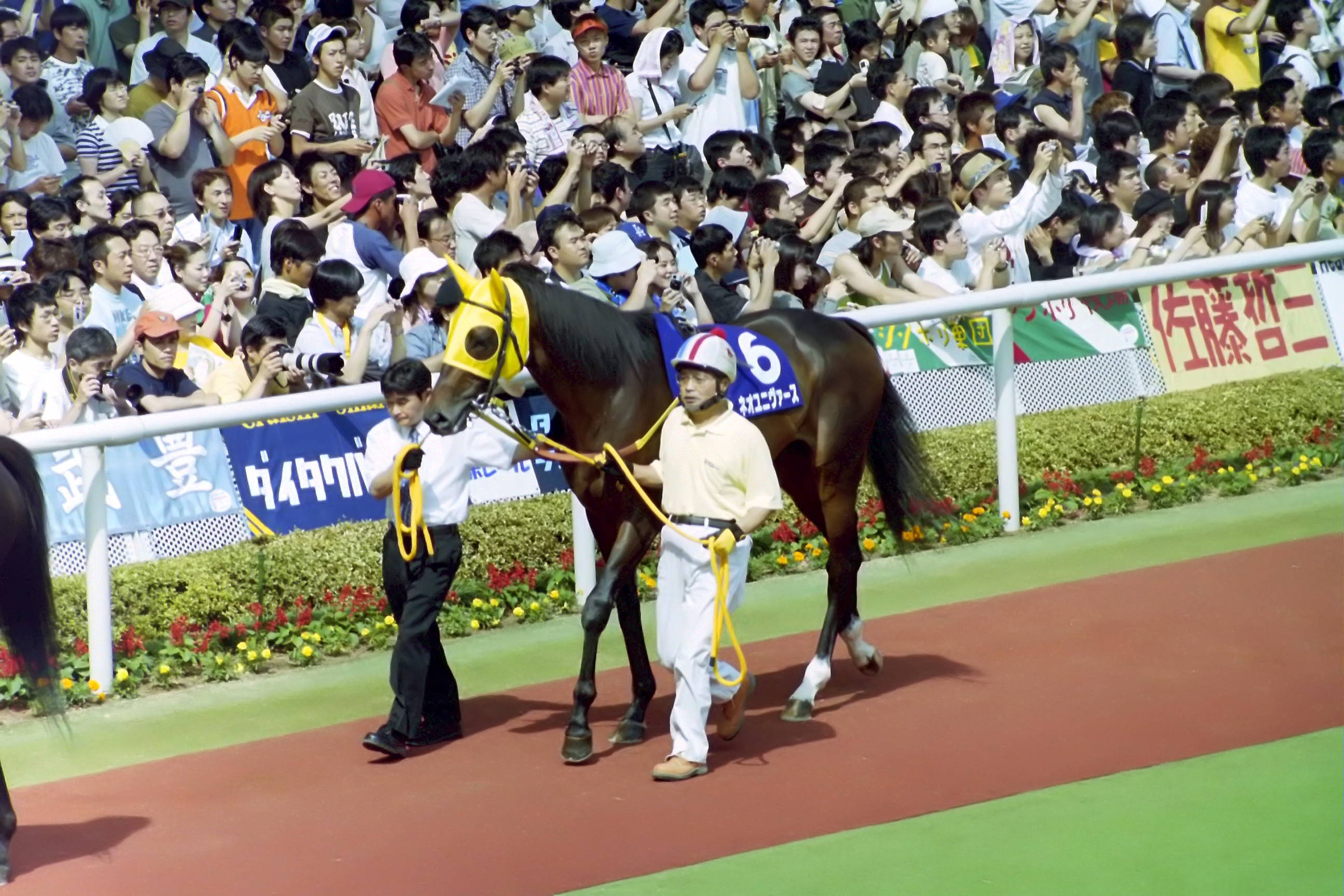
ネオユニヴァース（2000年産）
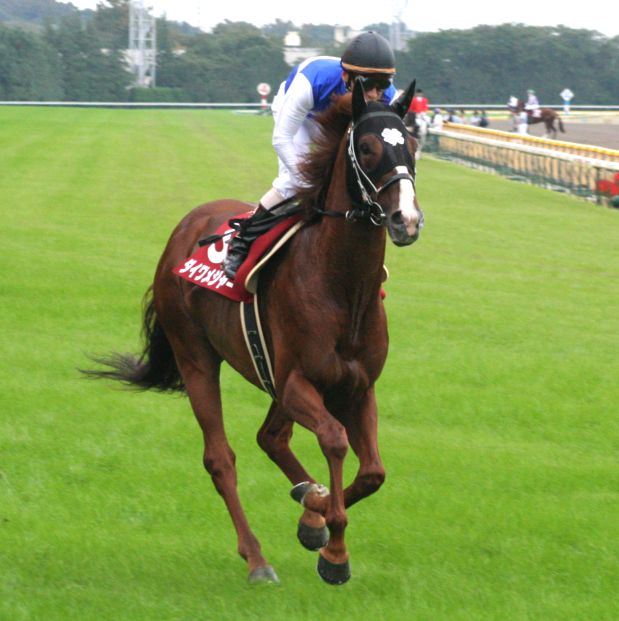
ダイワメジャー（2001年産）
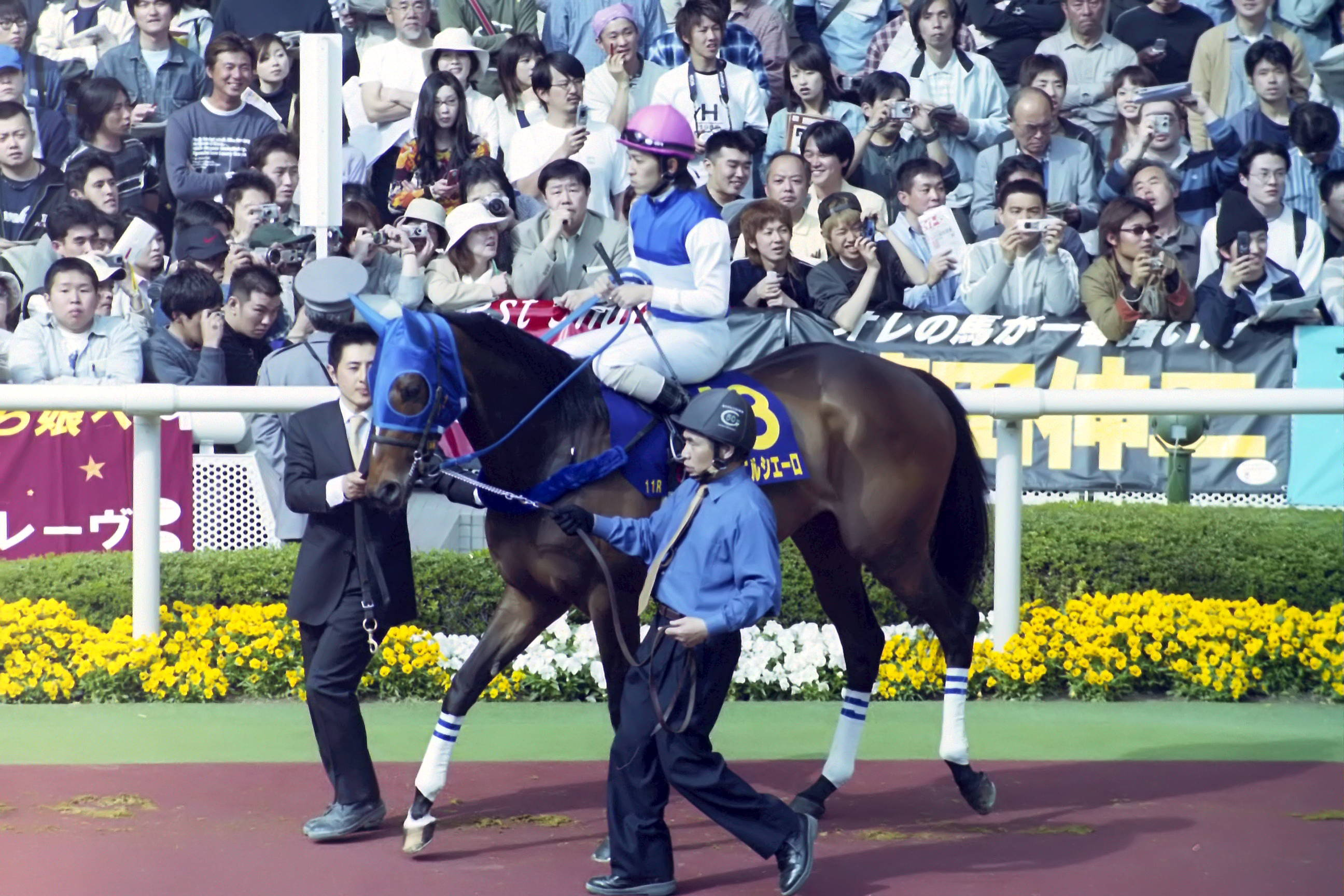
ダイワエルシエーロ（2001年産）
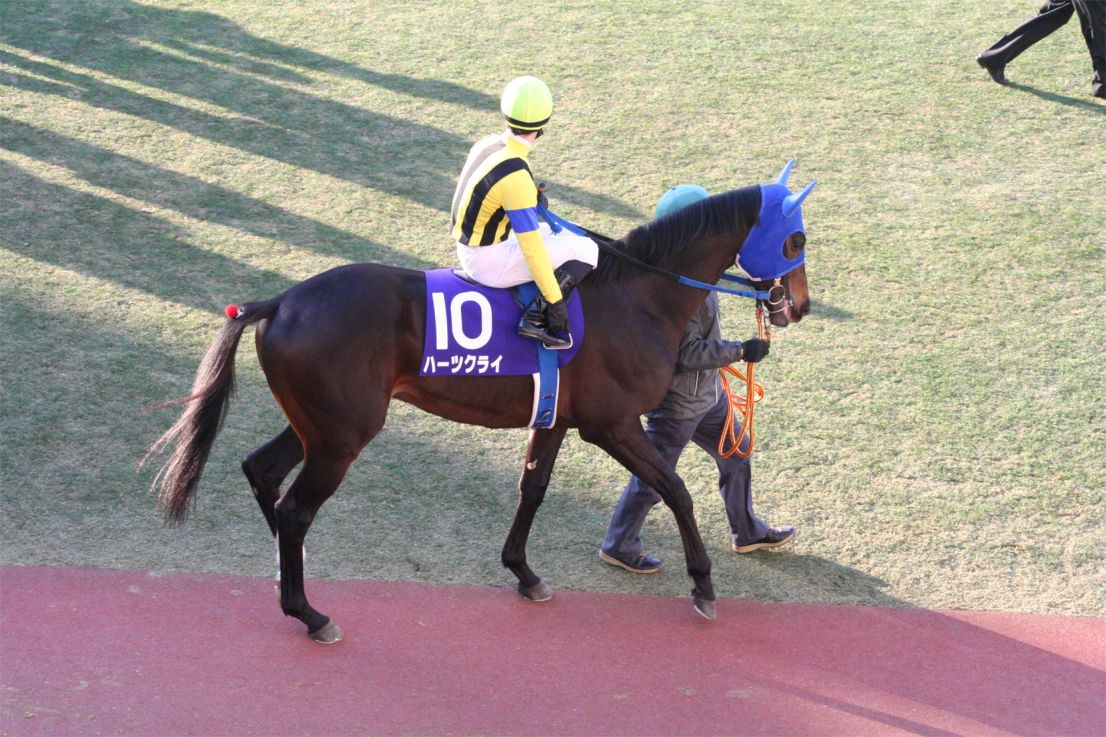
ハーツクライ（2001年産）
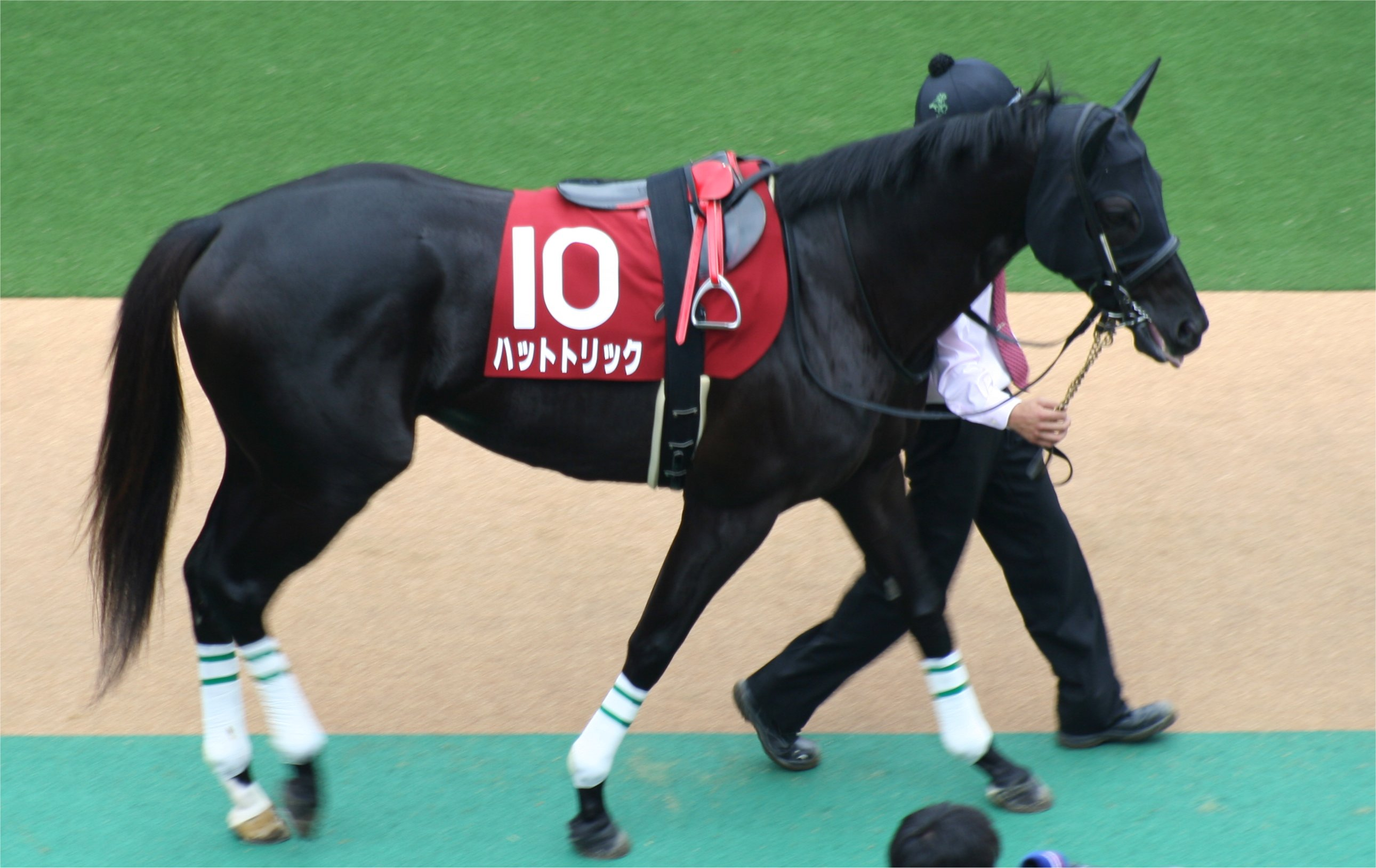
ハットトリック（2001年産）
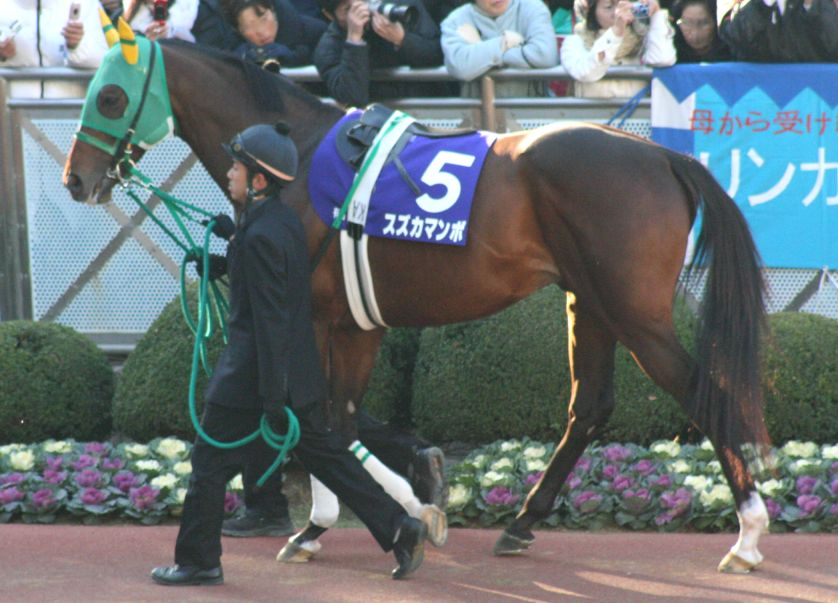
スズカマンボ（2001年産）
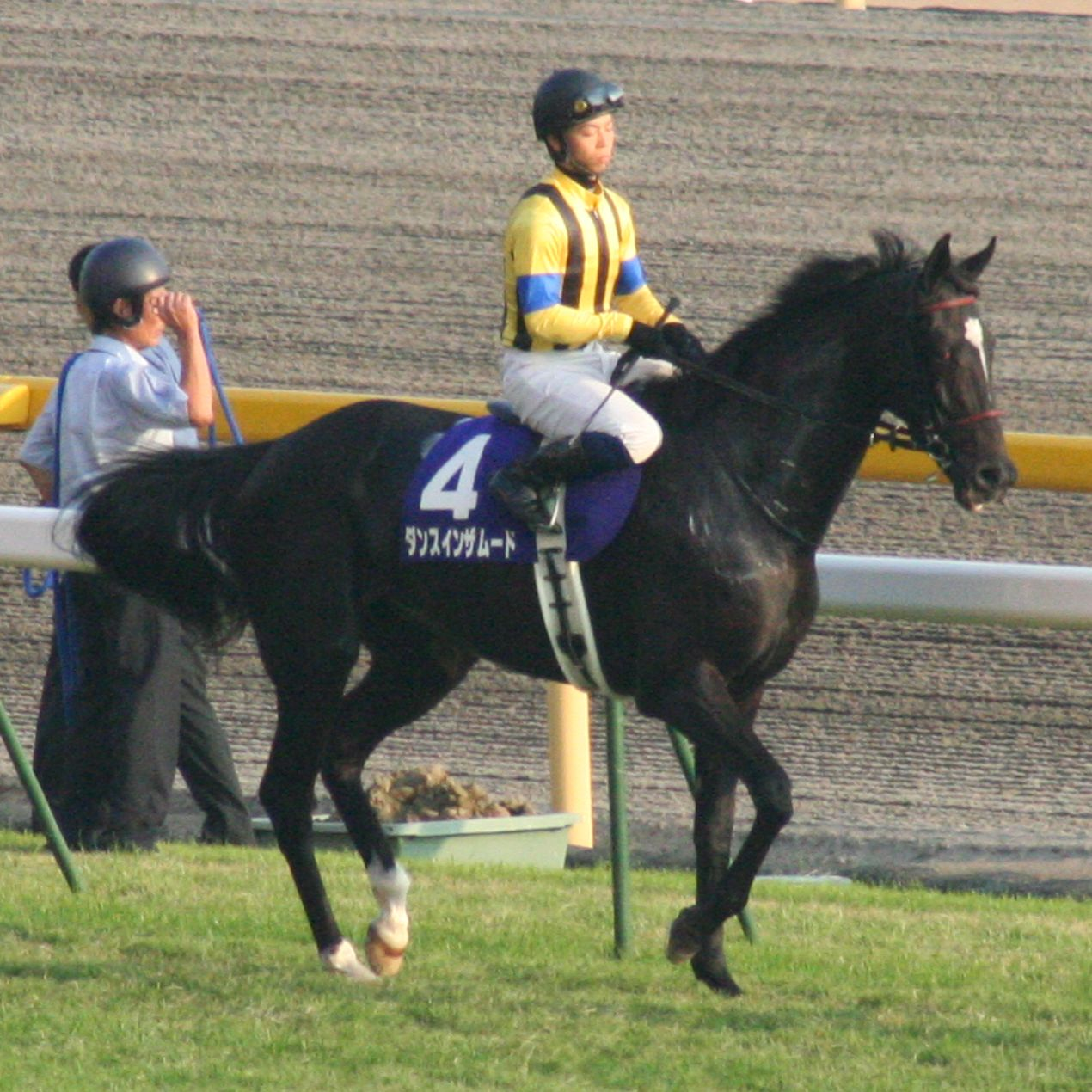
ダンスインザムード（2001年産）
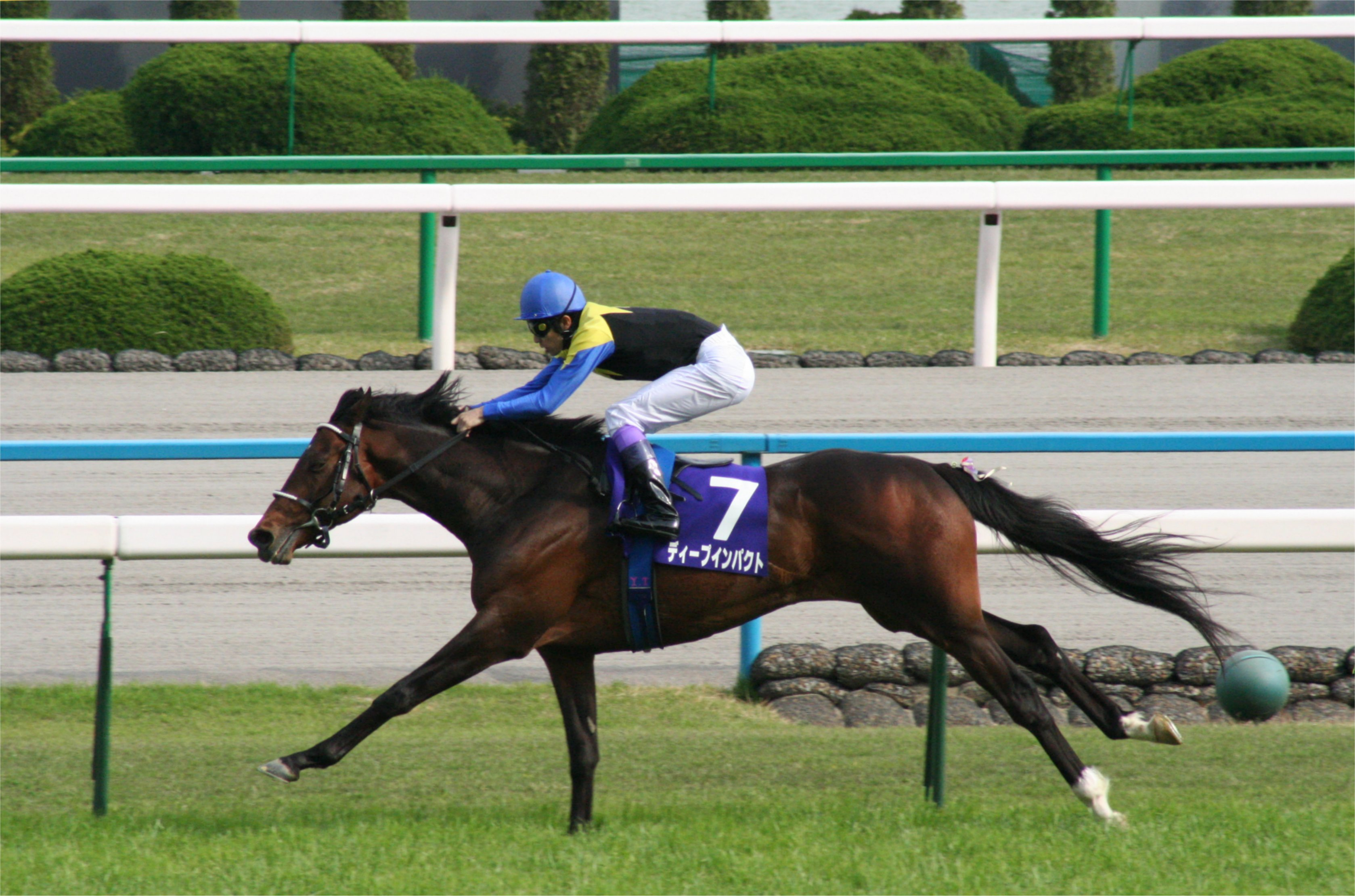
ディープインパクト（2002年産）
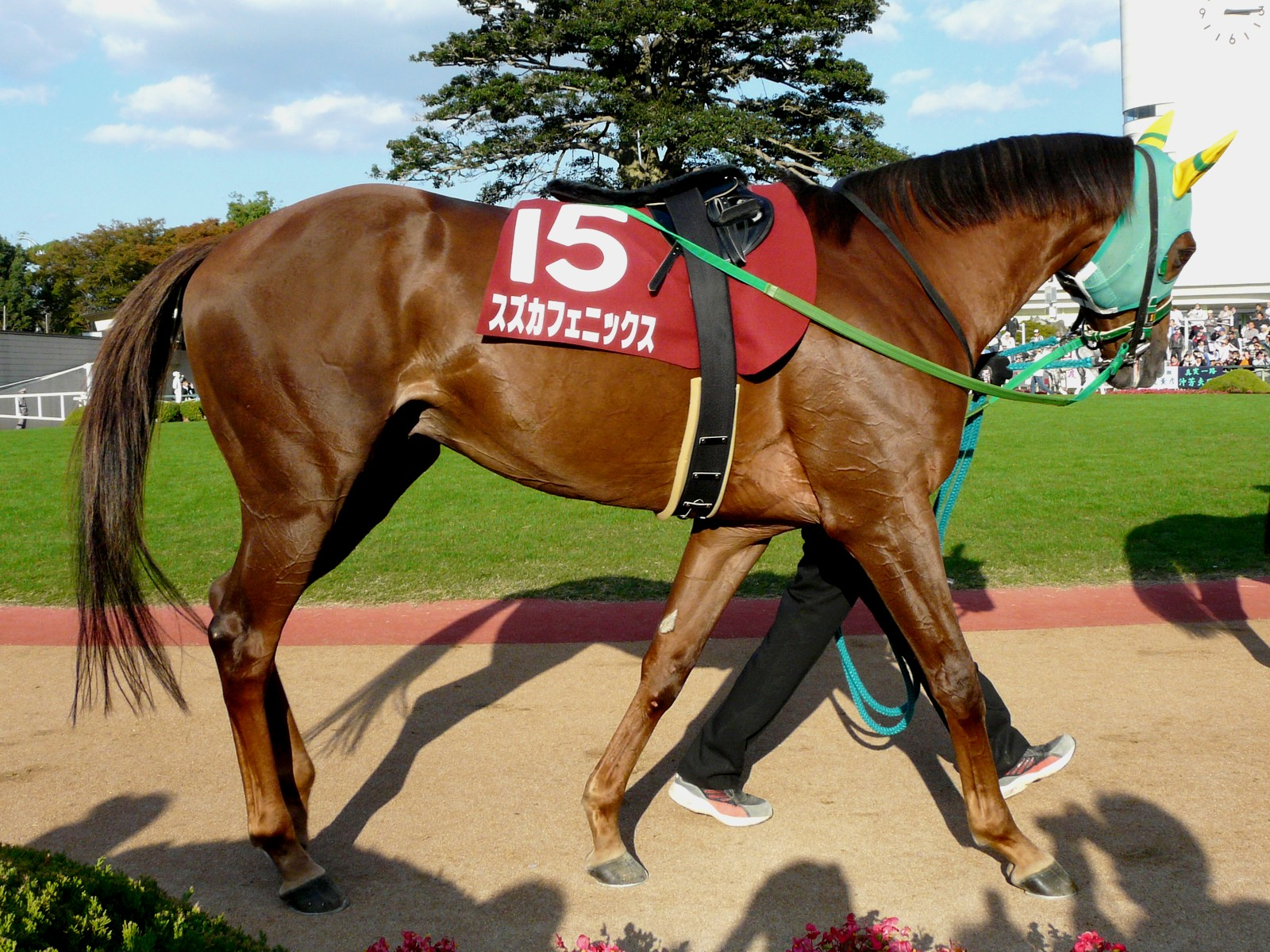
スズカフェニックス（2002年産）
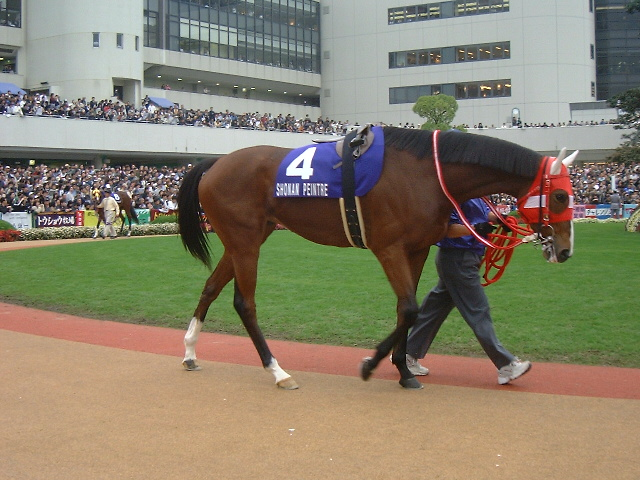
ショウナンパントル（2002年産）
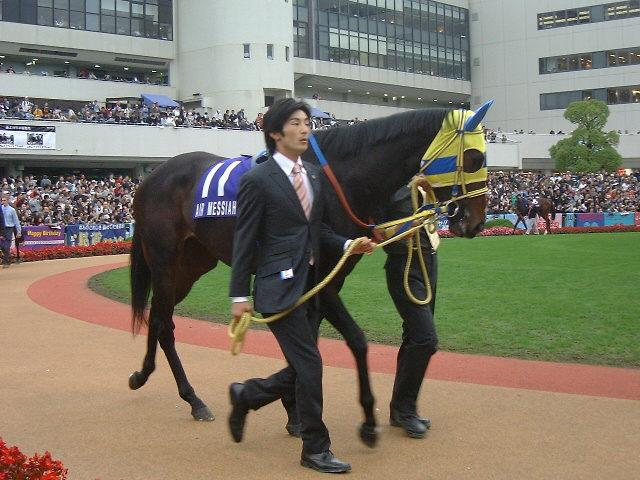
エアメサイア（2002年産）
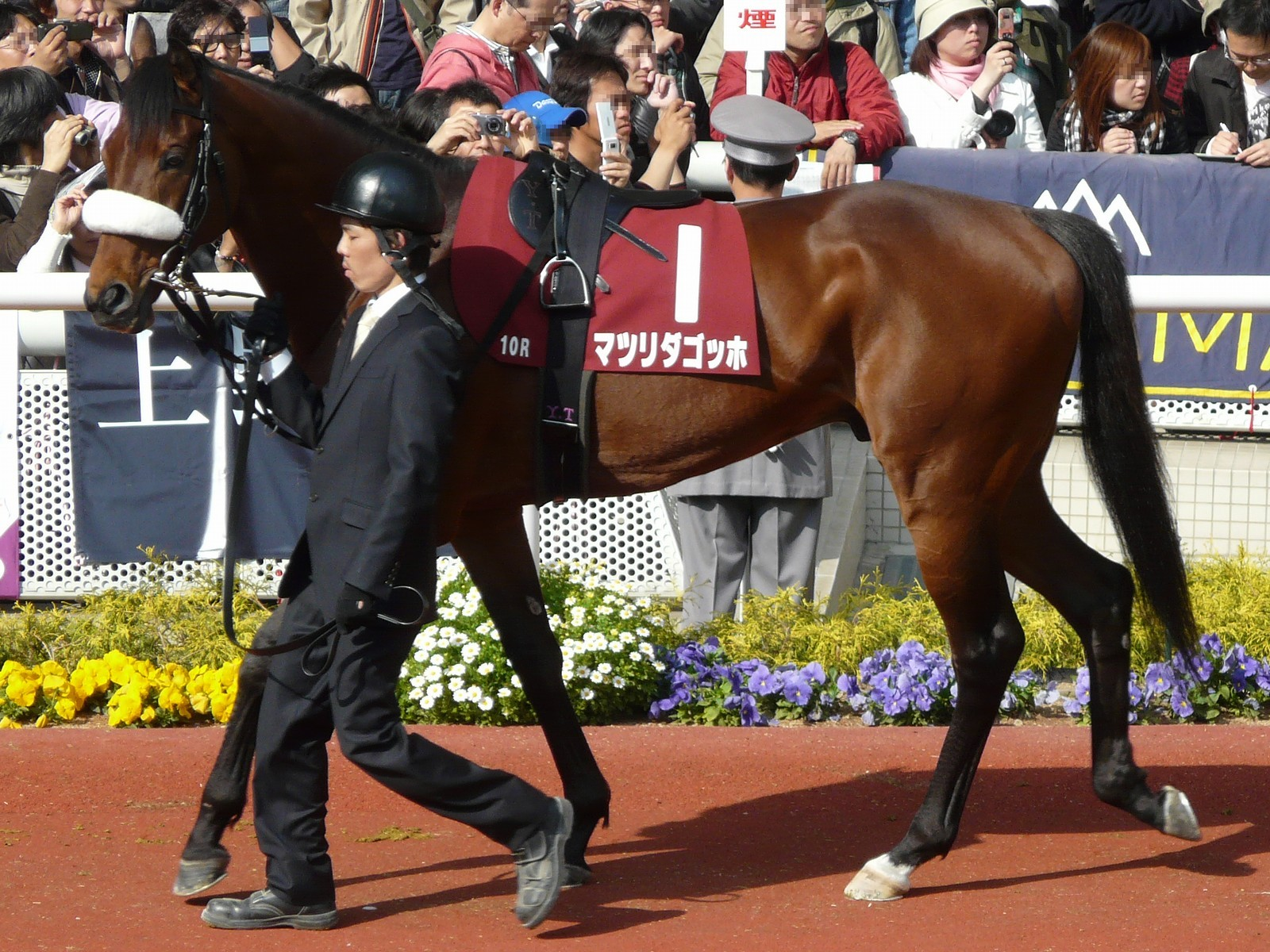
マツリダゴッホ（2003年産）
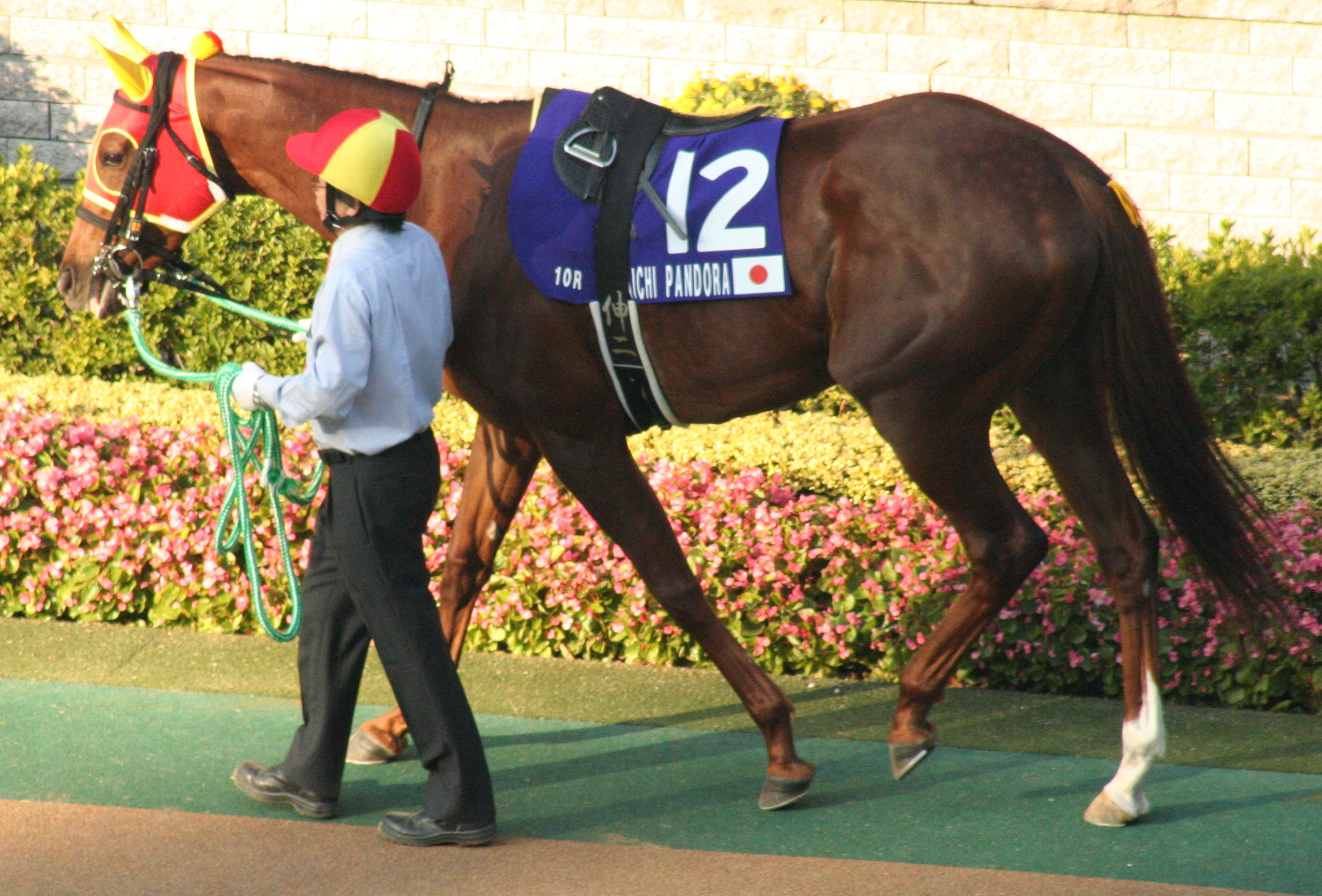
フサイチパンドラ（2003年産）

#### 重賞優勝馬
- 1992年産
  - ブライトサンディー（函館記念、サファイヤステークス）
  - サイレントハピネス（サンスポ賞4歳牝馬特別、ローズステークス）
  - プライムステージ（札幌3歳ステークス、フェアリーステークス）
  - マジックキス（北九州記念）
  - キングオブダイヤ（中山記念）
  - サンデーウェル（セントライト記念）
  - サマーサスピション（青葉賞）
- 1993年産
  - サイレントハンター（大阪杯など重賞4勝）
  - ローゼンカバリー（日経賞など重賞4勝）
  - ロイヤルタッチ（きさらぎ賞、ラジオたんぱ杯3歳ステークス）
  - アグネスカミカゼ（目黒記念）
  - チアズサイレンス（名古屋優駿）
- 1994年産
  - ビッグサンデー（マイラーズカップなど重賞3勝）
  - オレンジピール（サンスポ賞4歳牝馬特別など重賞3勝）
  - エアウイングス（阪神牝馬特別）
- 1995年産
  - ジョービッグバン（函館記念など重賞3勝）
  - メイショウオウドウ（大阪杯、鳴尾記念）
  - エガオヲミセテ（マイラーズカップ、阪神牝馬特別）
  - サンプレイス（新潟記念）
  - タヤスメドウ（新潟大賞典）
  - サンデーセイラ（七夕賞）
  - タヤスアゲイン（青葉賞）
  - マルカコマチ（京都牝馬特別）
  - ジュビレーション（JTB賞）
- 1996年産
  - ロサード（オールカマーなど重賞5勝）
  - フサイチエアデール（報知杯4歳牝馬特別など重賞4勝）
  - エイシンルーデンス（中山牝馬ステークス、チューリップ賞）
  - ペインテドブラック（ステイヤーズステークス）
  - ブラックタキシード（セントライト記念）
  - テイエムサンデー（シルクロードステークス）
  - マルカキャンディ（府中牝馬ステークス）
  - サイキョウサンデー（中日スポーツ賞4歳ステークス）
  - キングオブサンデー（北海道3歳優駿）
  - クリアーベース（九州王冠）
- 1997年産
  - ウインマーベラス（京都ハイジャンプなど障害重賞4勝）
  - ユキノサンロイヤル（日経賞）
  - フサイチランハート（アメリカジョッキークラブカップ）
  - トウカイオーザ（アルゼンチン共和国杯）
  - フサイチゼノン（弥生賞）
  - アドマイヤボス（セントライト記念）
  - マニックサンデー（サンスポ賞4歳牝馬特別）
  - ヤマニンリスペクト（函館記念）
  - メイショウドメニカ（福島記念）
  - フューチャサンデー（クイーンカップ）
  - バンドオンザラン（東海ゴールドカップ）
- 1998年産
  - ダイヤモンドビコー（阪神牝馬ステークスなど重賞4勝）
    - 2002年度最優秀4歳以上牝馬

  - サンライズペガサス（毎日王冠など重賞3勝）
  - ウインラディウス（京王杯スプリングカップなど重賞3勝）
  - ミレニアムバイオ（マイラーズカップなど重賞3勝）
  - アグネスゴールド（スプリングステークス、きさらぎ賞）
  - チアズブライトリー（京阪杯、七夕賞）
  - ローズバド（フィリーズレビュー、マーメイドステークス）
  - ハッピーパス（京都牝馬ステークス）
  - ボーンキング（京成杯）
  - トラストファイヤー（ラジオNIKKEI賞）
  - タガノテイオー（東京スポーツ杯3歳ステークス）
  - ダイワルージュ（新潟3歳ステークス）
  - タイムトゥチェンジ（マーチカップ）
  - ダンツプライズ（中島記念）
  - インターレジェンダ（九州記念）
- 1999年産
  - リミットレスビッド（東京盃2回など重賞8勝）
  - チアズシュタルク（共同通信杯、毎日杯）
  - ダイワレイダース（七夕賞）
  - サクセスビューティ（フィリーズレビュー）
  - ヤマニンセラフィム（京成杯）
  - シャイニンルビー（クイーンカップ）
  - ビーポジティブ（クイーン賞）
  - オースミシュネル（ステイヤーズカップ2回）
- 2000年産
  - リンカーン（阪神大賞典など重賞3勝）
  - サクラプレジデント（札幌記念など重賞3勝）
  - ヴィータローザ（セントライト記念など重賞3勝）
  - サイレントディール（武蔵野ステークスなど重賞3勝）
  - クワイエットデイ（平安ステークス、マーチステークス）
  - チアフルスマイル（キーンランドカップ）
  - スズカドリーム（京成杯）
  - チアズメッセージ（京都牝馬ステークス）
  - チューニー（クイーンカップ）
- 2001年産
  - スウィフトカレント（小倉記念、2006年サマー2000シリーズチャンピオン）
  - ハイアーゲーム（鳴尾記念、青葉賞）
  - グレイトジャーニー（ダービー卿チャレンジトロフィー、シンザン記念）
  - レクレドール（ローズステークス、クイーンステークス）
  - エアシェイディ（アメリカジョッキークラブカップ）
  - キョウワロアリング（北九州記念）
  - アズマサンダース（京都牝馬ステークス）
  - ムーヴオブサンデー（フィリーズレビュー）
  - ブラックタイド（スプリングステークス）
  - アドマイヤビッグ（東京スポーツ杯2歳ステークス）
  - フィーユドゥレーヴ（函館2歳ステークス）
- 2002年産
  - ローゼンクロイツ（金鯱賞など重賞3勝）
  - ディアデラノビア（フローラステークスなど重賞3勝）
  - デアリングハート（府中牝馬ステークス2回など重賞3勝）
  - キングストレイル（京成杯オータムハンデキャップ、セントライト記念）
  - ペールギュント（デイリー杯2歳ステークス、シンザン記念）
  - シックスセンス（京都記念）
  - トウカイワイルド（日経新春杯）
  - ロフティーエイム（福島牝馬ステークス）
  - ダンツキッチョウ（青葉賞）
  - アドマイヤジャパン（京成杯）
  - マチカネオーラ（中京記念）
  - モエレフェニックス（九州王冠）
- 2003年産
  - アクシオン（鳴尾記念、中山金杯）
  - アドマイヤキッス（ローズステークスなど重賞4勝）
  - アドマイヤメイン（青葉賞、毎日杯）
  - トーセンシャナオー（セントライト記念）
  - マルカシェンク（デイリー杯2歳ステークス、関屋記念）
  - モエレソーブラッズ（兵庫ジュニアグランプリ）
  - タイムトゥチェンジ（マーチカップ）

### 日本国外調教馬
勝ち鞍はG1を含む主要競走。
- 1996年産
  - サンデーピクニック[† 68]：クレオパトル賞（G3）
- 1999年産
  - サイレントオナー (Silent Honor) ：チェリーヒントンステークス（G2）
  - サンデージョイ (Sunday Joy) ：オーストラリアンオークス、WHストックスステークス（G3）
- 2000年産
  - ダヌタ (Danuta) ：UAEオークス、ムーンシェルマイル
- 2001年産
  - サンドロップ (Sundrop) ：カーディナルハンデキャップ（G3）、プリンセスエリザベスステークス（G3）
- 2002年産
  - レイマン (Layman) ：カブール賞（G3）、ソヴリンステークス（G3）
  - サイレントネーム (Silent Name) ：アーケーディアハンデキャップ（G2）、コモンウェルスブリーダーズカップステークス（G2）

## 母の父としての産駒

### 日本調教馬

#### GI級競走優勝馬
勝ち鞍はGI級競走のみ表記。
- 2002年産
  - ラインクラフト：桜花賞、NHKマイルカップ（父エンドスウィープ・母マストビーラヴド）
  - ヴァーミリアン：川崎記念、JBCクラシック、ジャパンカップダート、東京大賞典、フェブラリーステークス、帝王賞（父エルコンドルパサー・母スカーレットレディ）
    - 2007年度最優秀ダートホース・ダートグレード競走最優秀馬・NARグランプリ特別表彰馬

  - シャドウゲイト：シンガポール航空インターナショナルカップ（父ホワイトマズル・母ファビラスターン）
- 2003年産
  - フサイチリシャール：朝日杯フューチュリティステークス（父クロフネ・母フサイチエアデール）
    - 2005年度最優秀2歳牡馬

  - ソングオブウインド：菊花賞（父エルコンドルパサー・母メモリアルサマー）
  - アドマイヤムーン：ドバイデューティフリー、宝塚記念、ジャパンカップ（父エンドスウィープ・母マイケイティーズ）
    - 2007年度代表馬・最優秀4歳以上牡馬
- 2004年産
  - アサクサキングス：菊花賞（父ホワイトマズル・母クルーピアスター）
    - 2007年度最優秀3歳牡馬

  - スクリーンヒーロー：ジャパンカップ（父グラスワンダー・母ランニングヒロイン）
    - 2008年度最優秀4歳以上牡馬

  - ジャガーメイル：天皇賞（春）（父ジャングルポケット、母ハヤベニコマチ）
- 2005年産
  - トールポピー：阪神ジュベナイルフィリーズ、優駿牝馬（父ジャングルポケット・母アドマイヤサンデー）
    - 2007年度最優秀3歳牝馬

  - レジネッタ：桜花賞（父フレンチデピュティ・母アスペンリーフ）
  - サクセスブロッケン：ジャパンダートダービー、フェブラリーステークス（父シンボリクリスエス・母サクセスビューティ）
- 2006年産
  - セイウンワンダー：朝日杯フューチュリティステークス（父グラスワンダー・母セイウンクノイチ）
    - 2008年度最優秀2歳牡馬
- 2007年産
  - ローズキングダム：朝日杯フューチュリティステークス、ジャパンカップ（父キングカメハメハ・母ローズバド）
    - 2009年度最優秀2歳牡馬

  - ビッグウィーク：菊花賞（父バゴ・母タニノジャドール）
- 2008年産
  - グランプリボス：朝日杯フューチュリティステークス、NHKマイルカップ（父サクラバクシンオー・母ロージーミスト）
    - 2010年度最優秀2歳牡馬

  - アヴェンチュラ：秋華賞（父ジャングルポケット・母アドマイヤサンデー）
    - 2011年度最優秀3歳牝馬

  - ホエールキャプチャ：ヴィクトリアマイル（父クロフネ・母グローバルピース）
  - ベルシャザール：ジャパンカップダート（父キングカメハメハ・母マルカキャンディ）
    - 2013年度最優秀ダートホース
- 2009年産
  - アルフレード：朝日杯フューチュリティステークス（父シンボリクリスエス・母プリンセスカメリア）
    - 2011年度最優秀2歳牡馬
- 2010年産
  - ロゴタイプ：朝日杯フューチュリティステークス、皐月賞、安田記念（父ローエングリン・母ステレオタイプ）
    - 2012年度最優秀2歳牡馬

  - アウォーディー：JBCクラシック（父ジャングルポケット・母ヘヴンリーロマンス）
- 2011年産
  - レッドファルクス：スプリンターズステークス〈2016年・2017年〉（父スウェプトオーヴァーボード・母ベルモット）
    - 2017年度最優秀短距離馬
- 2012年産
  - ドゥラメンテ：皐月賞、東京優駿（父キングカメハメハ・母アドマイヤグルーヴ）
    - 2015年度最優秀3歳牡馬
- 2014年産
  - ペルシアンナイト：マイルチャンピオンシップ（父ハービンジャー・母オリエントチャーム）
  - ヤマニンアンプリメ：JBCレディスクラシック（父シニスターミニスター・ヤマニンエリプス）
- 2015年産
  - アーモンドアイ：桜花賞、優駿牝馬、秋華賞、ジャパンカップ〈2018年・2020年〉、ドバイターフ、天皇賞（秋）〈2019年・2020年〉、ヴィクトリアマイル（父ロードカナロア・母フサイチパンドラ）
    - 2018年度代表馬・最優秀3歳牝馬
    - 2020年度代表馬・最優秀4歳以上牝馬
    - 顕彰馬

  - メールドグラース：コーフィールドカップ（父ルーラーシップ・母グレイシアブルー）
  - ジャンダルム：スプリンターズステークス（父Kitten's Joy・母ビリーヴ）

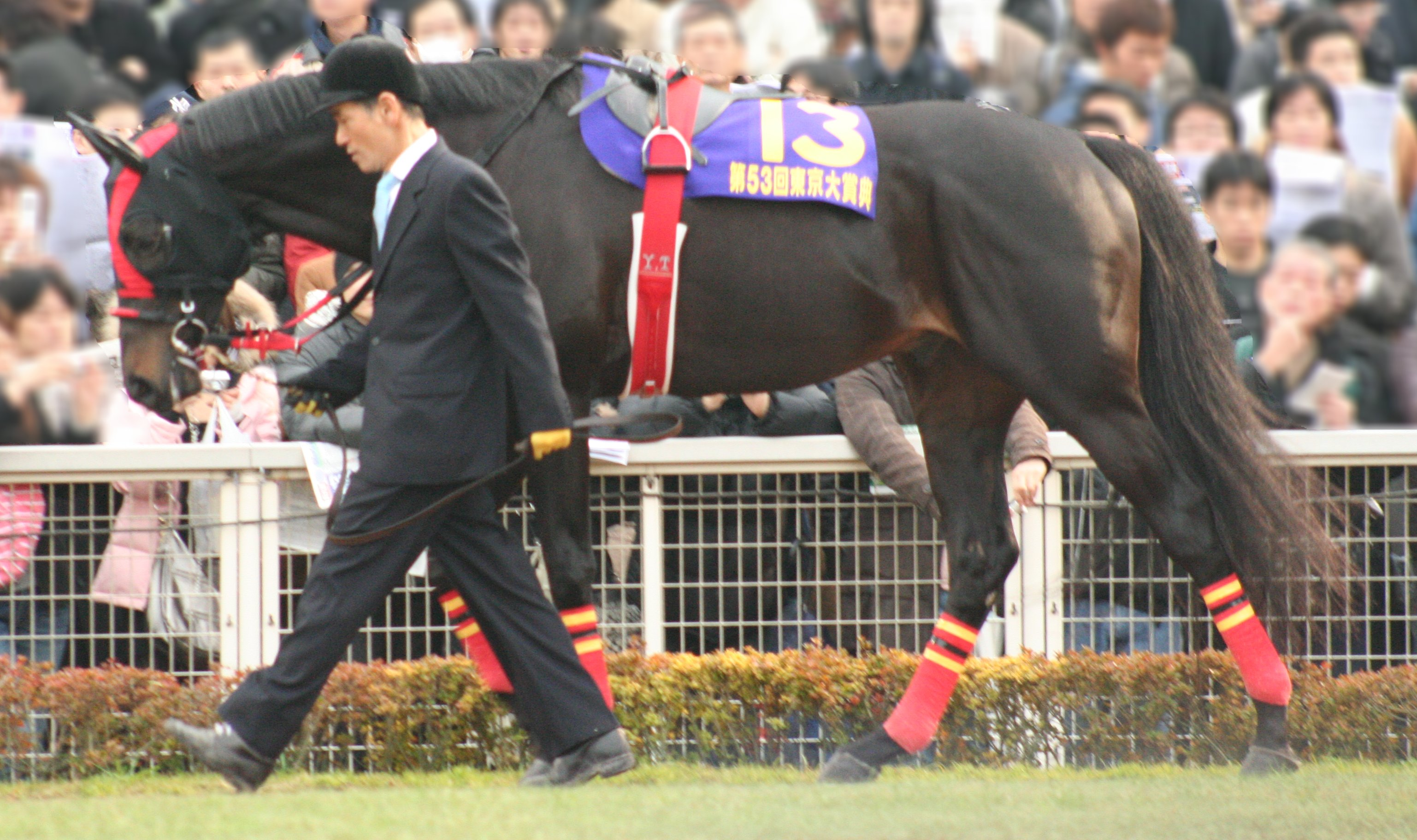
ヴァーミリアン（2002年産）
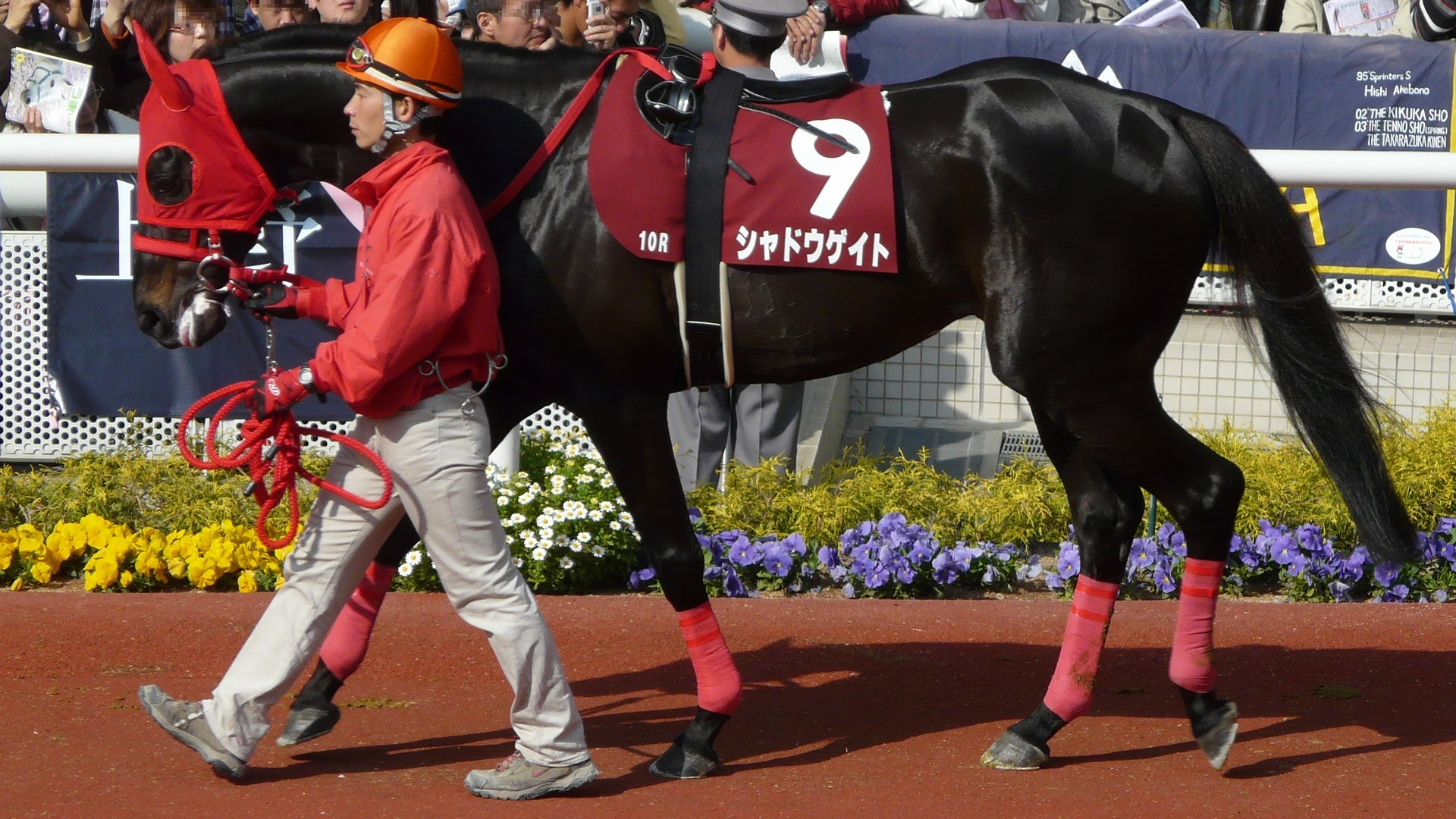
シャドウゲイト（2002年産）
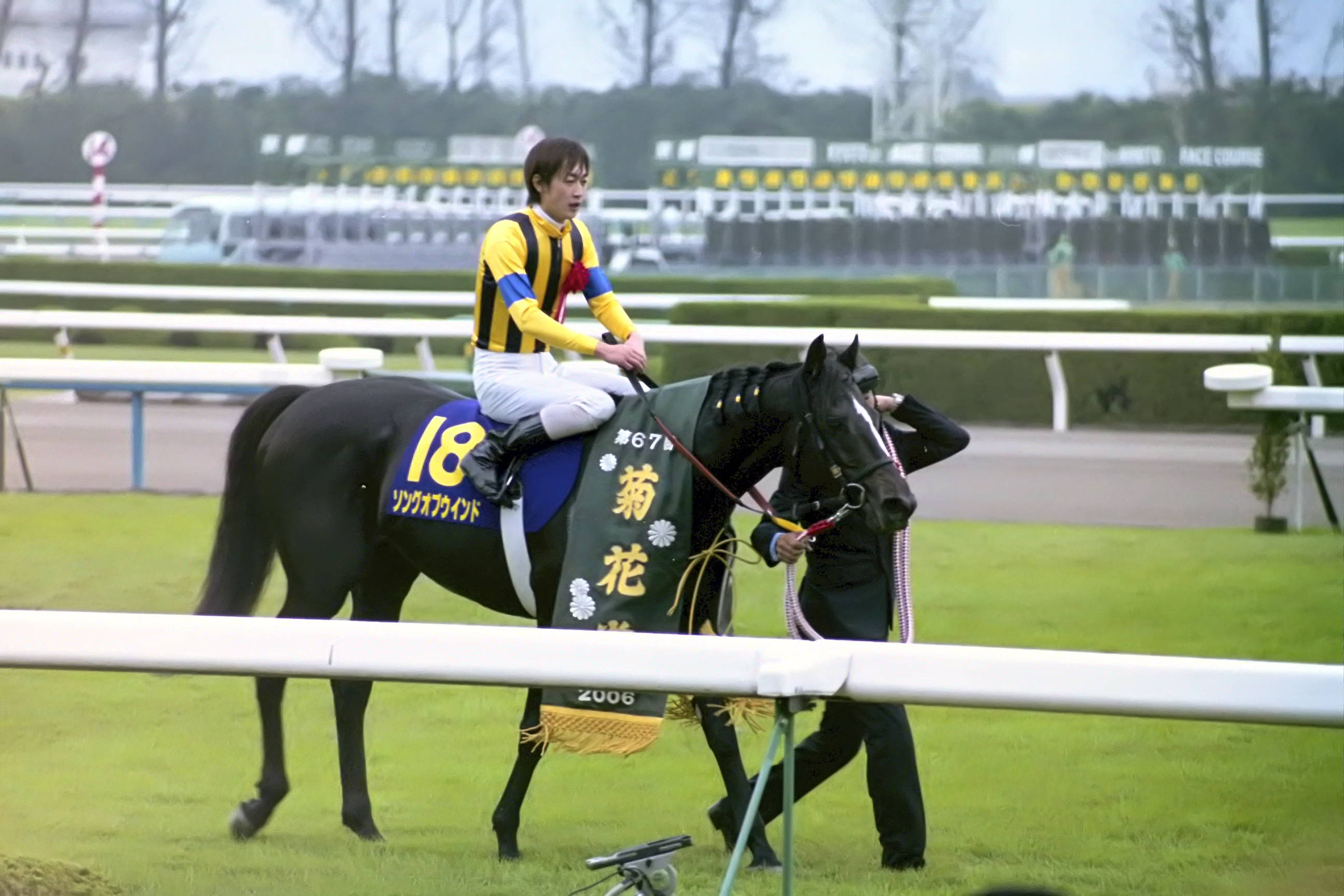
ソングオブウインド（2003年産）
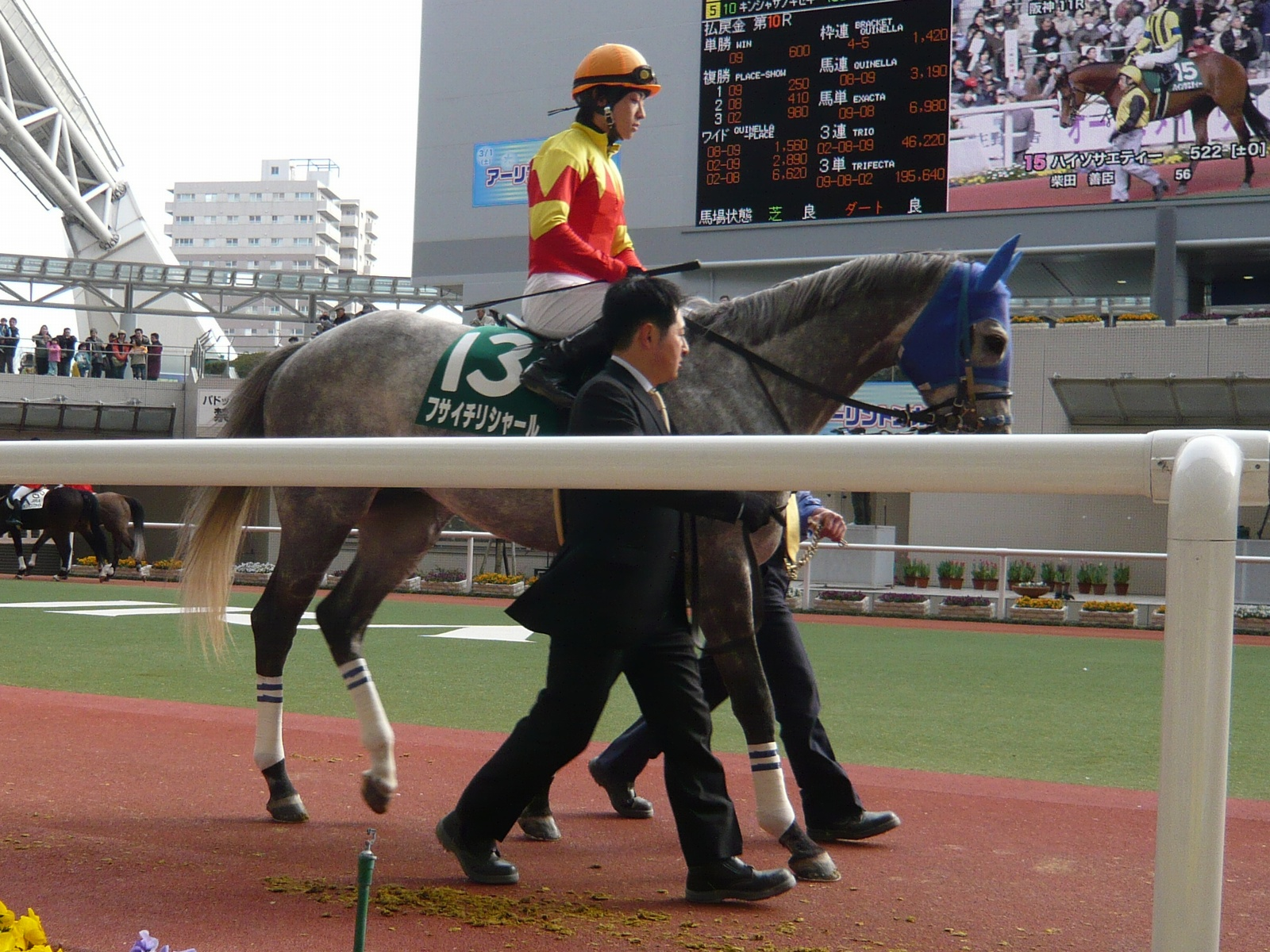
フサイチリシャール（2003年産）
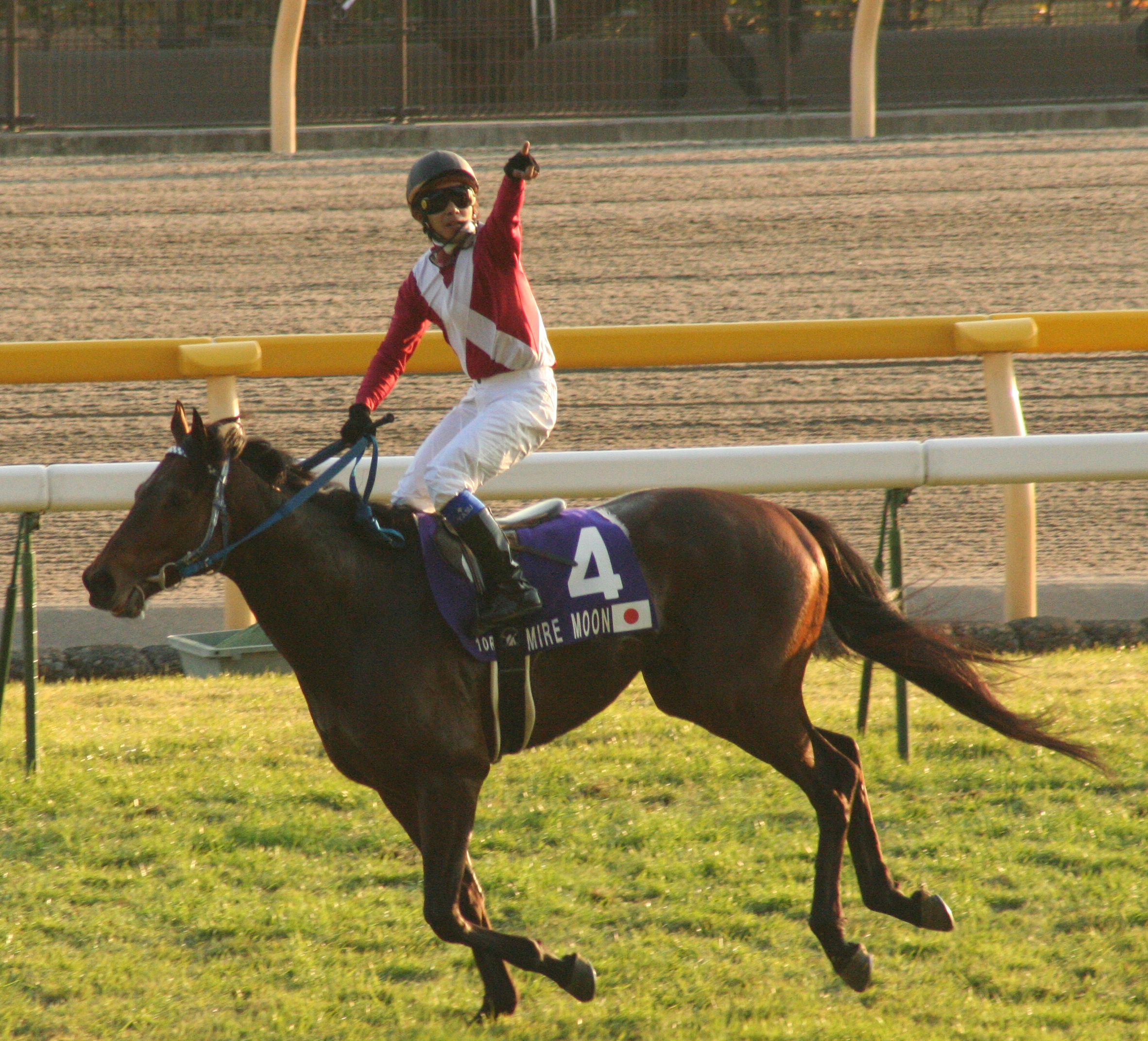
アドマイヤムーン（2003年産）
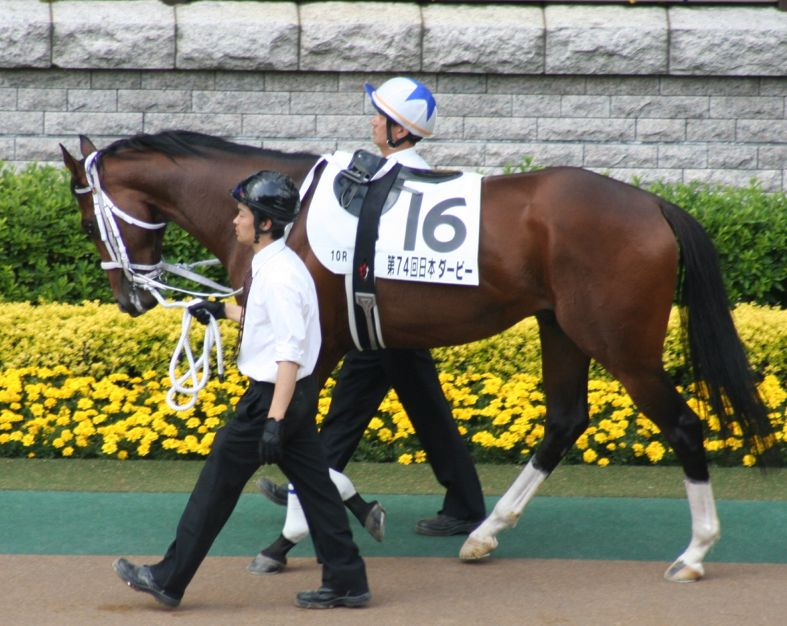
アサクサキングス（2004年産）
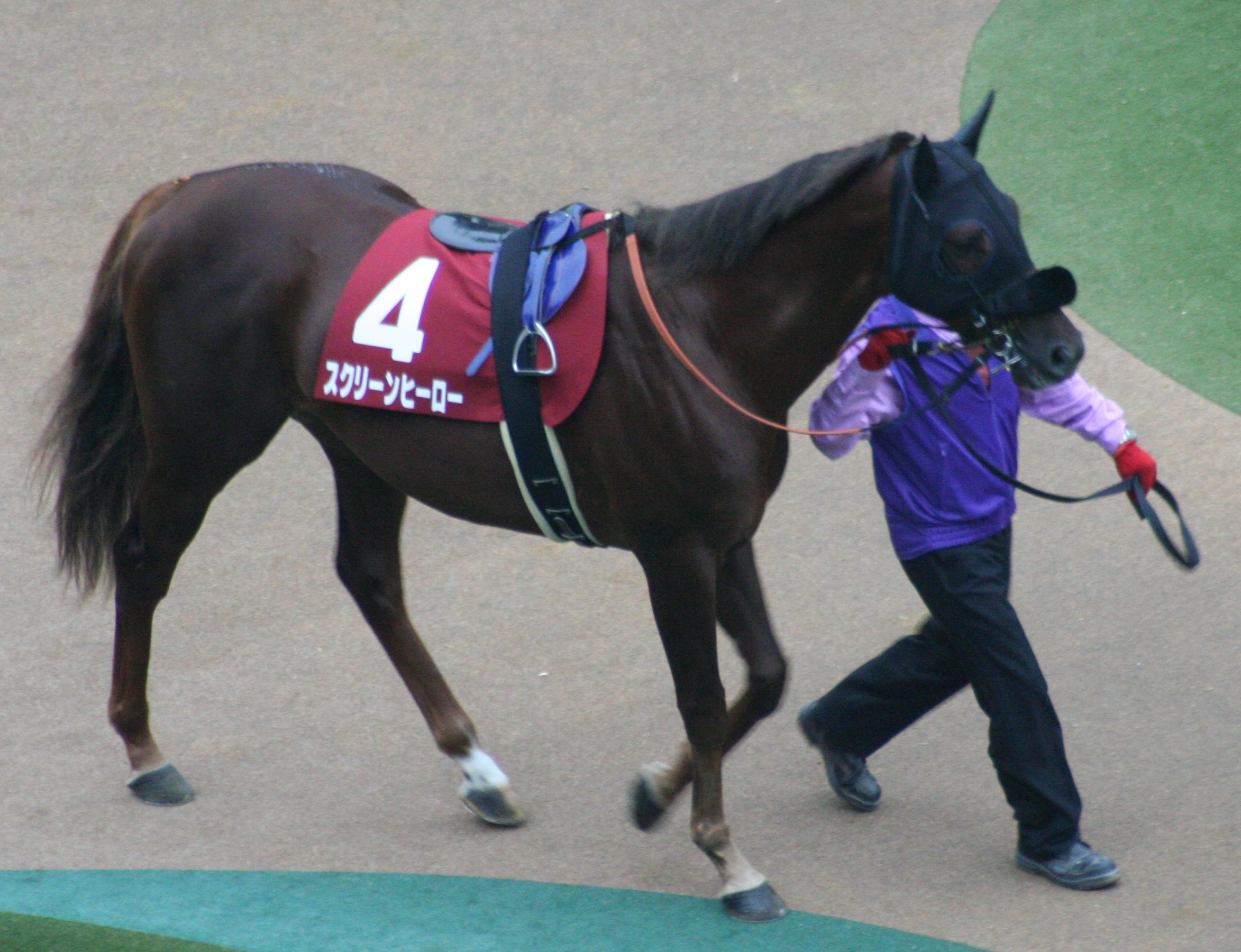
スクリーンヒーロー（2004年産）
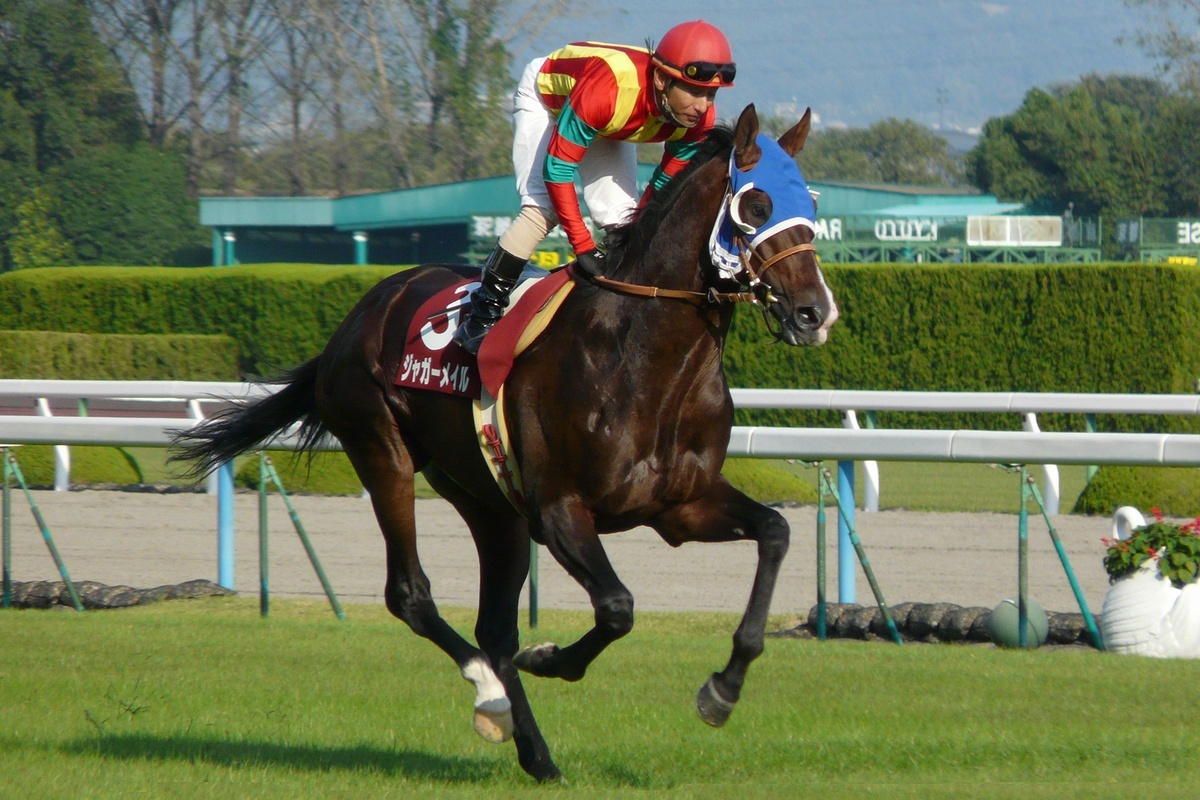
ジャガーメイル（2004年産）
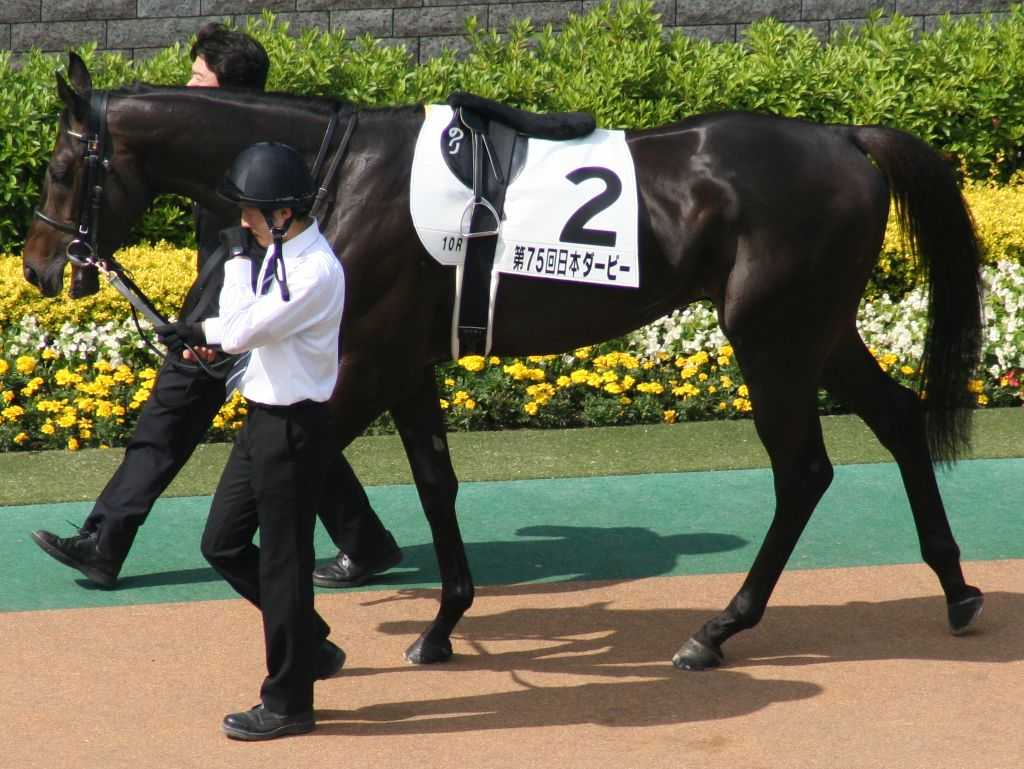
サクセスブロッケン（2005年産）
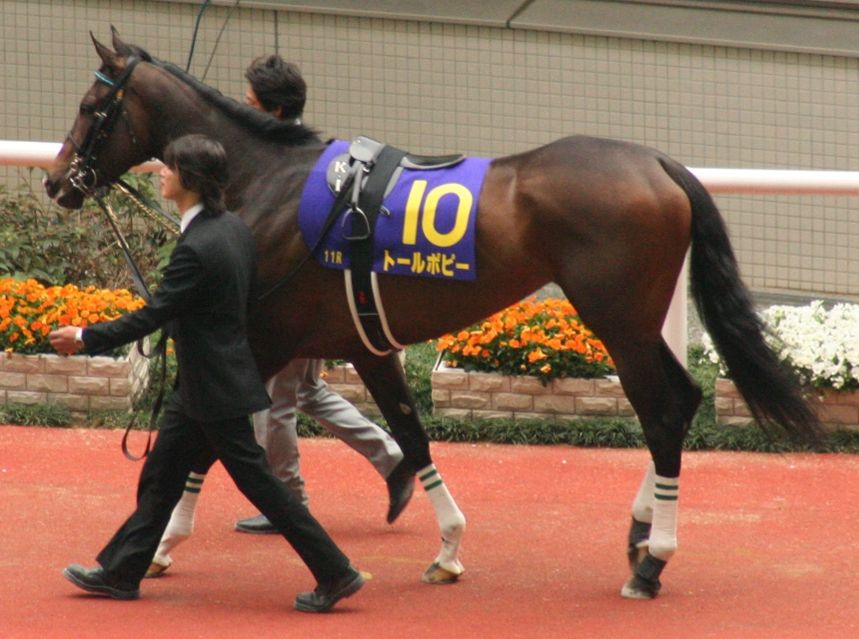
トールポピー（2005年産）
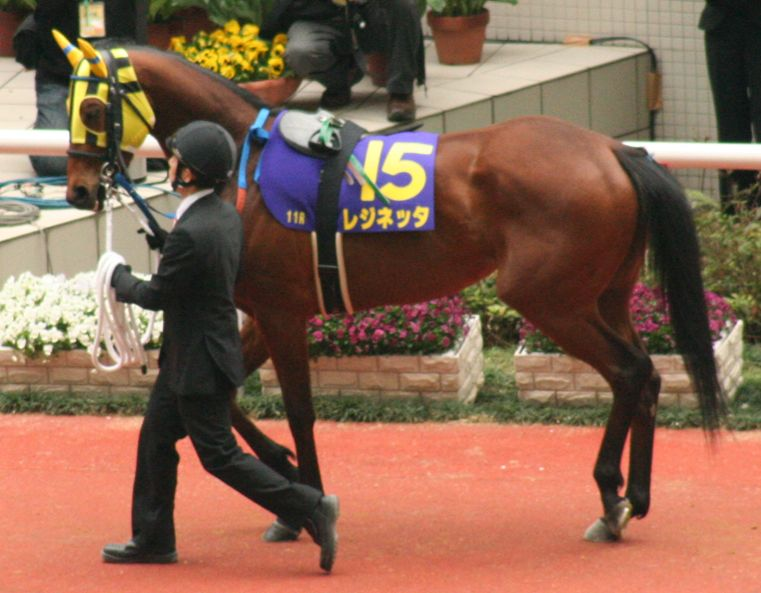
レジネッタ（2005年産）
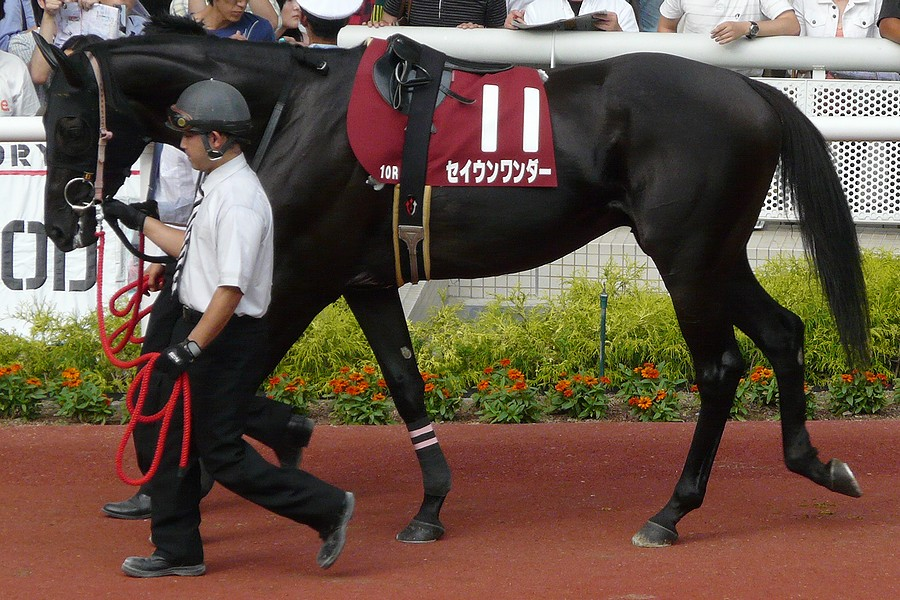
セイウンワンダー（2006年産）
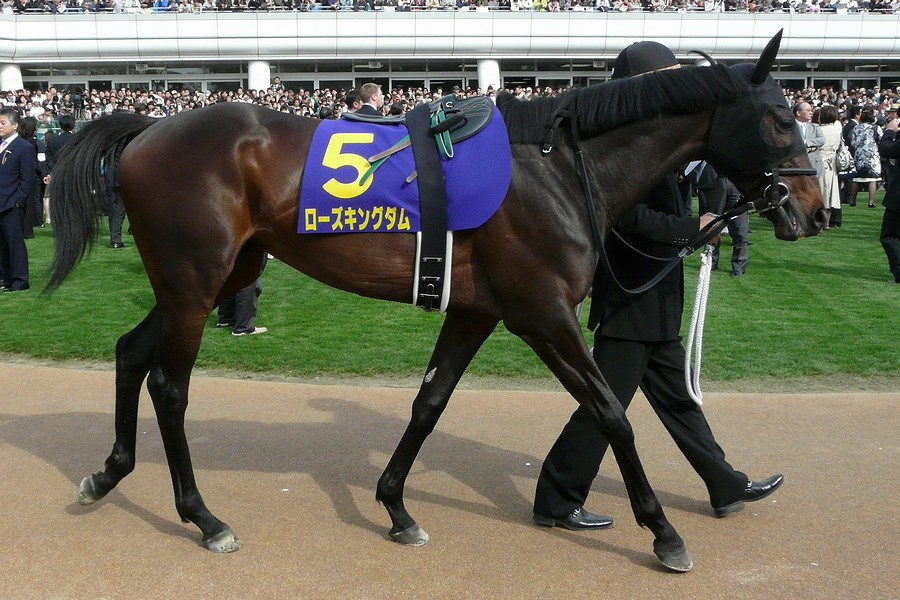
ローズキングダム（2007年産）
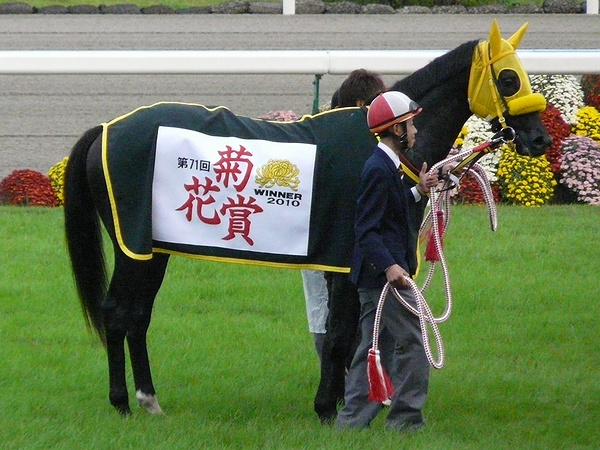
ビッグウィーク（2007年産）
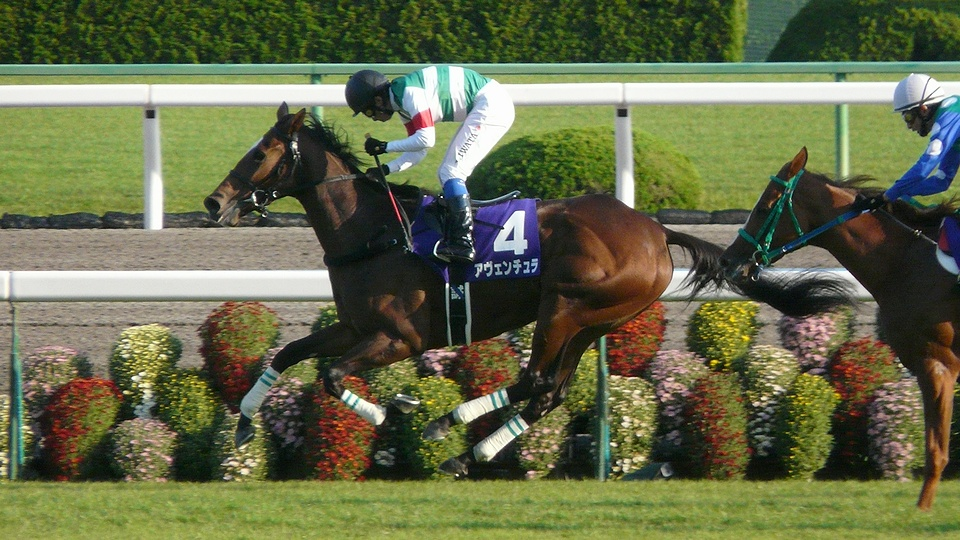
アヴェンチュラ（2008年産）
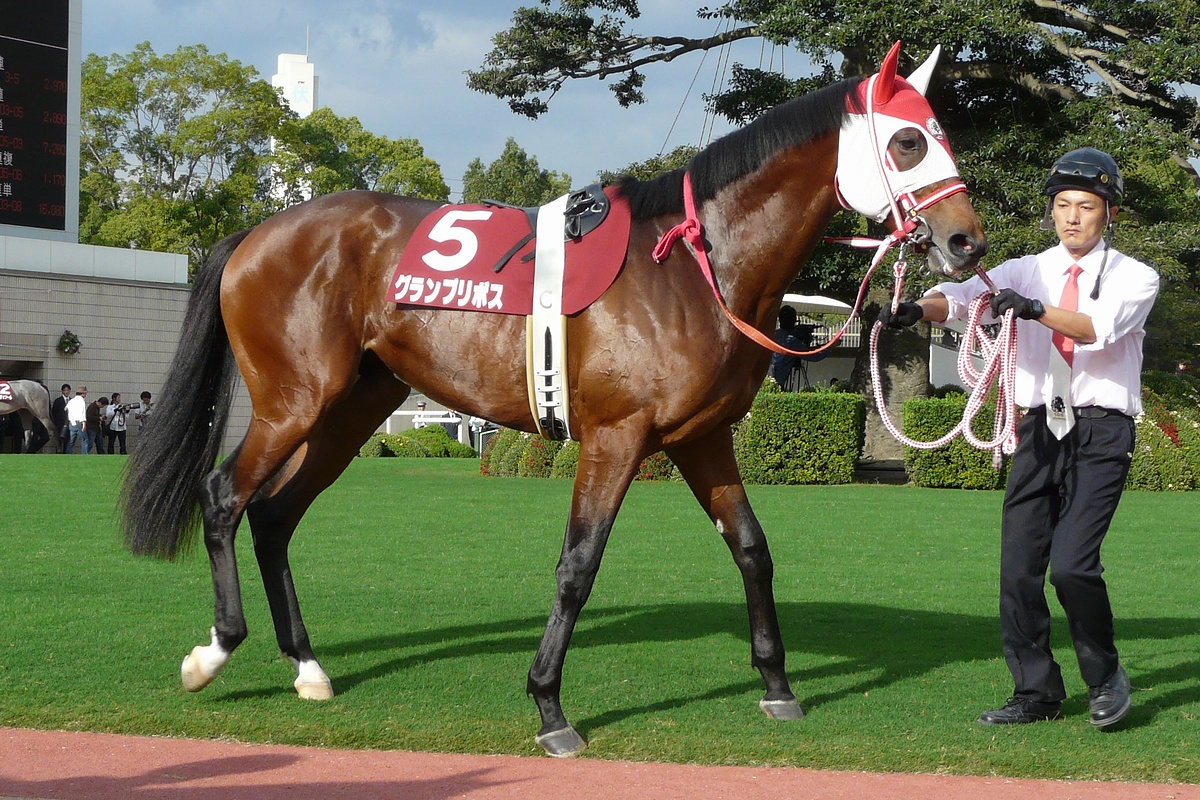
グランプリボス（2008年産）
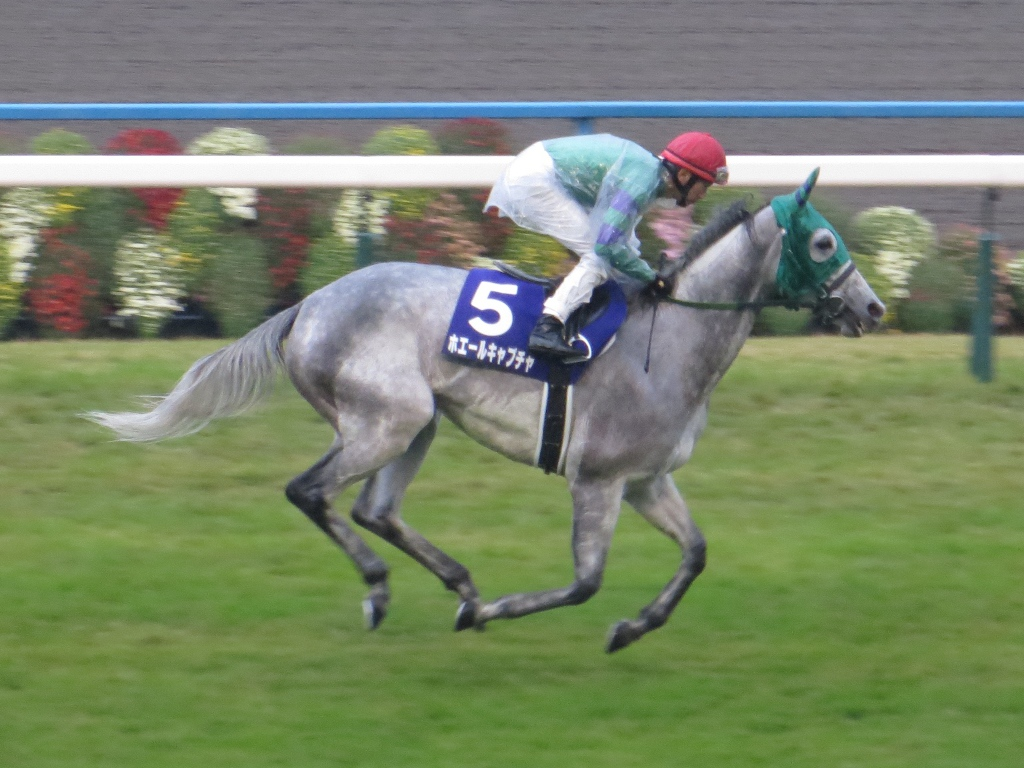
ホエールキャプチャ（2008年産）
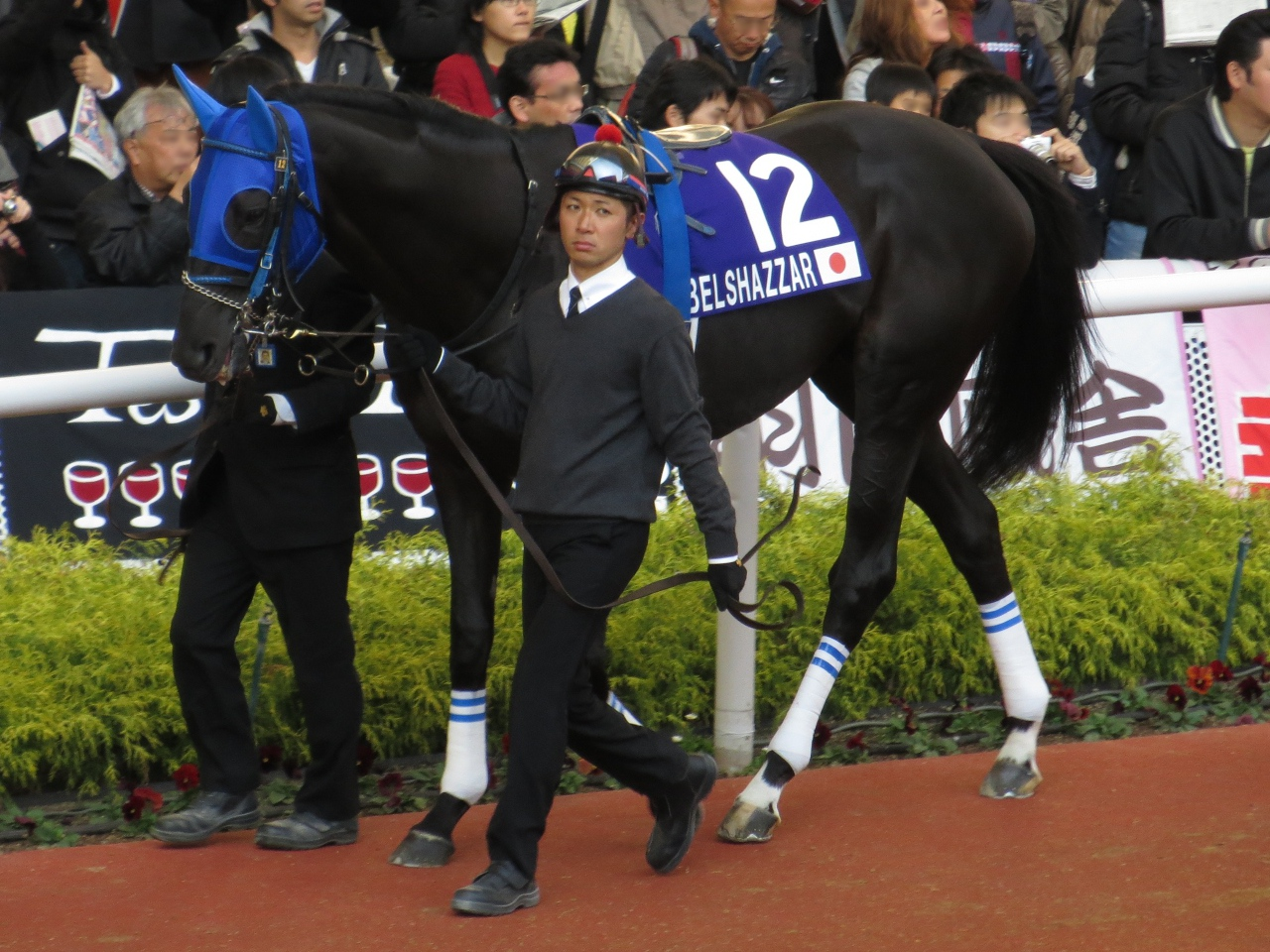
ベルシャザール（2008年産）
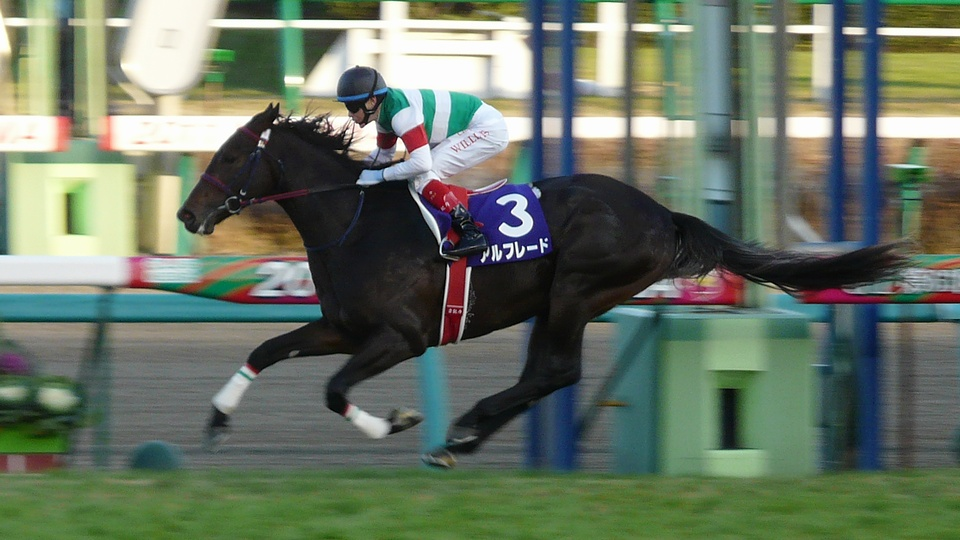
アルフレード（2009年産）
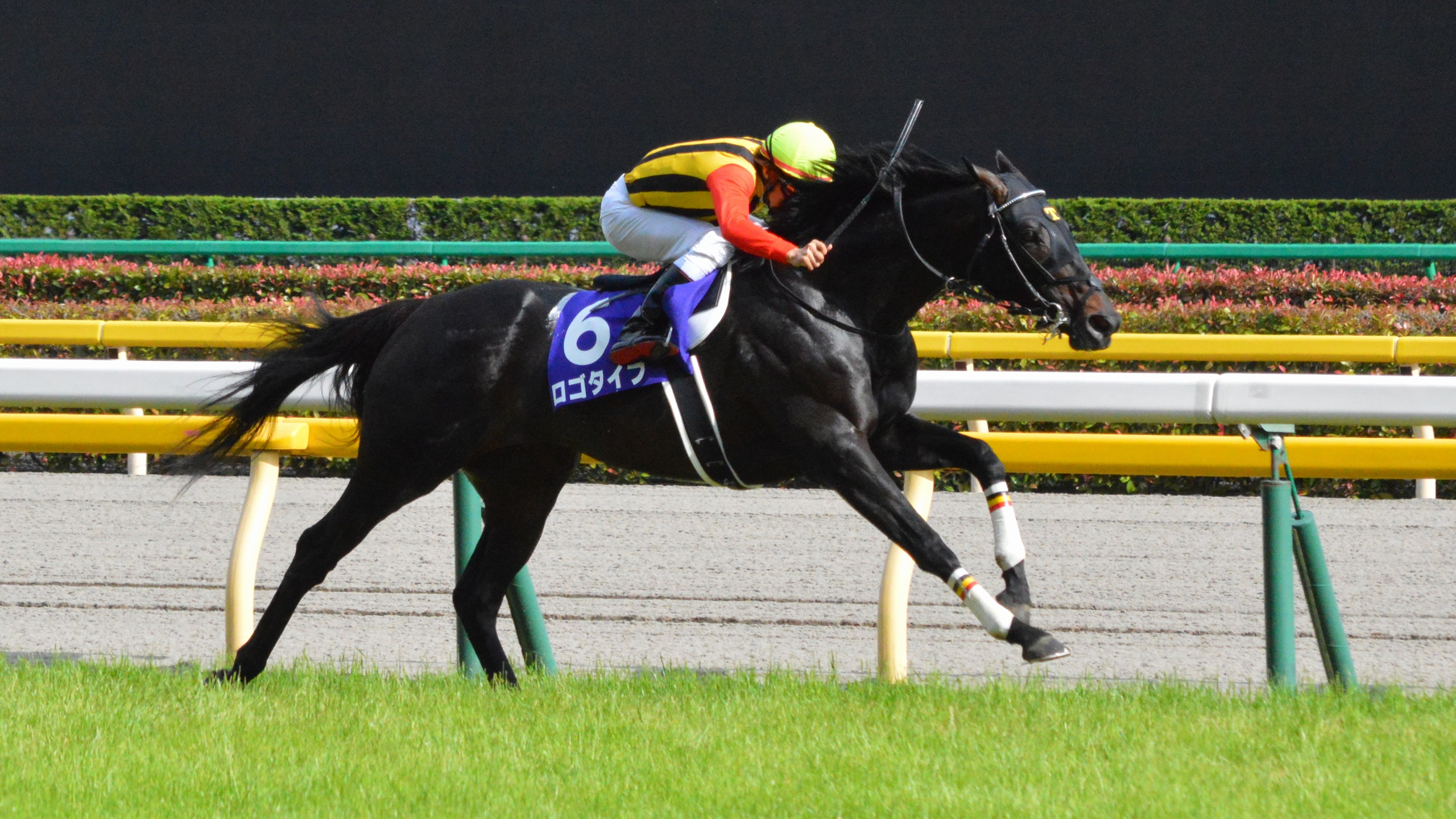
ロゴタイプ（2010年産）
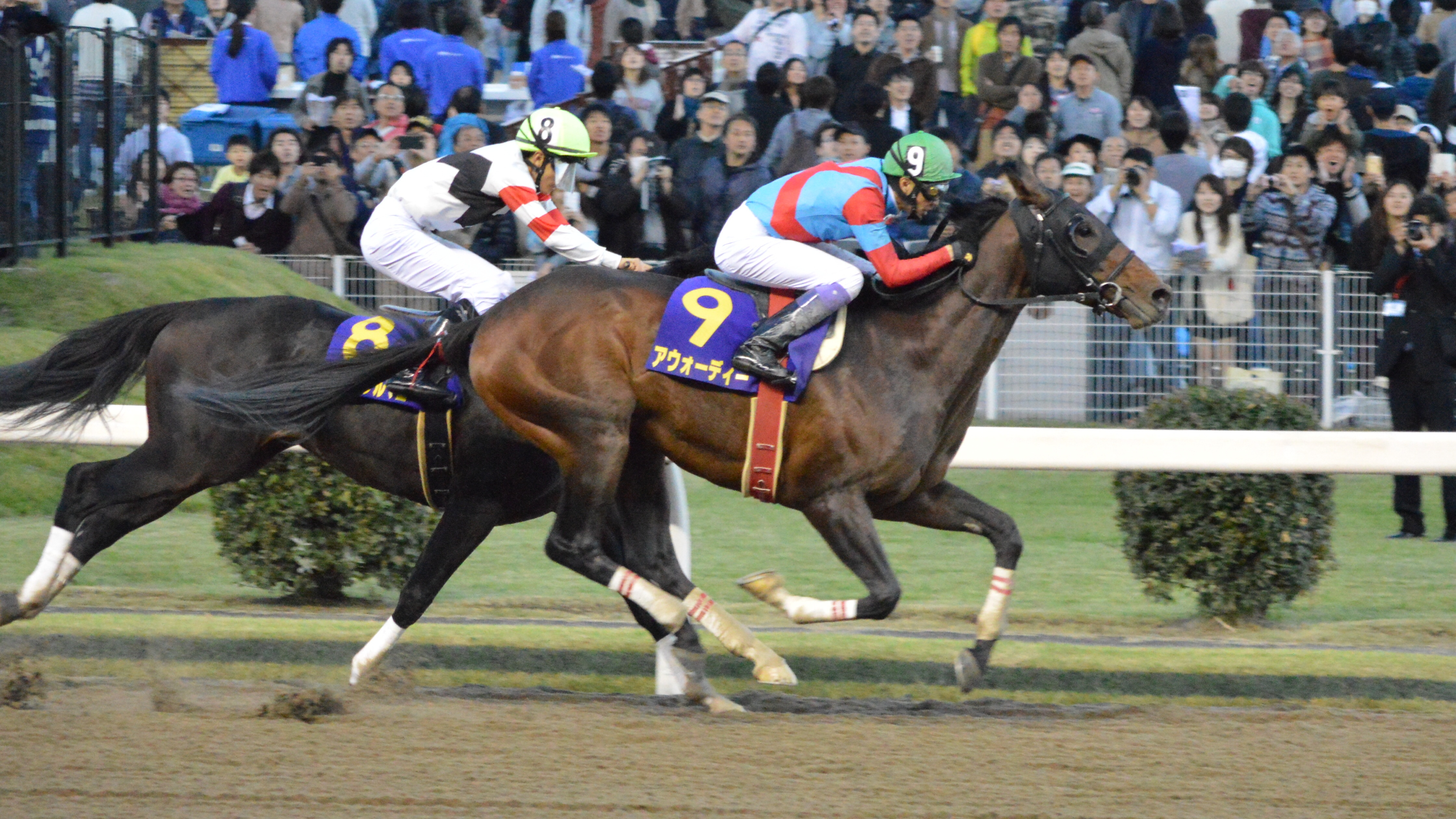
アウォーディー（2010年産）
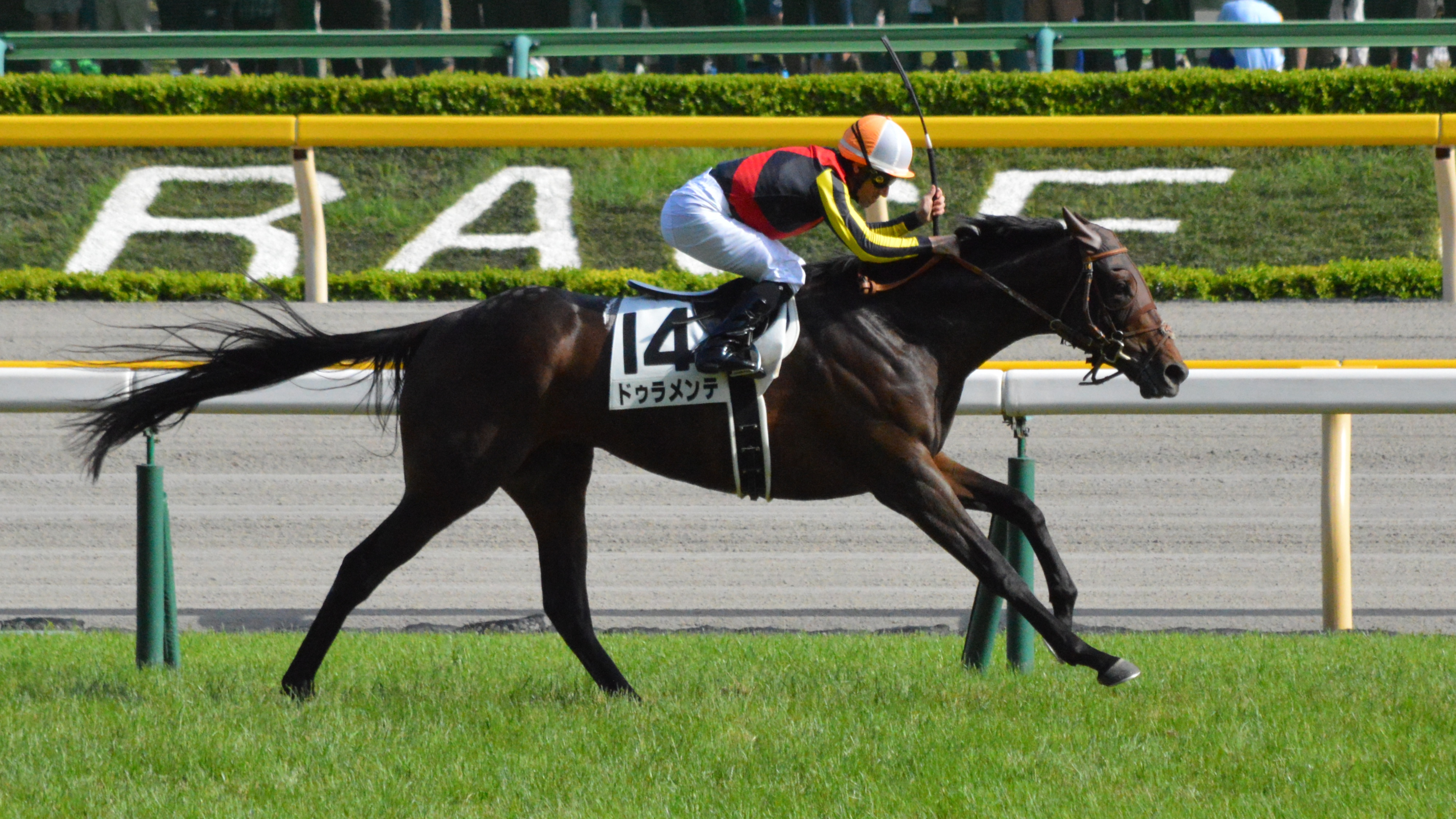
ドゥラメンテ（2012年産）
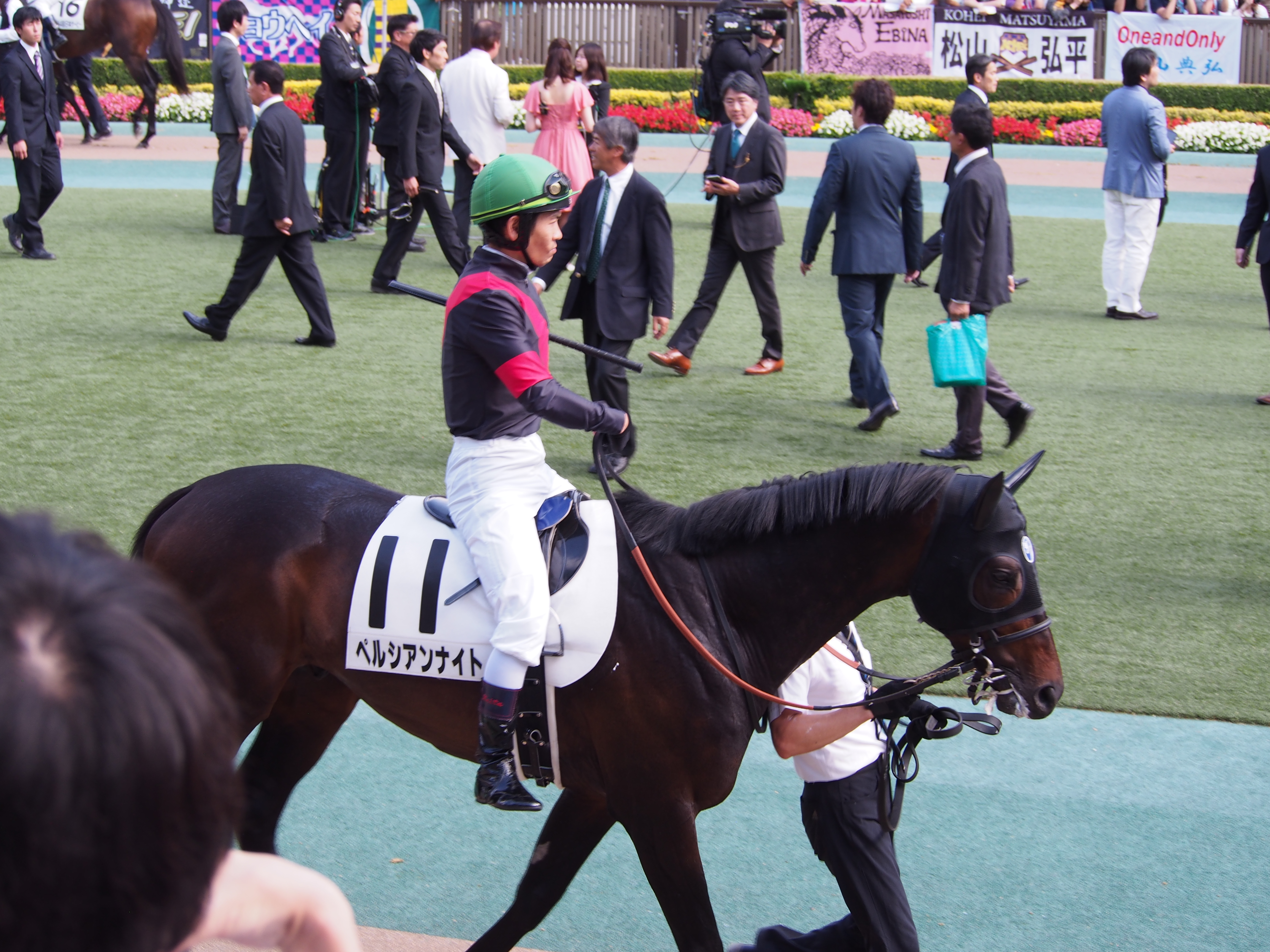
ペルシアンナイト（2014年産）
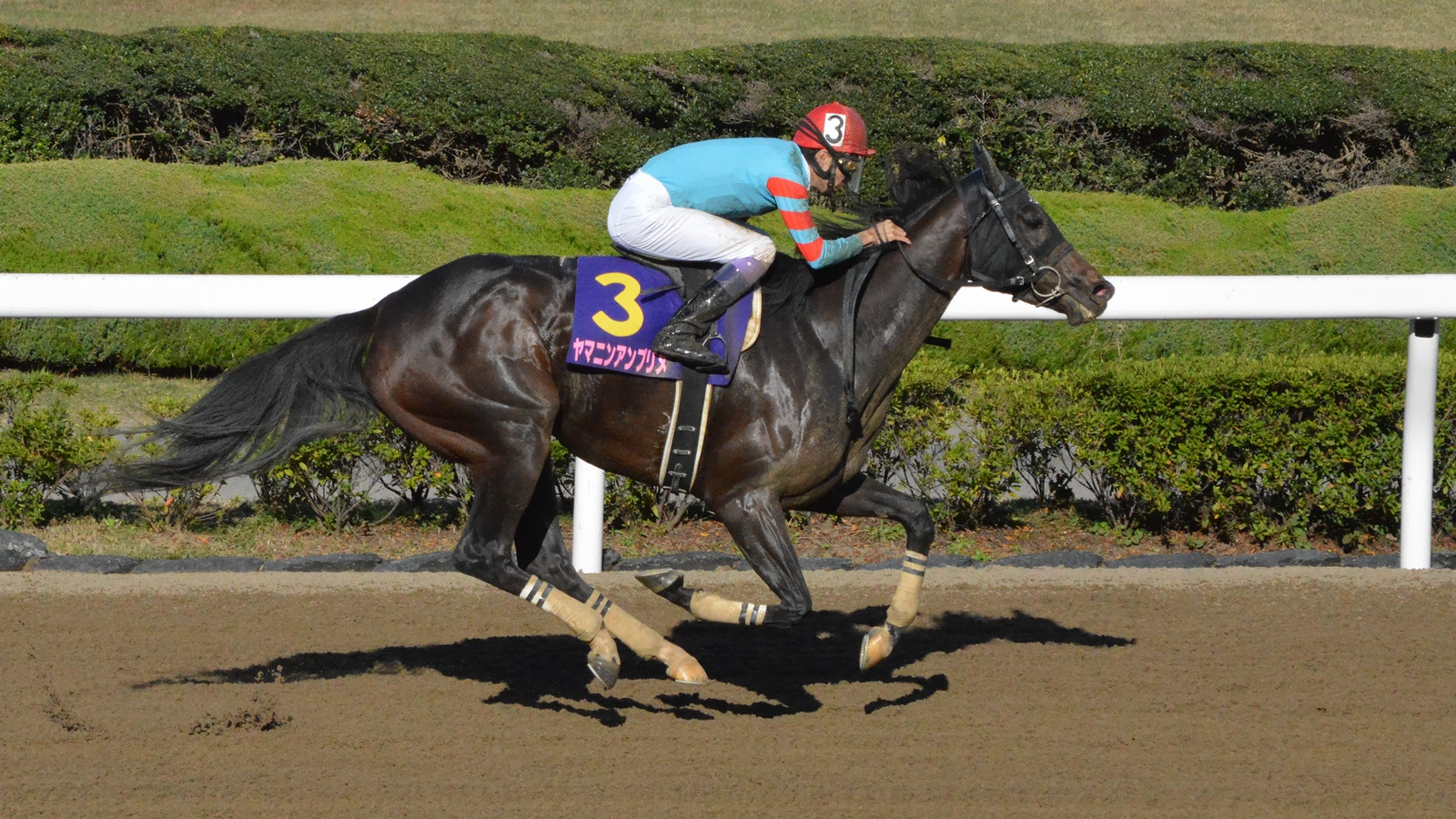
ヤマニンアンプリメ（2014年産）
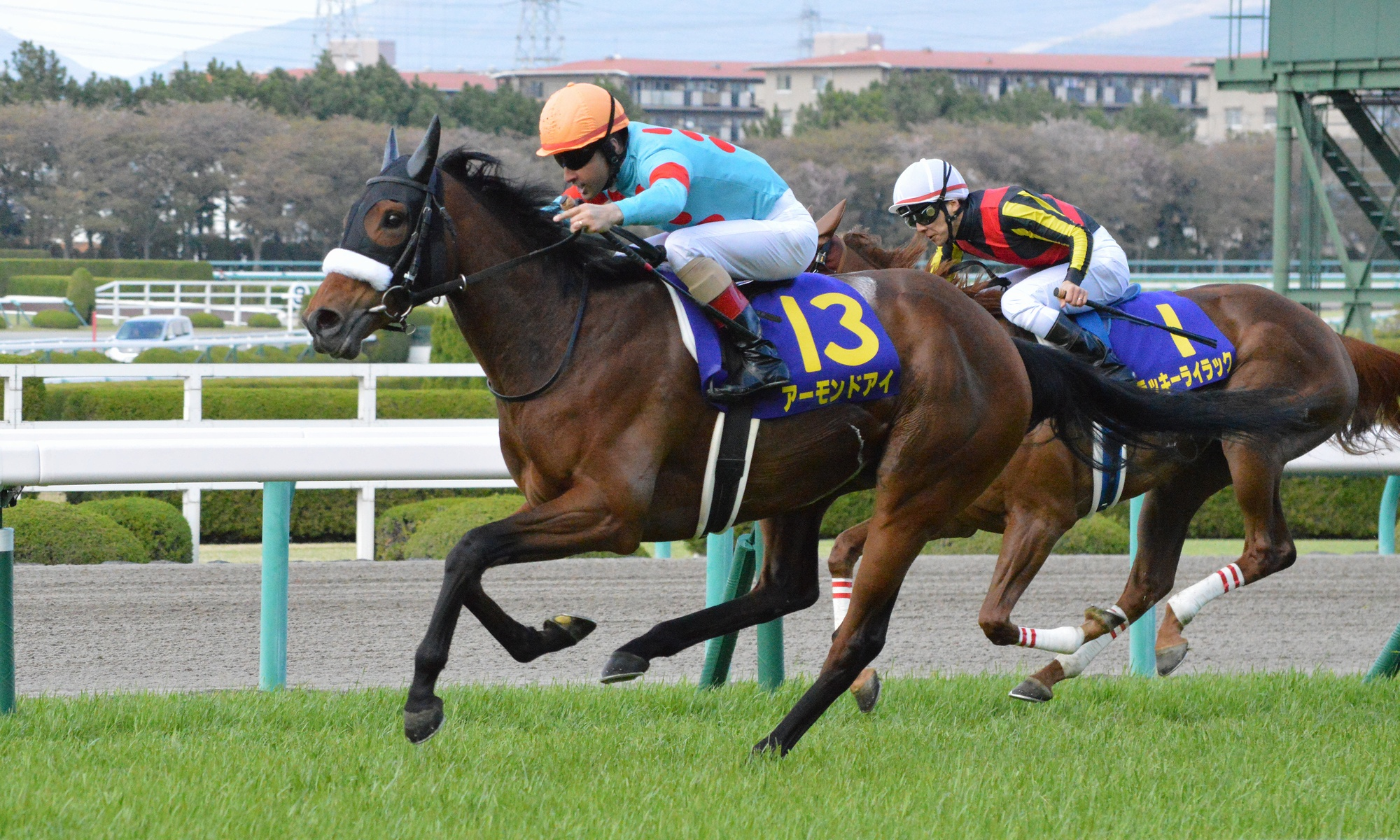
アーモンドアイ（2015年産）
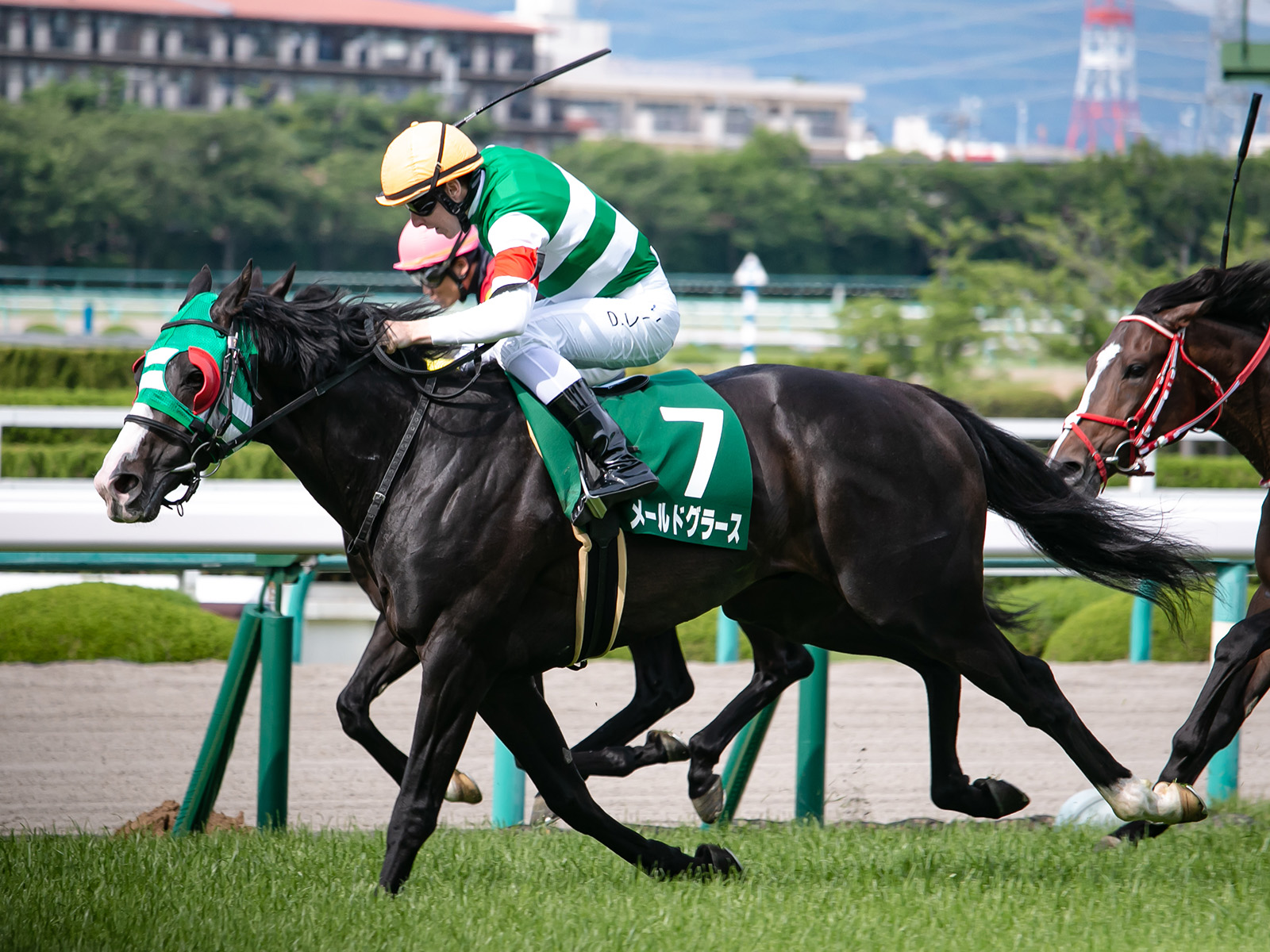
メールドグラース（2015年産）
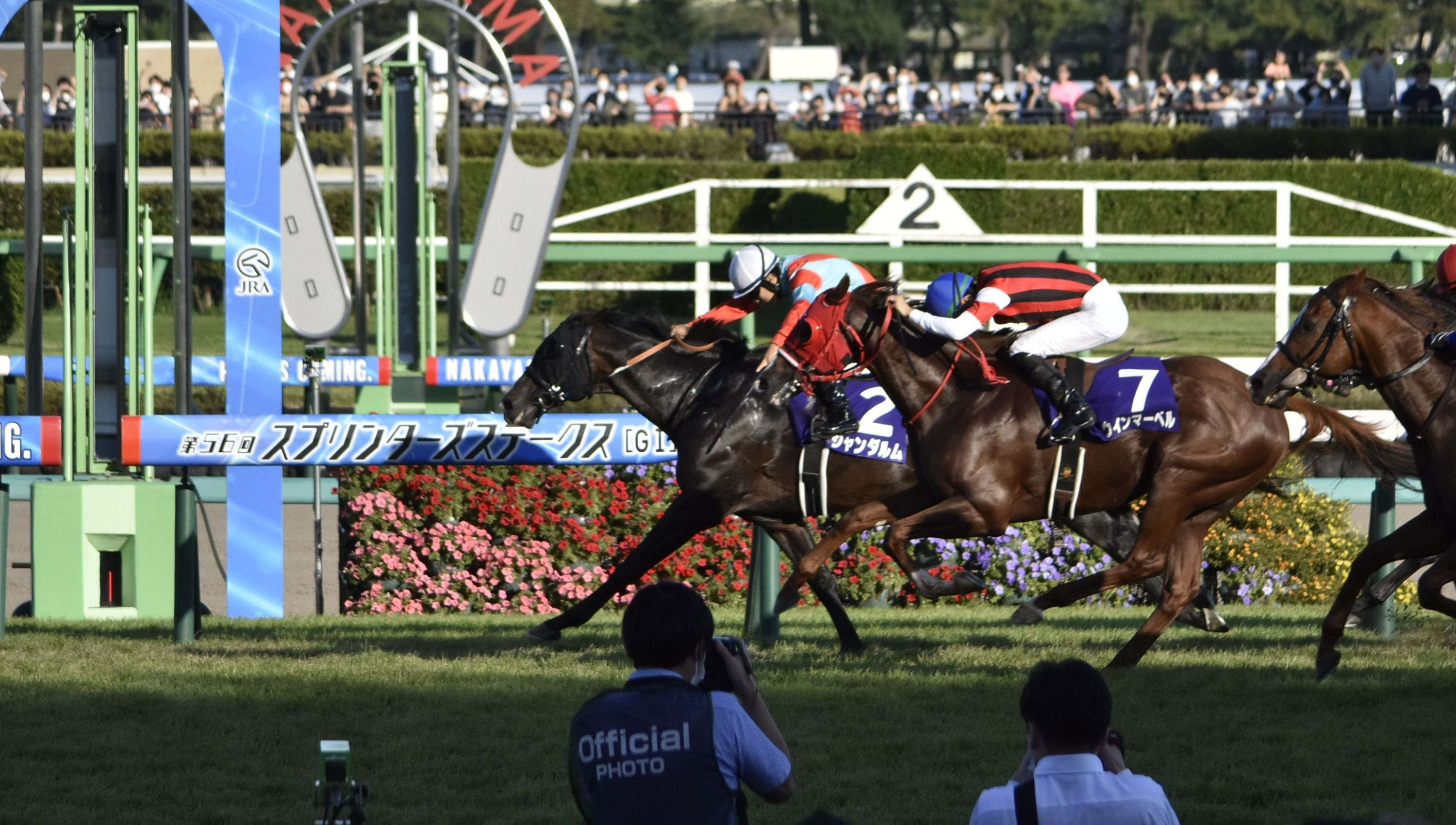
ジャンダルム（2015年産）

#### 重賞優勝馬
- 1998年産
  - ジョウテンペガサス：百万石賞、スプリンターズカップ（父ジェイドロバリー）
- 1999年産
  - マイソールサウンド：中日新聞杯、京都記念、京都金杯、マイラーズカップ、阪神大賞典（父タマモクロス）
  - プリサイスマシーン：中日新聞杯2回、スワンステークス、阪急杯（父マヤノトップガン）
  - プレシャスカフェ：CBC賞、シルクロードステークス（父ハートレイク）
  - シャドウスケイプ：根岸ステークス、クラスターカップ（父フォーティナイナー）
- 2000年産
  - サカラート：東海ステークス、ブリーダーズゴールドカップ、日本テレビ盃、マーキュリーカップ（父アフリート）
  - アイポッパー：阪神大賞典、ステイヤーズステークス（父サッカーボーイ）
  - スズノマーチ：エプソムカップ（父ティンバーカントリー）
- 2001年産
  - ポップロック：目黒記念2回（父エリシオ）
  - ウイングレット：中山牝馬ステークス（父タイキシャトル）
- 2002年産
  - ワイルドワンダー：アンタレスステークス、プロキオンステークス、根岸ステークス父ブライアンズタイム）
  - ヤマニンメルベイユ：中山牝馬ステークス、クイーンステークス（父メジロマックイーン）
  - ライラプス：クイーンカップ（父フレンチデピュティ）
  - アンブロワーズ：函館2歳ステークス（父フレンチデピュティ）
- 2003年産
  - サクラメガワンダー：ラジオたんぱ杯2歳ステークス、鳴尾記念2回、金鯱賞（父グラスワンダー）
  - サイレントプライド：ダービー卿チャレンジトロフィー、富士ステークス（父フレンチデピュティ）
  - シンゲン：新潟大賞典、エプソムカップ、オールカマー（父ホワイトマズル）
  - パフィオペディラム：TCKディスタフ、栄冠賞（父フサイチコンコルド）
- 2004年産
  - フサイチホウオー：東京スポーツ杯2歳ステークス、ラジオNIKKEI杯2歳ステークス、共同通信杯（父ジャングルポケット）
  - トーセンキャプテン：アーリントンカップ、函館記念（父ジャングルポケット）
  - ホクトスルタン：目黒記念（父メジロマックイーン）
  - マイネルシーガル：富士ステークス（父ゼンノエルシド）
  - アブソリュート：東京新聞杯、富士ステークス（父タニノギムレット）
  - ボランタス：浦和記念（父ティンバーカントリー）
  - クランエンブレム：阪神ジャンプステークス（父ウォーエンブレム）
- 2005年産
  - ヤマニンキングリー：中日新聞杯、札幌記念、シリウスステークス（父アグネスデジタル）
  - スマイルジャック：スプリングステークス、関屋記念、東京新聞杯（父タニノギムレット）
  - ドリームシグナル：シンザン記念（父アグネスデジタル）
  - エアパスカル：チューリップ賞（父ウォーエンブレム）
  - ユキチャン：関東オークス、クイーン賞、TCK女王盃（父クロフネ）
  - フサイチアソート：東京スポーツ杯2歳ステークス（父トワイニング）
  - ナンヨーリバー：兵庫チャンピオンシップ（父スキャン）
  - ブラボーデイジー：エンプレス杯、福島牝馬ステークス（父クロフネ）
  - ロールオブザダイス：平安ステークス（父トワイニング）
  - マイネルスターリー：函館記念（父スターオブコジーン）
  - キングスエンブレム：シリウスステークス（父ウォーエンブレム）
  - シルポート：マイラーズカップ、京都金杯（父ホワイトマズル）
- 2006年産
  - グランプリエンゼル：函館スプリントステークス（父アグネスデジタル）
  - ゴールデンチケット：兵庫チャンピオンシップ（父キングカメハメハ）
  - クリーバレン：新潟ジャンプステークス（父シンボリクリスエス）
- 2007年産
  - アプリコットフィズ：クイーンカップ、クイーンステークス（父ジャングルポケット）
  - エーシンホワイティ：ファルコンステークス、新潟ジャンプステークス（父サクラバクシンオー）
  - トゥザグローリー：中日新聞杯、京都記念、日経新春杯、日経賞、鳴尾記念（父キングカメハメハ）
  - ミッキードリーム：朝日チャレンジカップ（父キングカメハメハ）
  - フェデラリスト：中山記念、中山金杯（父エンパイアメーカー）
  - サイレントメロディ：マーチステークス（父シンボリクリスエス）
  - ソリタリーキング：東海ステークス、日本テレビ盃（父キングカメハメハ）
  - ダイワファルコン：福島記念2回（父ジャングルポケット）
  - アドマイヤロイヤル：プロキオンステークス（父キングカメハメハ）
  - セイコーライコウ：アイビスサマーダッシュ（父クロフネ）
  - ドリームセーリング : 京都ジャンプステークス（父クロフネ）
- 2008年産
  - リアライズノユメ：エーデルワイス賞（父アフリート）
  - マイネイサベル：府中牝馬ステークス、新潟2歳ステークス、中山牝馬ステークス（父テレグノシス）
  - ダンスファンタジア：フェアリーステークス（父ファルブラヴ）
  - クレスコグランド：京都新聞杯（父タニノギムレット）
  - マイネルラクリマ：京都金杯、七夕賞、オールカマー（父チーフベアハート）
  - オールザットジャズ：福島牝馬ステークス2回（父タニノギムレット）
  - ムスカテール：目黒記念（父マヤノトップガン）
  - ミトラ：福島記念、金鯱賞（父シンボリクリスエス）
  - エポワス：キーンランドカップ（父ファルヴラヴ）
- 2009年産
  - エアソミュール：鳴尾記念、毎日王冠（父ジャングルポケット）
  - メイショウスザンナ : クイーンステークス（父アグネスデジタル）
  - サナシオン : 東京ハイジャンプ、阪神スプリングジャンプ（父シンボリクリスエス）
  - バクシンテイオー : 北九州記念（父サクラバクシンオー）
- 2010年産
  - コディーノ：札幌2歳ステークス、東京スポーツ杯2歳ステークス（父キングカメハメハ）
  - インパルスヒーロー：ファルコンステークス（父クロフネ）
  - アウトジェネラル：羽田盃（父アドマイヤドン）
  - ディアデラマドレ：マーメイドステークス、府中牝馬ステークス、愛知杯（父キングカメハメハ、母ディアデラノビア）
  - ソロル：マーチステークス、小倉サマージャンプ（父シンボリクリスエス）
  - トロワボヌール：クイーン賞、スパーキングレディーカップ、クイーン賞（父バゴ）
  - マイネルクロップ : 佐賀記念、マーチステークス（父クロフネ）
  - ダービーフィズ : 函館記念（父ジャングルポケット）
  - ティリアンパープル : 新潟ジャンプステークス（父ジャングルポケット）
  - ノボリディアーナ : 府中牝馬ステークス（父フレンチデピュティ）
  - フルーキー : 朝日チャレンジカップ（父リダウツチョイス）
  - ダンスディレクター : シルクロードステークス2回（父アルデバラン）
  - トーキングドラム : 阪急杯（父キングカメハメハ）
- 2011年産
  - ホウライアキコ：小倉2歳ステークス、デイリー杯2歳ステークス（父ヨハネスブルグ）
  - ショウナンアチーヴ：ニュージーランドトロフィー（父ショウナンカンプ）
  - カラダレジェンド：京王杯2歳ステークス（父フレンチデピュティ）
  - トゥザワールド：弥生賞（父キングカメハメハ）
  - アドマイヤデウス：日経新春杯、日経賞（父アドマイヤドン）
  - アムールブリエ : エンプレス杯2回、ブリーダーズゴールドカップ2回、名古屋グランプリ2回（父スマートストライク）
  - ロワジャルダン：みやこステークス（父キングカメハメハ）
  - ネロ：京阪杯2回（父ヨハネスブルグ）
  - サクラアンプルール：札幌記念（父キングカメハメハ）
  - スズカデヴィアス：新潟大賞典（父キングカメハメハ）
  - エアアンセム：函館記念（父シンボリクリスエス）
- 2012年産
  - セカンドテーブル：京王杯2歳ステークス（父トワイニング）
  - ベルーフ：京成杯（父ハービンジャー）
  - ヤングマンパワー：アーリントンカップ、関屋記念、富士ステークス（父スニッツェル）
  - クリプトグラム：目黒記念（父キングカメハメハ）
  - マキシマムドパリ：愛知杯、マーメイドステークス（父キングカメハメハ）
  - トーセンビクトリー：中山牝馬ステークス（父キングカメハメハ）
- 2013年産
  - エアスピネル：デイリー杯2歳ステークス、京都金杯、富士ステークス（父キングカメハメハ、母エアメサイア）
  - ドレッドノータス：京都2歳ステークス、京都大賞典（父ハービンジャー、母ディアデラノビア）
  - チェッキーノ：フローラステークス（父キングカメハメハ）
  - キンショーユキヒメ：福島牝馬ステークス（父メイショウサムソン）
  - アスターサムソン：京都ハイジャンプ（父メイショウサムソン）
  - フロンテアクイーン：中山牝馬ステークス（父メイショウサムソン）
  - オウケンビリーヴ : クラスターカップ（父クロフネ）
- 2014年産
  - ヴゼットジョリー：新潟2歳ステークス（父ローエングリン）
  - ダンビュライト：アメリカジョッキークラブカップ、京都記念（父ルーラーシップ）
  - エアウィンザー：チャレンジカップ（父キングカメハメハ、母エアメサイア）
  - ムイトオブリガード：アルゼンチン共和国杯（父ルーラーシップ）
- 2015年産
  - パクスアメリカーナ：京都金杯（父クロフネ）
  - ダイアトニック：スワンステークス（父ロードカナロア）
  - グロンディオーズ：ダイヤモンドステークス（父ルーラーシップ）
- 2016年産
  - フィリアプーラ：フェアリーステークス（父ハービンジャー）
  - サマーセント：マーメイドステークス（父ハービンジャー）
- 2017年産
  - バーナードループ：兵庫チャンピオンシップ（父ロードカナロア）
  - プリティーチャンス：レディスプレリュード（父シンボリクリスエス）[183]

### 日本国外調教馬
- 2005年産
  - Tale of Ekati：ウッドメモリアルステークス、シガーマイルハンデキャップ（父Tale of the Cat・母Silence Beauty）
  - Young Pretender：ロシェット賞（父Oasis Dream・母Silent Heir）
- 2006年産
  - More Joyous：クイーンオブザターフステークス連覇、クイーンエリザベスステークス、ドンカスターマイル、フューチュリティステークス、トゥーラックハンデキャップ、ジョージメインステークス、フライトステークス（父More Than Ready・母Sunday Joy）
- 2011年産
  - Karakontie：ジャン・リュック・ラガルデール賞、プール・デッセ・デ・プーラン、ブリーダーズカップ・マイル（父Bernstein、母サンイズアップ）　※生産国日本
- 2014年産
  - Avilius：ランヴェットステークス、タンクレッドステークス、オプティックホワイトステークス（父Pivotal・母Alessandria）

## 血統

### 血統的背景
母のウィッシングウェルは12勝（うち重賞2勝）を挙げたが、その母系を遡るとマウンテンフラワー、エーデルワイス、ダウィジャー、マルセリーナはいずれも競走馬として優勝したことがない。ただし、7代母のシナは1000ギニーステークスとコロネーションステークスの勝ち馬である。ヘイローの母のコスマーは半妹にノーザンダンサーの母・ナタルマ（父ネイティヴダンサー）を持つ血統だったものの、前述のように母系が地味であったことが種牡馬としてのサンデーサイレンスの評価を下げる一因となった。
サンデーサイレンスは非常に気性が荒かったが、父のヘイローも突然人を襲うなど気性の荒い馬として知られていた。母のウィッシングウェルも気性が悪く、競走馬時代の管理調教師のゲイリー・ジョーンズによると、厩舎に到着したウィッシングウェルは手も付けられないほど気性が悪く、「気が違ってるんじゃないかと思ったほどだったよ」と振り返っている。
サンデーサイレンスの全妹サンデーズシス、ペニーアップ、マイライフスタイルの3頭が日本に輸入され繁殖牝馬となっている。ペニーアップの孫トーセンクラウンは中山記念で優勝している。

### 血統表
| サンデーサイレンスの血統           | サンデーサイレンスの血統                  | サンデーサイレンスの血統               | （血統表の出典）                       | （血統表の出典） |
| 父系                               | ヘイロー系                                | ヘイロー系                             | ヘイロー系                             | [ § 2 ]          |
| 父 Halo 1969 黒鹿毛 アメリカ       | 父の父Hail to Reason 1958 黒鹿毛 アメリカ | Turn-to                                | Royal Charger                          | Royal Charger    |
| 父 Halo 1969 黒鹿毛 アメリカ       | 父の父Hail to Reason 1958 黒鹿毛 アメリカ | Turn-to                                | Source Sucree                          |                  |
| 父 Halo 1969 黒鹿毛 アメリカ       | 父の父Hail to Reason 1958 黒鹿毛 アメリカ | Nothirdchance                          | Blue Swords                            | Blue Swords      |
| 父 Halo 1969 黒鹿毛 アメリカ       | 父の父Hail to Reason 1958 黒鹿毛 アメリカ | Nothirdchance                          | Galla Colors                           |                  |
| 父 Halo 1969 黒鹿毛 アメリカ       | 父の母Cosmah 1953 鹿毛 アメリカ           | Cosmic Bomb                            | Pharamond                              | Pharamond        |
| 父 Halo 1969 黒鹿毛 アメリカ       | 父の母Cosmah 1953 鹿毛 アメリカ           | Cosmic Bomb                            | Banish Fear                            |                  |
| 父 Halo 1969 黒鹿毛 アメリカ       | 父の母Cosmah 1953 鹿毛 アメリカ           | Almahmoud                              | Mahmoud                                | Mahmoud          |
| 父 Halo 1969 黒鹿毛 アメリカ       | 父の母Cosmah 1953 鹿毛 アメリカ           | Almahmoud                              | Arbitrator                             |                  |
| 母 Wishing Well 1975 鹿毛 アメリカ | 母の父Understanding 1963 栗毛 アメリカ    | Promised Land                          | Palestinian                            | Palestinian      |
| 母 Wishing Well 1975 鹿毛 アメリカ | 母の父Understanding 1963 栗毛 アメリカ    | Promised Land                          | Mahmoudess                             |                  |
| 母 Wishing Well 1975 鹿毛 アメリカ | 母の父Understanding 1963 栗毛 アメリカ    | Pretty Ways                            | Stymie                                 | Stymie           |
| 母 Wishing Well 1975 鹿毛 アメリカ | 母の父Understanding 1963 栗毛 アメリカ    | Pretty Ways                            | Pretty Jo                              |                  |
| 母 Wishing Well 1975 鹿毛 アメリカ | 母の母Mountain Flower 1964 鹿毛 アメリカ  | Montparnasse                           | Gulf Stream                            | Gulf Stream      |
| 母 Wishing Well 1975 鹿毛 アメリカ | 母の母Mountain Flower 1964 鹿毛 アメリカ  | Montparnasse                           | Mignon                                 |                  |
| 母 Wishing Well 1975 鹿毛 アメリカ | 母の母Mountain Flower 1964 鹿毛 アメリカ  | Edelweiss                              | Hillary                                | Hillary          |
| 母 Wishing Well 1975 鹿毛 アメリカ | 母の母Mountain Flower 1964 鹿毛 アメリカ  | Edelweiss                              | Dowager                                |                  |
| 母系(F-No.)                        | 3号族(FN:3-e)                             | 3号族(FN:3-e)                          | 3号族(FN:3-e)                          | [ § 3 ]          |
| 5代内の近親交配                    | Mahmoud 4×5、Blue Larkspur 5×5（父内）    | Mahmoud 4×5、Blue Larkspur 5×5（父内） | Mahmoud 4×5、Blue Larkspur 5×5（父内） | [ § 4 ]          |
| 出典                               | 1. 2. 3. 4.                               | 1. 2. 3. 4.                            | 1. 2. 3. 4.                            | 1. 2. 3. 4.      |

## テレビ番組
- 世界を変える日本競馬 〜サンデーサイレンスとホースマン達の軌跡〜（2022年11月13日、テレビ東京、ナレーション：小倉唯）[190]